# Lechenich
Lechenich ist der zweitgrößte Stadtteil von Erftstadt im Rhein-Erft-Kreis, 20 Kilometer westlich von Köln gelegen. Zu Lechenich gehören Konradsheim und Heddinghoven.

## Lage
Lechenich liegt am Kreuzungspunkt der Bundesstraße B 265 mit den Landesstraßen Landesstraßen L 162 und L 263. Die nächste Autobahn-Anschlussstelle ist „Erftstadt“ an der A 1/A 61.

## Geschichte

### Frühgeschichte
Am heutigen Nordrand von Lechenich befand sich eine der mittleren Jungsteinzeit zugeordnete Siedlung, deren Gräberfeld bei der Anlage eines Sportplatzes im Juli 2010 angeschnitten wurde. Bei den freigelegten Körpergräbern handelte es sich um zwei Frauengräber, wie aus den Grabbeigaben (Mahlsteine) zu erschließen war. 2016 wurde ein weiteres Grab freigelegt. Der Befund der dort freigelegten Grabbeigaben erbrachte ihre Einordnung in die Zeit um 4950 bis 4800 vor Christus. Die Art der aufwendig verzierten Keramiken der Grabbeigaben ließ diese Artefakte der Großgartacher Kultur zuordnen.
Auf dem Gelände wurden auch Reste eines Gehöftes aus der älteren Eisenzeit (800–500 v. Chr.) freigelegt. Es handelte sich um ein Sechs- oder Neunpfostenhaus sowie zwei Gruben, aus deren Abfällen Keramikscherben und Holzkohlestücke geborgen wurden.
Am heutigen südlichen Ortsrand von Lechenich bestand um 700 bis 500 v. Chr. eine früheisenzeitliche Siedlung (Hallstatt-Kultur) mit etwa 18 Gebäuden, die zu vier Hofstellen gehörten. Sie wurden 2006 beim Erschließen des Gewerbegebietes „Am Römerhof Süd“ entdeckt und untersucht.
Weitere archäologische Funde aus dem Raum Lechenich belegen eine frühe, bis in die Römerzeit reichende Besiedlung. Eine Anzahl dieser Fundstücke befinden sich heute im Rheinischen Landesmuseum Bonn.

### Römerzeit

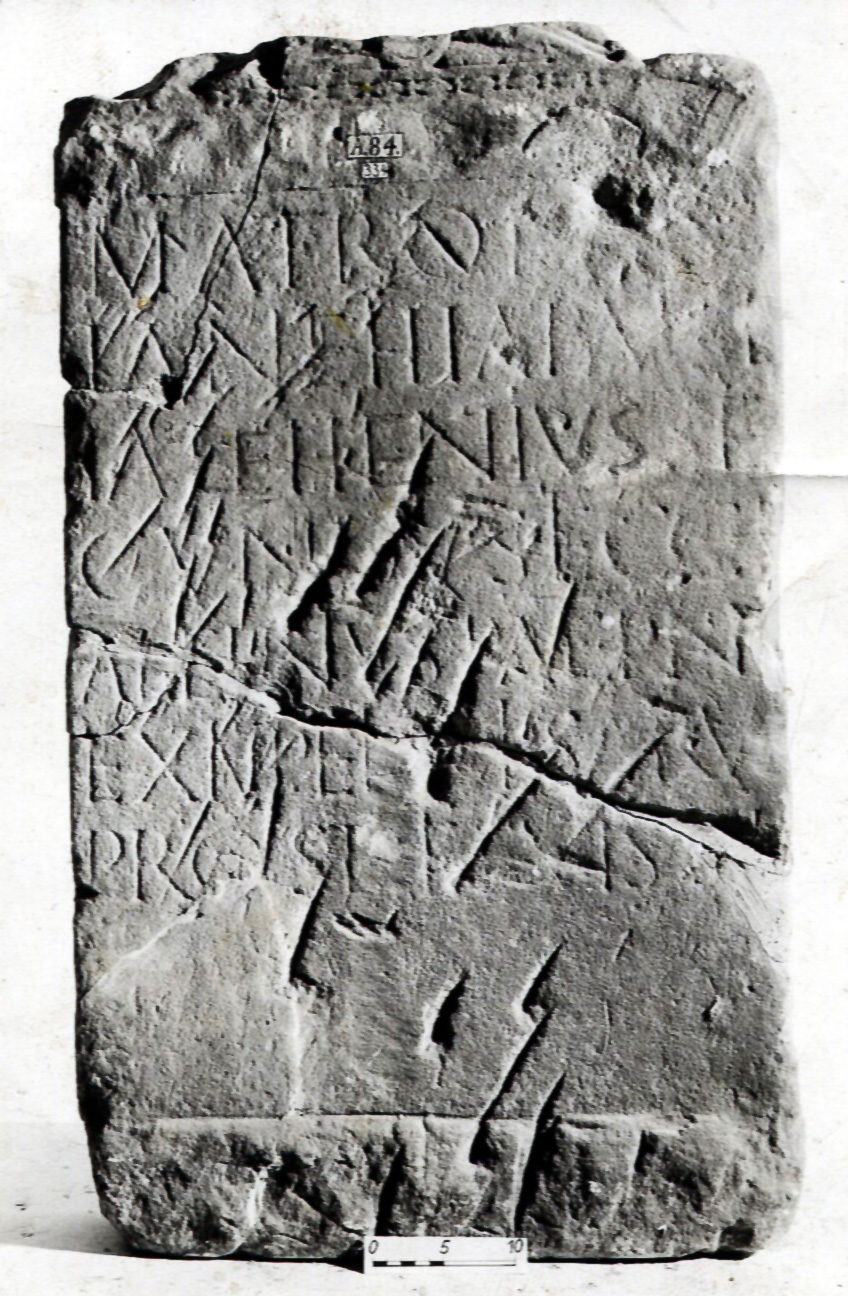
Matronenstein der Matronen „Lachnechiae“ in Lechenich

Westlich der heutigen Altstadt bestand in römischer Zeit an der Straße nach Aachen, die an der Erft von der Straße Römerstraße Trier–Köln, heute Agrippa-Straße Köln–Trier abzweigte, eine kleine Siedlung (Vicus). Teile der Anlage wurden 1972 bei Ausschachtungsarbeiten entdeckt. Auf einer „Trümmerstelle“ in der Flur „Am Böttchen“ wurden auf einem Areal von 180 × 200 Meter sechs Baugruben freigelegt, von denen drei eine Häuserzeile bildeten. Drei weitere Häuser begrenzten das Rechteck. In den römischen Fundamenten, einer Brandschicht und Abfallgruben kam Keramik zu Tage, die ins 2. bis 4. Jahrhundert datiert wurde. Des Weiteren haben die beiden Ubier „Ialehenius“ und „Challinius“ den Matronae Lanehiae auf deren Befehl (ex imperio ipsarum) einen Weihestein errichtet, deren Name sich im heutigen Ortsnamen Lechenich fortsetzt. Der um das 2. Jahrhundert datierte Votivstein mit einer Offenbarungs-Inschrift befindet sich heute ebenfalls im Rheinischen Landesmuseum in Bonn. Ein kleinerer Stein dieser Epoche blieb der Stadt jedoch vor Ort erhalten, er befindet sich sichtbar im äußeren Mauerwerk der Kapelle Heddinghoven. Am Rande der Siedlung lag ein Tempelbezirk von etwa 50 m × 90 m Ausdehnung. Gefundene Reste von Sandsteinkapitellen und Säulen, Fragmente von mehreren Altären, zahlreiche Keramikreste und ein vollständig erhaltener Sandsteinapfel verweisen auf ein Matronenheiligtum.

### Mittelalter
Südwestlich der heutigen Altstadt lag in fränkischer Zeit eine Siedlung. Grabfunde ermöglichten, sie an das Ende des 5. Jahrhunderts einzuordnen. Eine Urkunde berichtet, dass um 650 der zur Siedlung gehörende Fronhof im Besitz des Kölner Bischofs Kunibert war, der von diesem Hof den Almosenbrüdern des Hospitals St. Lupus in der Kölner Vorstadt Niederich Einkünfte zuwies.

#### Die alte Burg
Die Kölner Erzbischöfe ließen in den folgenden Jahrhunderten den Fronhof in Lechenich zu einer Motte ausbauen, die nach ihrer Zerstörung durch eine mächtige von Wassergräben, deren Konturen sich noch heute im Gelände abzeichnen, umgebene Burg ersetzt wurde. Im Jahre 1138, der ersten datierten Erwähnung Lechenichs, wurde die erzbischöfliche Burg als „curia“ bezeichnet.

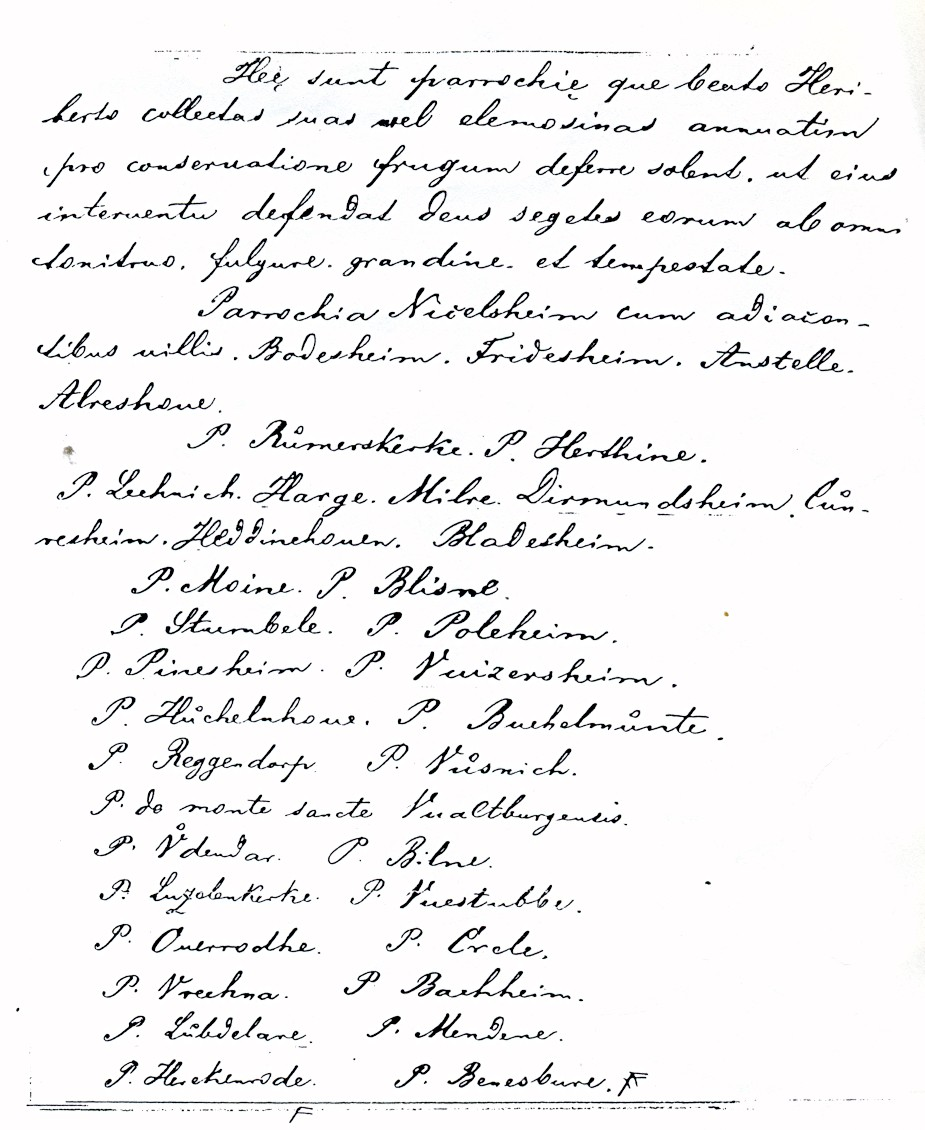
Ausschnitt einer Aufzeichnung der Abtei Deutz mit der Erwähnung der Pfarre Lechenich

Zu dieser Burg gehörte eine Siedlung mit einer Kirche, die schon Mitte des 12. Jahrhunderts als Pfarrkirche mit Filialen eine bedeutende Funktion besaß. In einer um 1155 entstandenen Handschrift der Abtei Deutz, dem codex thioderici, in der Pfarreien aufgezeichnet sind, die zum Kloster Deutz wallfahrten, wird die Lechenicher Pfarre mit ihren Filialen und den dazugehörenden Orten genannt. 1181 wird Lechenich erzbischöfliches Territorium mit Gericht und Bann genannt. Die Burg wurde nach der Ablösung der Vögte durch Erzbischof Philipp von Heinsberg im Jahr 1185 der Verwaltungs- und Gerichtssitz des Amtes Lechenich. Ein erzbischöflicher Beamter (Schultheiß/Amtmann) übernahm die Verwaltung und zusammen mit den Schöffen die Rechtsprechung.
In den in die Reichspolitik eingebundenen Territorialkämpfen des 13. Jahrhunderts zwischen den Erzbischöfen von Köln und den Grafen von Jülich und den Herzögen von Brabant kam der Burg in Lechenich eine große Bedeutung zu. Die Burg, das „castrum“ Lechenich, wurde mehrmals belagert, konnte jedoch nicht eingenommen werden.

#### Stadtplanung und Stadtrechte

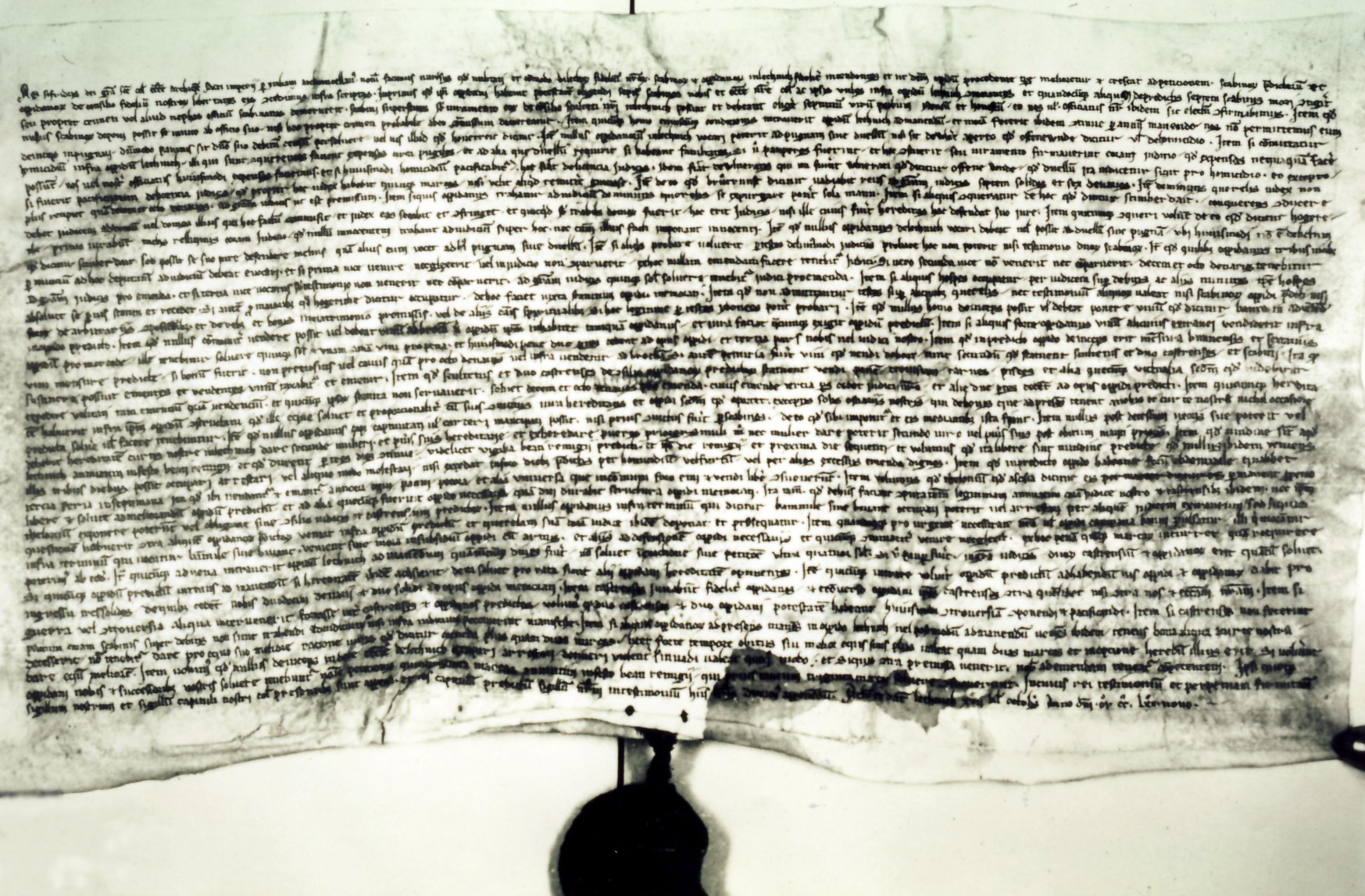
Stadtrechtsurkunde vom 15. September 1279

Der Kölner Erzbischof Konrad von Hochstaden schuf die Grundlagen für eine mit Mauern und Wassergräben befestigte Stadt Lechenich, als er 1256 bei einem Tausch mit dem Stift St. Aposteln in Köln von diesem etwa 30 Häuser am Lechenicher Markt erhielt. Die Siedlung am Markt lag an der die Stadt durchziehenden Bonn-Aachener Heerstraße und erhielt natürlichen Schutz durch die sie einfassenden Bäche, Rotbach und Mühlenbach, an dem auch die zur Grundherrschaft des Erzbischofs gehörende Mühle lag. Die Siedlung am Markt wurde das Zentrum einer zusätzlich durch hohe Mauern befestigte und durch angelegte, von den Bächen gespeiste Wassergräben, geschützte Stadt. Nach Baubeginn der planmäßig auf rechteckigem Grundriss angelegten Stadt wurde die alte 1155 genannte Pfarrkirche in der Nähe der alten Burg aufgegeben. Die neue Pfarrkirche in der Nähe des Marktes entstand an der Stelle der heutigen Kirche St. Kilian und war dem Stift von St. Aposteln inkorporiert. Die Umsiedlung der in den Häusern an der Burg lebenden Bewohner in den Bereich der heutigen Altstadt sowie der Neubau der Pfarrkirche waren 1271 abgeschlossen.

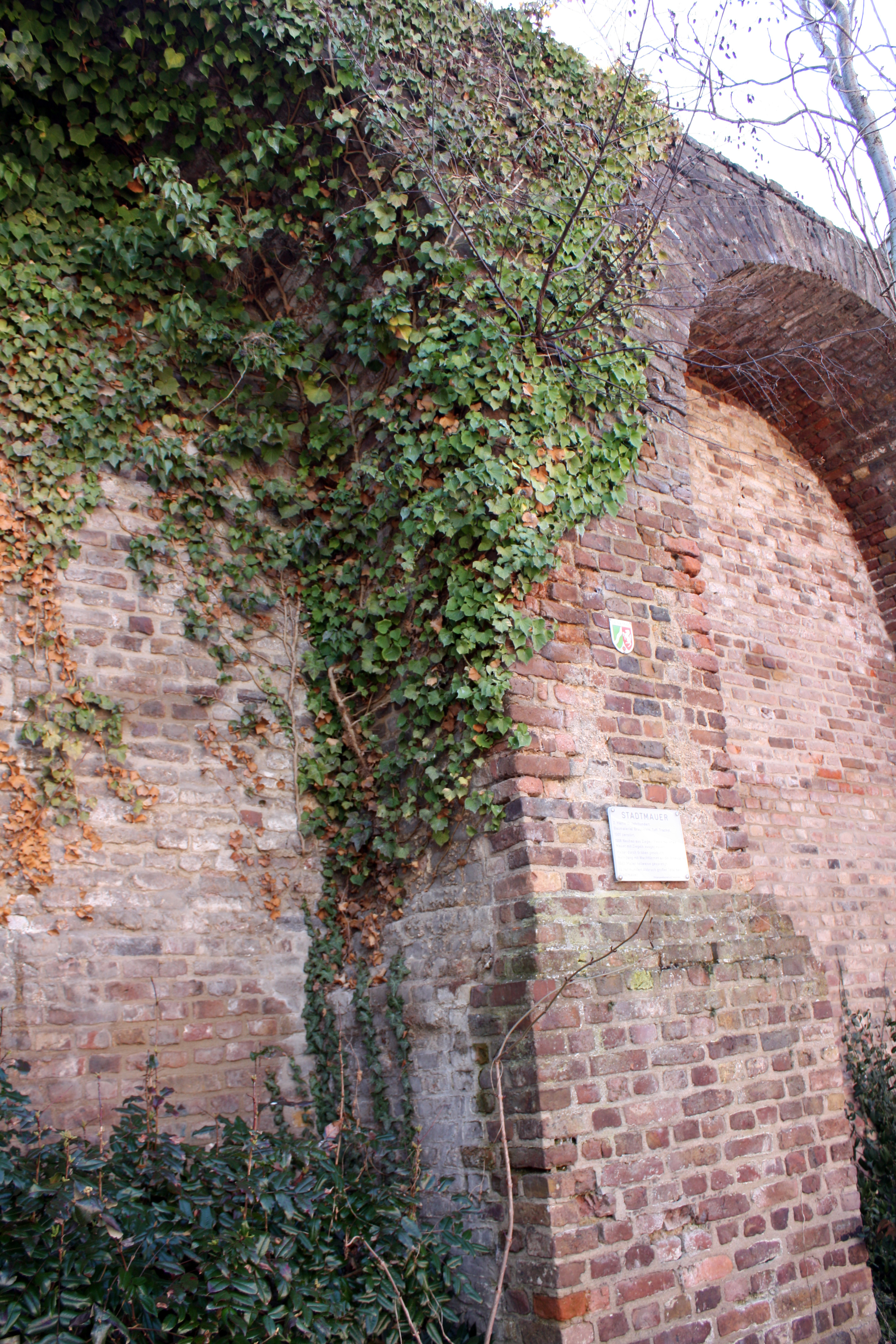
Reste der alten Stadtmauer am Zehntwall
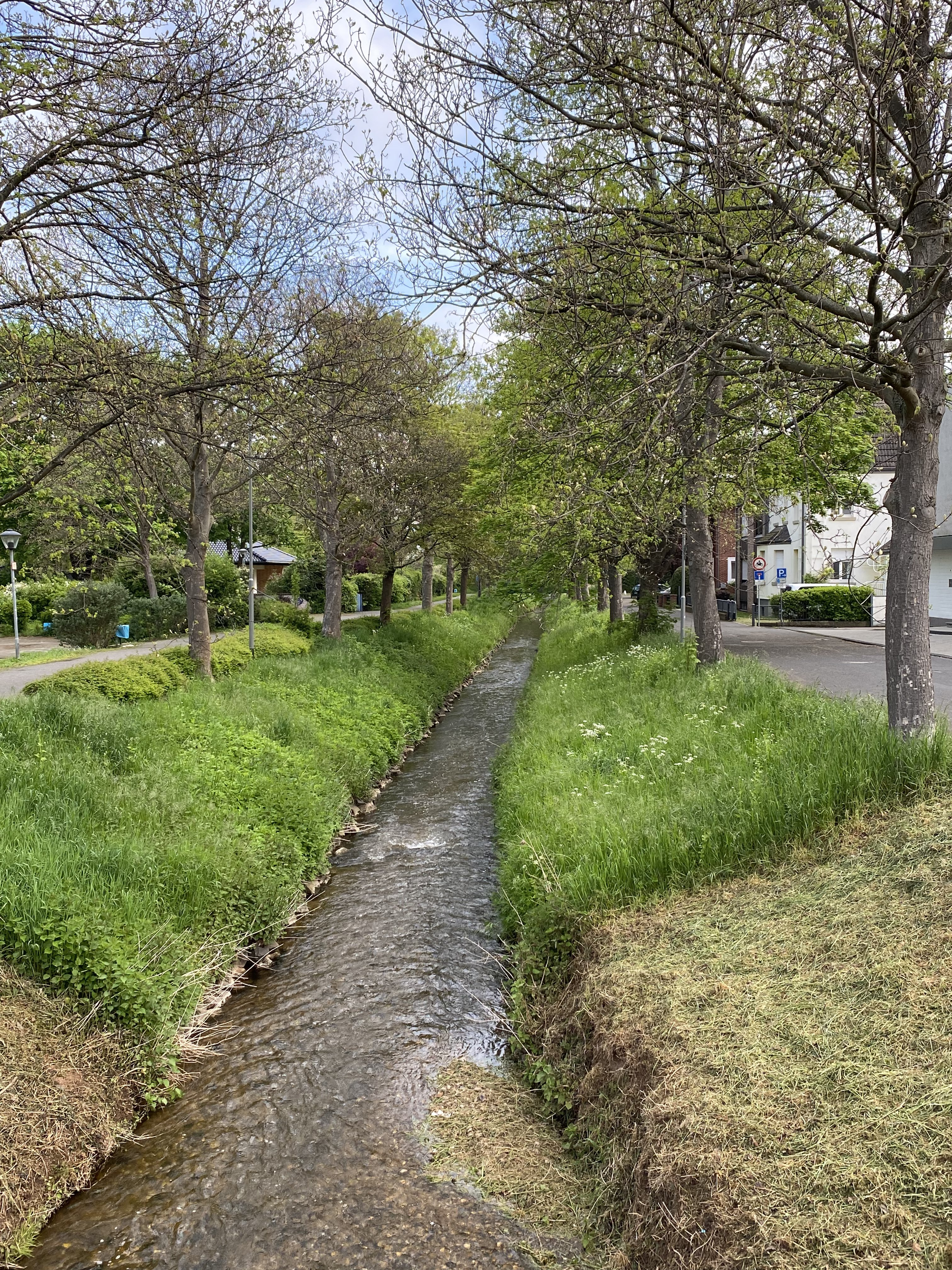
Rotbach im Zentrum Lechenichs
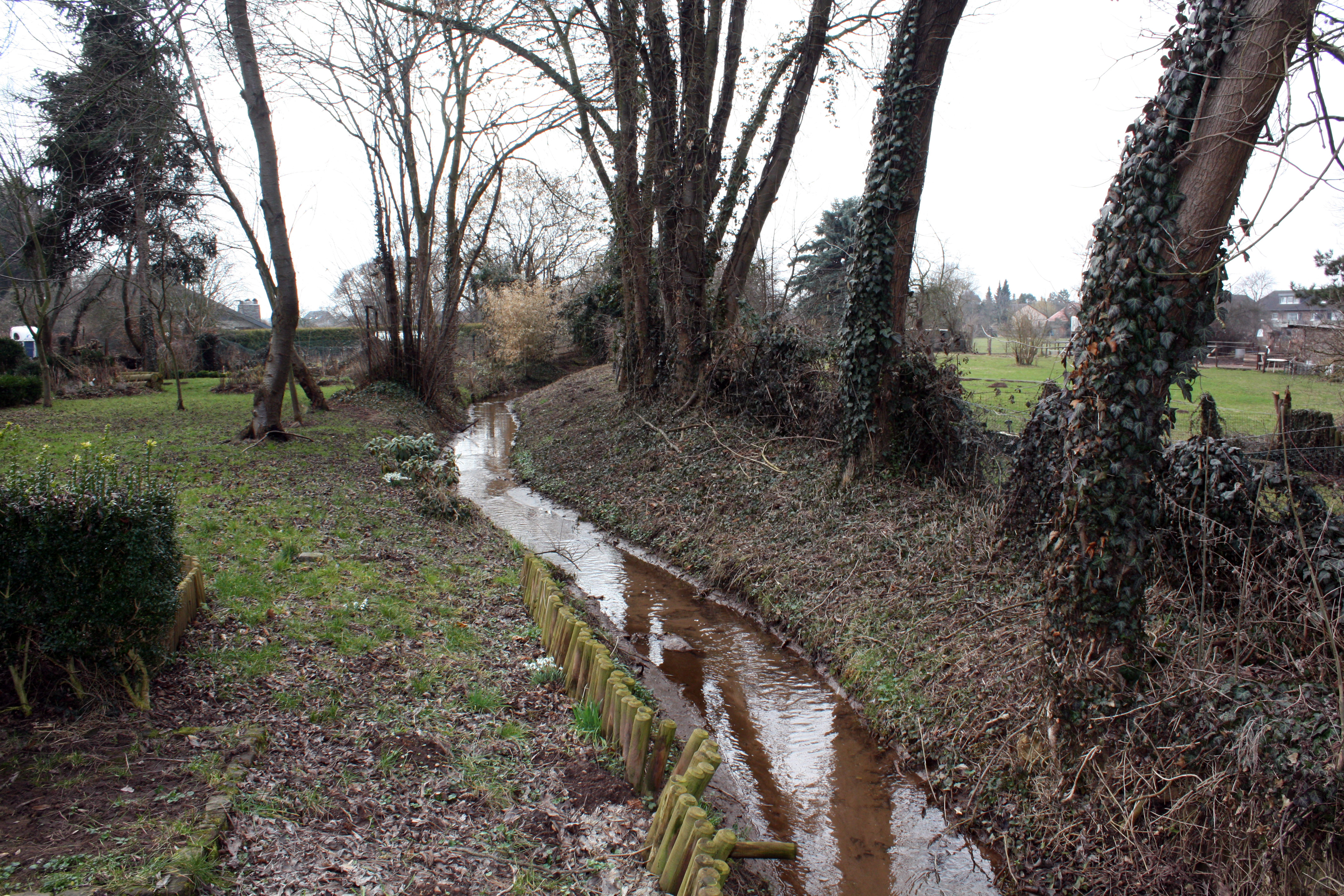
Der Mühlenbach an der Rückfront der ehemals erzbischöflichen Mühle

Erzbischof Siegfried von Westerburg verlieh Lechenich am 15. September 1279 Stadtrechte. Die wichtigsten dieser verliehenen Rechte waren das Recht, sieben Schöffen zu wählen, einen Jahrmarkt an St. Remigius (1. Oktober) sowie einen Wochenmarkt an jedem Dienstag veranstalten zu dürfen. Weiter auch die Rechte als Steuerbehörde Einkünfte aus der „Akzise“ genannten Warensteuer zu erzielen, die für den Bau und Unterhalt der Stadtmauern verwendet werden sollten, und das Recht ein Bürgeraufnahmegeld zu erheben, das jeder Neubürger zu zahlen hatte, der sich in Lechenich niederlassen und das Bürgerrecht erwerben wollte. Die Bürger, zu denen auch die Einwohner der Burgbanndörfer Ahrem, Blessem, Konradsheim, Herrig und Meller gehörten, waren verpflichtet, der Stadt bewaffnete Hilfe zu leisten, sobald die Bannglocke läutete. Die verliehenen städtischen Privilegien berechtigten zur Führung eines Stadtsiegels, das 1282 erstmals belegt ist.
Während einer Auseinandersetzung König Albrechts I. mit dem Kölner Erzbischof Wigbold von Holte um die Rheinzölle wurden 1301 die alte Burg und die noch im Bau befindliche Stadtbefestigung auf Befehl des Königs von Graf Gerhard VII. von Jülich und seinen Verbündeten zerstört.

#### Die neue Burg

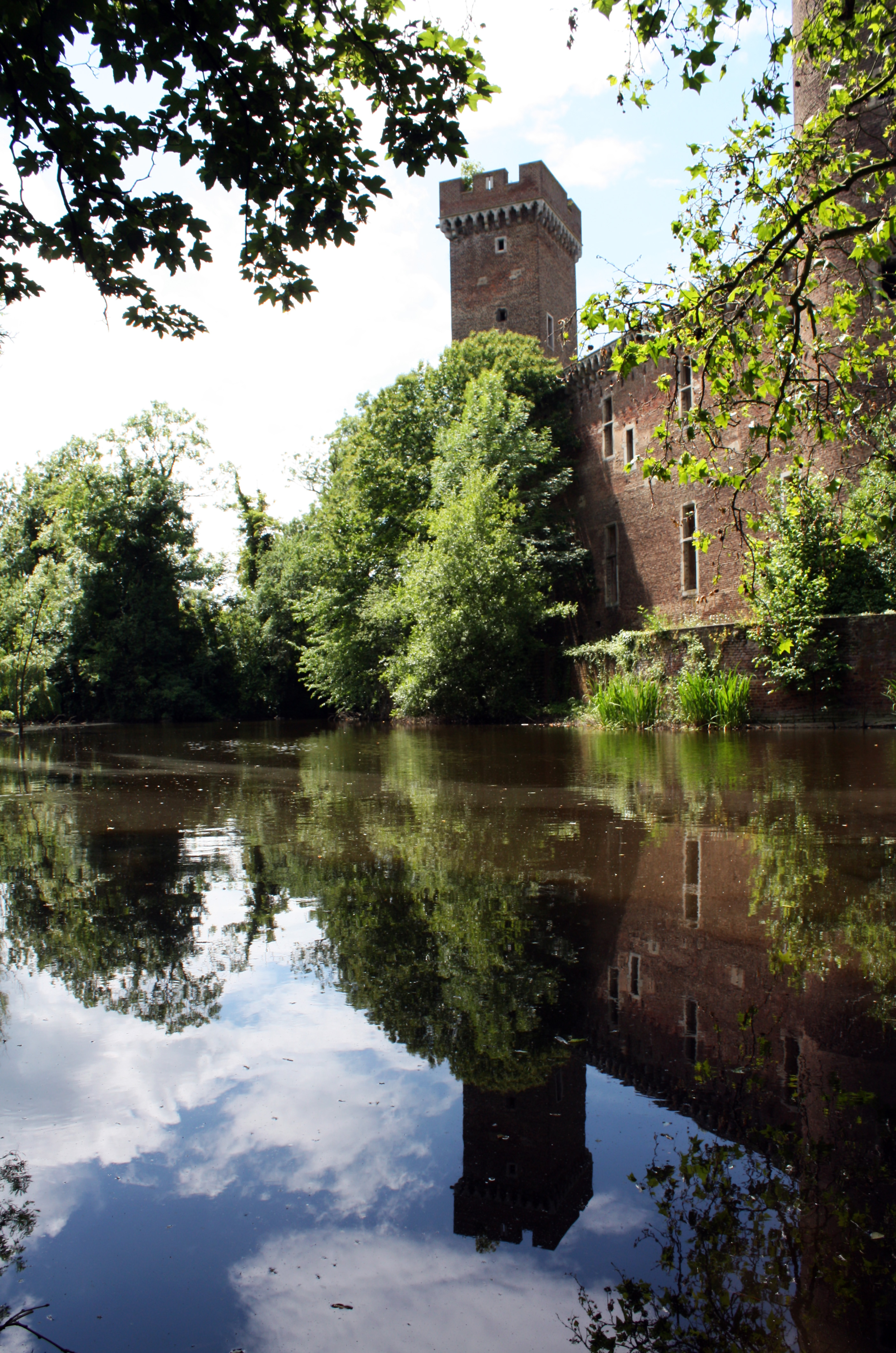
Landesburg Lechenich

Im Jahre 1306 begann der Kölner Erzbischof Heinrich II. von Virneburg mit dem Wiederaufbau der Stadtbefestigung und Neubau einer Burg (Wohnturm) in der Nordostecke der heutigen Altstadt. Das ergänzende Hochschloss entstand unter den Erzbischöfen Walram von Jülich und Wilhelm von Gennep. Die mächtige Burganlage bildete mit den sie umschließenden Wassergräben eine separate Festung innerhalb der befestigten Stadt.
Die Landesburg Lechenich diente im 14. und in der ersten Hälfte des 15. Jahrhunderts oftmals als Residenz der Kölner Erzbischöfe. Sie diente darüber hinaus Verwaltungs- und Gerichtszentrale des Amtes Lechenich.

### Vom Beginn der Neuzeit zum Ende Kurkölns

#### Stadtverwaltung und Hexenprozesse

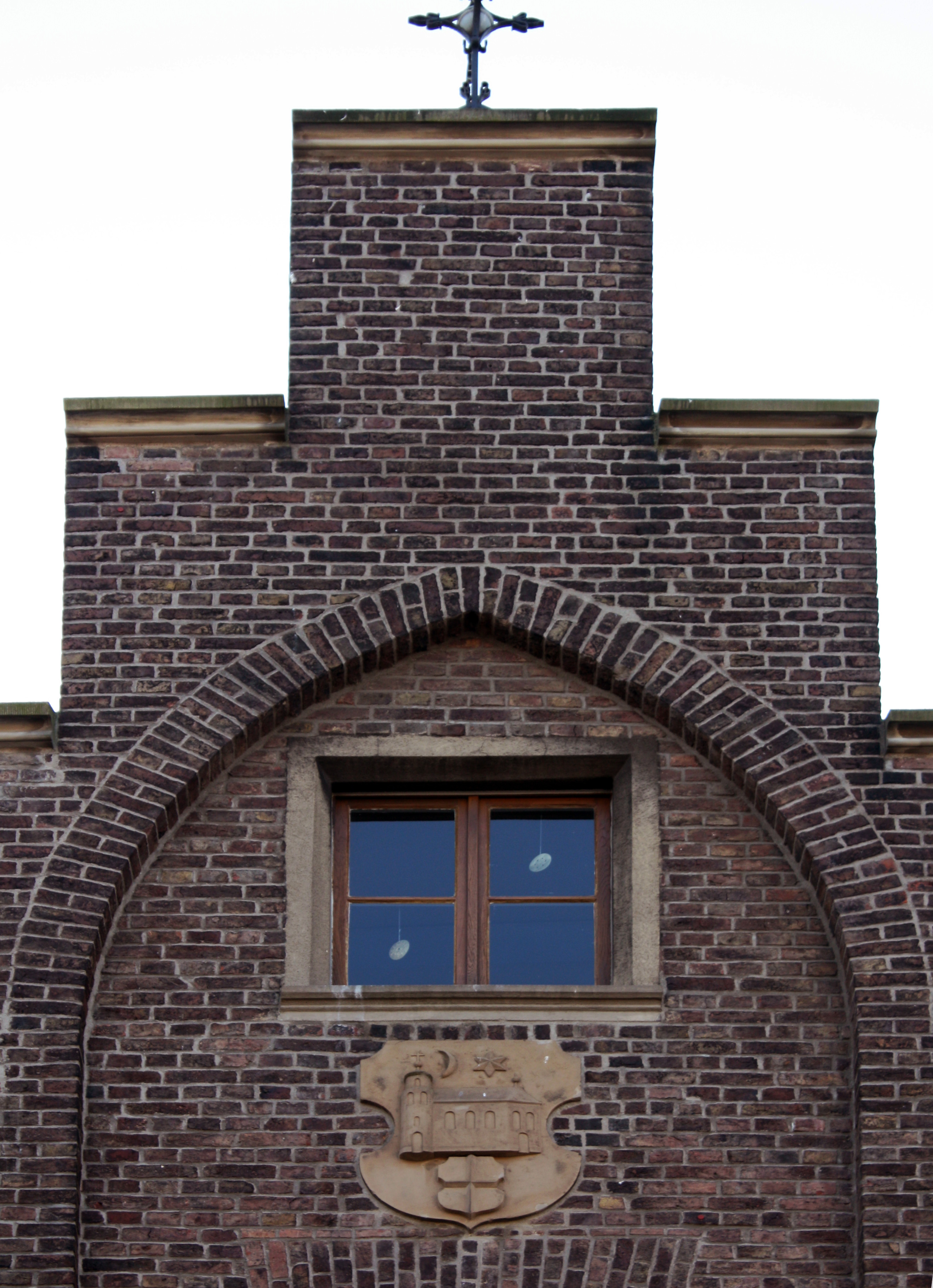
Stadtwappen am historischen Rathaus Lechenich in der Form des 17. Jahrhunderts

In den Statuten der Stadtrechtsurkunde von 1279 war das Amt eines Bürgermeisters nicht festgelegt worden. Ein solcher, nebst einem Stadtrat, amtierten im 15. Jahrhundert, jedoch wurde ein Rathaus (Bürgerhaus) erst 1590 genannt. Der Bürgermeister, 1450 erstmals erwähnt, vertrat die Stadt auf dem Landtag. Gemeinsam regelte er mit Schöffen und Rat die städtischen Angelegenheiten. Maßgebend für die Stadt blieben jedoch die Direktiven des Landesherrn, als dessen Stellvertreter der Amtmann fungierte. Dieser gab Anweisungen, wählte die Schöffen aus und vereidigte sie, auch kontrollierte er die Stadtrechnungen, wie es in der Stadtrechtsurkunde bestimmt war.
Zu den vom Stadtrat getroffenen Maßnahmen gehörte der Bau eines Siechenhauses für Leprakranke in der Nähe der alten Römerstraße Köln-Trier. Anfang des 18. Jahrhunderts verkaufte die Stadt das nicht mehr genutzte, heruntergekommene Gebäude mit dem dazugehörigen Garten.
Das Amtshaus der Vorburg blieb als Verwaltungs- und Gerichtszentrale des kurkölnischen Amtes Lechenich bis zur französischen Herrschaft bestehen. Vor diesem Gericht wurde über große und kleine Vergehen verhandelt und entsprechend den Gesetzen geurteilt. Bei schweren Delikten wurde die Todesstrafe verhängt. Hier fanden von 1626 bis 1630 zahlreiche Hexenprozesse unter dem Vorsitz der von Kurfürst Ferdinand entsandten Juristen sogenannten Hexenkommissaren statt, darunter der Prozess gegen die Kölner Klarissin Sophia Agnes von Langenberg, deren unter Folter erpresste Beschuldigung der Postmeisterin Katharina Henot, in Köln zu deren Verhaftung führte. Überwiegend jedoch bestand die Tätigkeit der Schöffen in der Beurkundung von Angelegenheiten, für die heute ein Notar zuständig ist, wie Verkäufe, Verträge, Testamente und Stiftungen. Seit 1325 führten sie ein Schöffensiegel.

#### Kriege, Brandkatastrophen und Neubauten

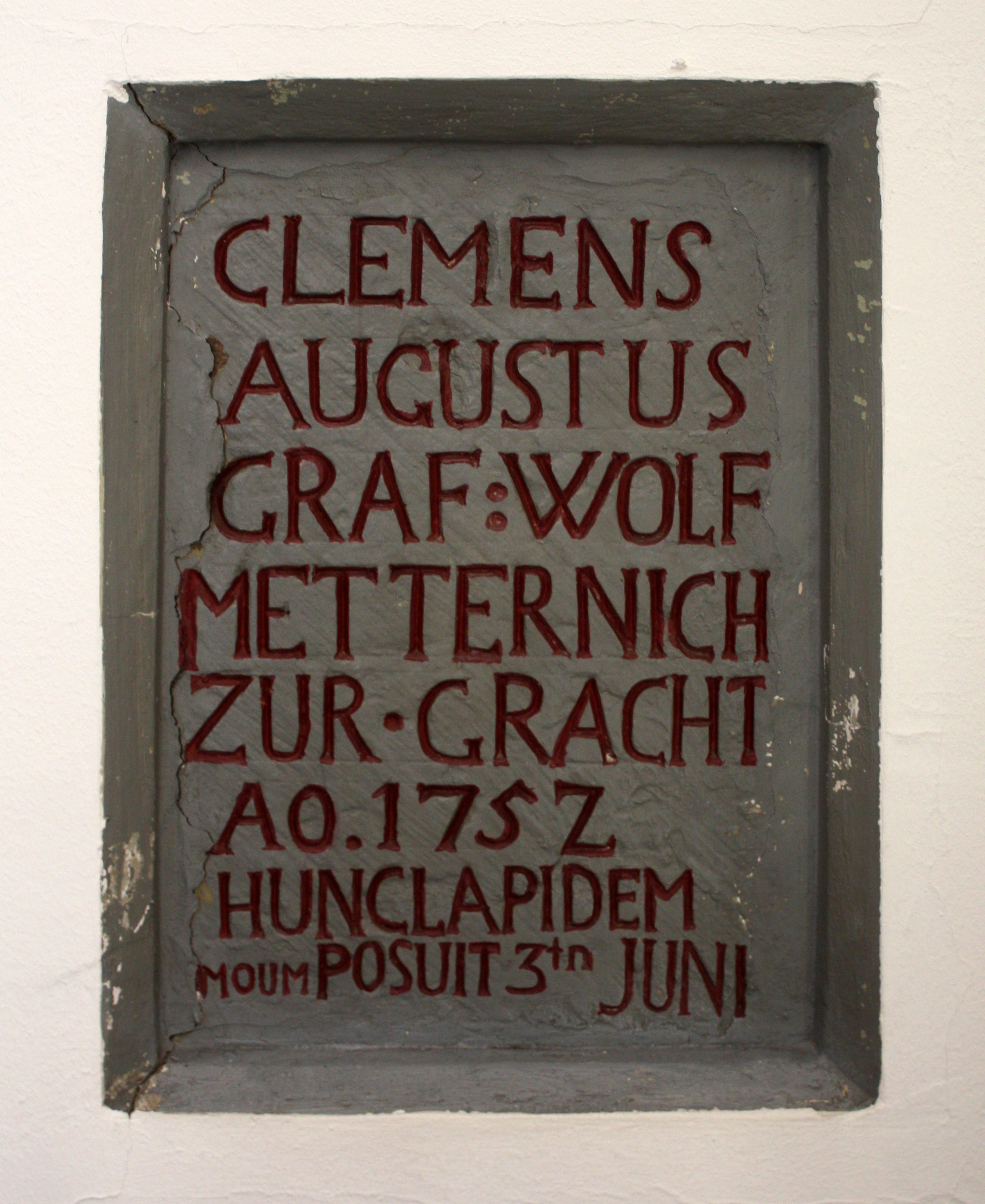
Rathausgrundstein, 1752

Die stark befestigte kurkölnische Stadt Lechenich hatte nur zwei Stadttore in ihrem Mauerring, verbunden mit einer Straße in Ost-West-Richtung. Die Straße durch das westliche Dürener oder Herriger Tor führte über Herrig nach Düren, vom östlichen Bonner Tor verlief die Landstraße nach Bonn. Im 16. und 17. Jahrhundert war Lechenich wegen der strategischen Bedeutung in die Pläne der kriegführenden europäischen Mächte (Fürstenhäuser) einbezogen. Im Kölner Krieg oder auch Truchsessischem Krieg hatte der abgesetzte Kurfürst Gebhard Truchseß von Waldburg 1583 Stadt und Schloss Lechenich besetzt. Im Auftrag des Domkapitels und des neugewählten Kurfürsten Ernst von Bayern wurde Lechenich von deren Truppen eingenommen. 1642 im sogenannten „Hessenkrieg“, einem Teil des Dreißigjährigen Krieges, gelang es den Belagerern unter Marschall Guébriant zwar die Stadt, nicht jedoch das Schloss einzunehmen.
In den Kriegen Ludwigs XIV. von Frankreich, mit dem der Kölner Kurfürst Maximilian Heinrich von Bayern verbündet war, lagen französische Truppen im Schloss zu Lechenich. 1673 wurden Stadt und Schloss Lechenich von kaiserlichen Truppen unter Feldmarschall Montecuccoli und Feldmarschall Bournonville erfolgreich belagert und zur Aufgabe gezwungen. Bis zum Ende des Siebenjährigen Krieges 1756 war die Bevölkerung durch Einquartierung, Geld- und Sachlieferungen (Fouragelieferungen) und immer häufiger erhobene Steuern stark belastet.
Die Stadt und ihre Bevölkerung wurde mehrmals Opfer großer Stadtbrände. So 1642 beim Abzug der Belagerer, und erneut 1689, als die mit dem Kölner Kurfürsten und seinem Koadjutor Wilhelm Egon von Fürstenberg verbündeten, abziehenden Franzosen auch das Schloss anzündeten. Schwere Auswirkungen hatten die Stadtbrände 1702, 1722, und 1744, wobei 1702 und 1722 fast alle Häuser verbrannten.
Nach dem Brand von 1744 wurde sowohl der Neubau einer Kirche als auch der eines Rathauses notwendig. Die Kirche wurde von 1746 bis 1749 als barocke Hallenkirche erbaut, ein neues Rathaus von 1752 bis 1756 auf dem Marktplatz errichtet.

#### Bildungseinrichtungen

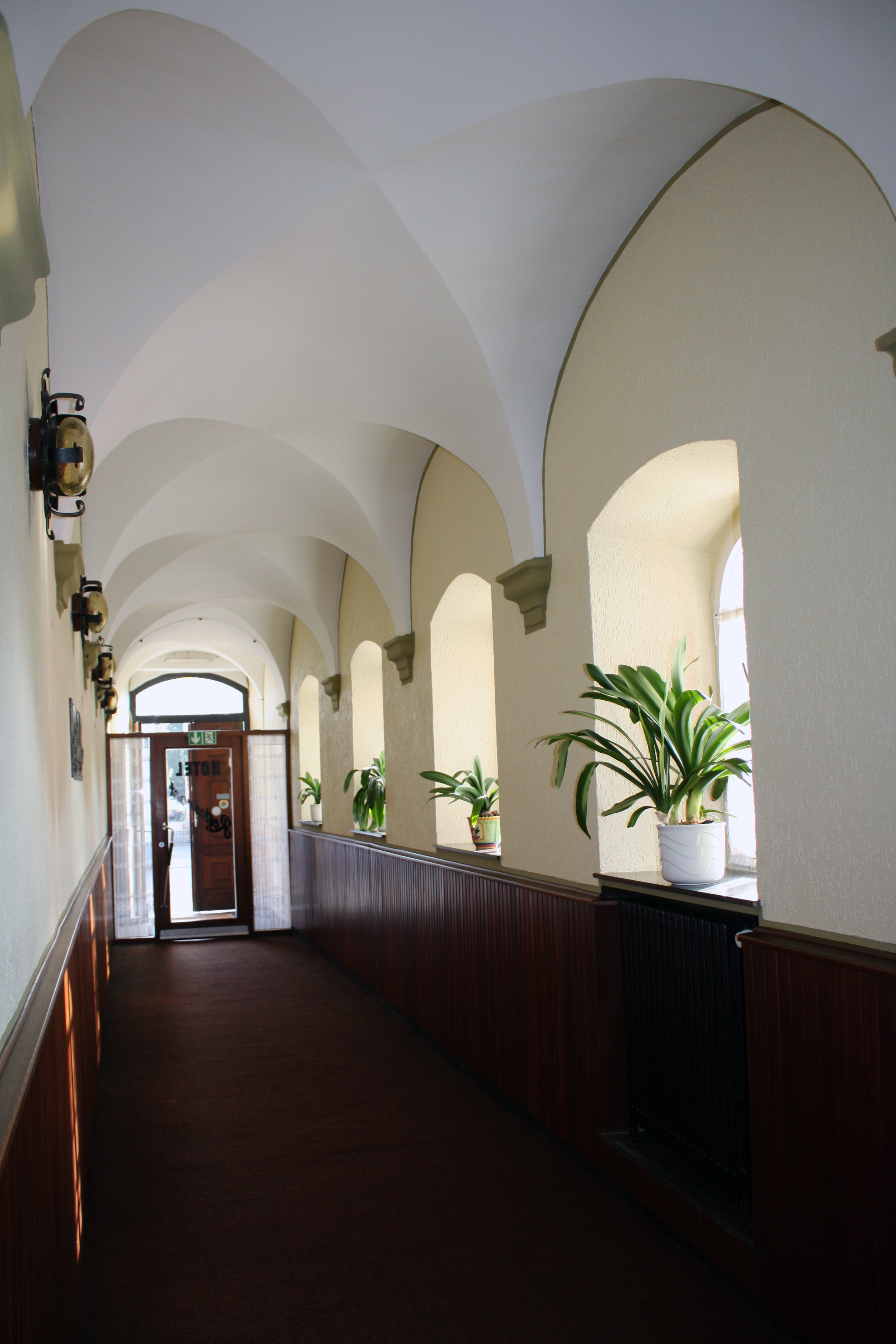
Gewölbeteil des ehemaligen Kreuzgangs

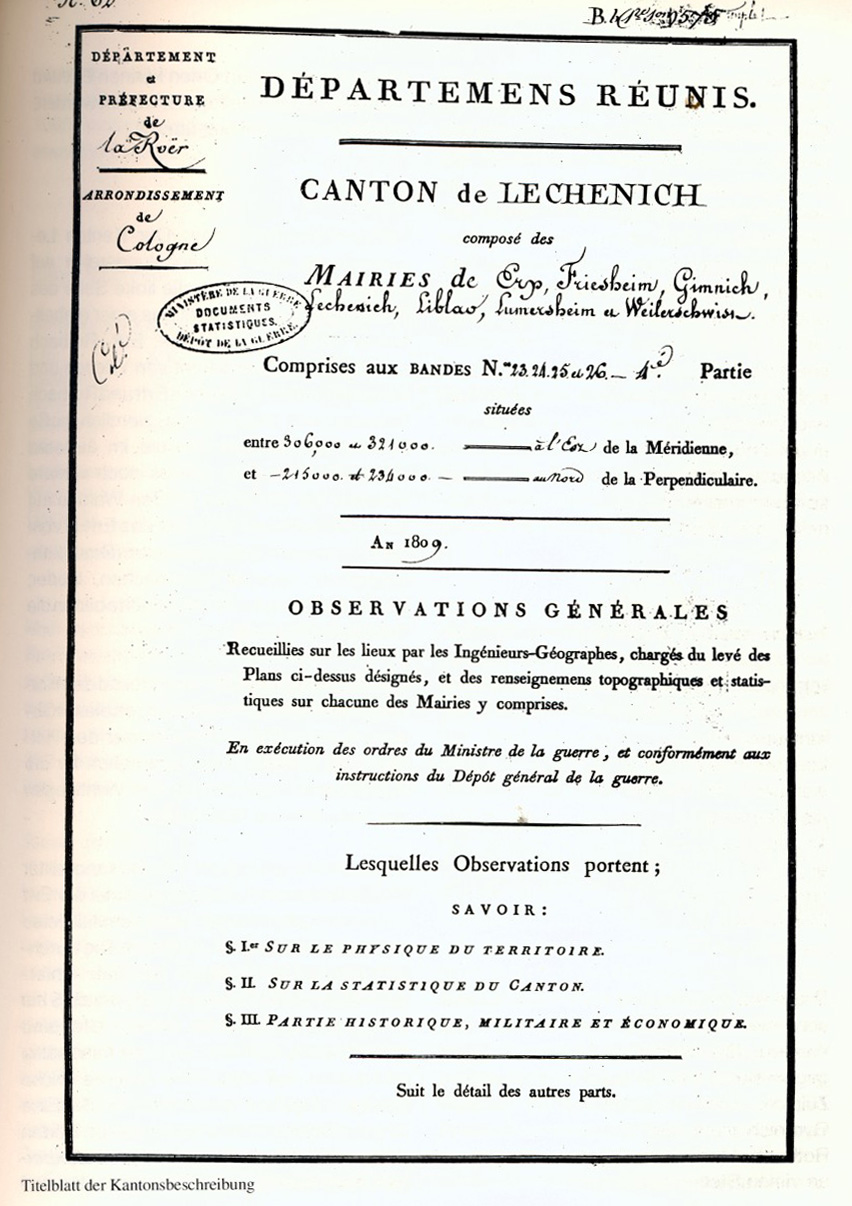
Lechenich 1809, Titelblatt der Kantonsbeschreibung

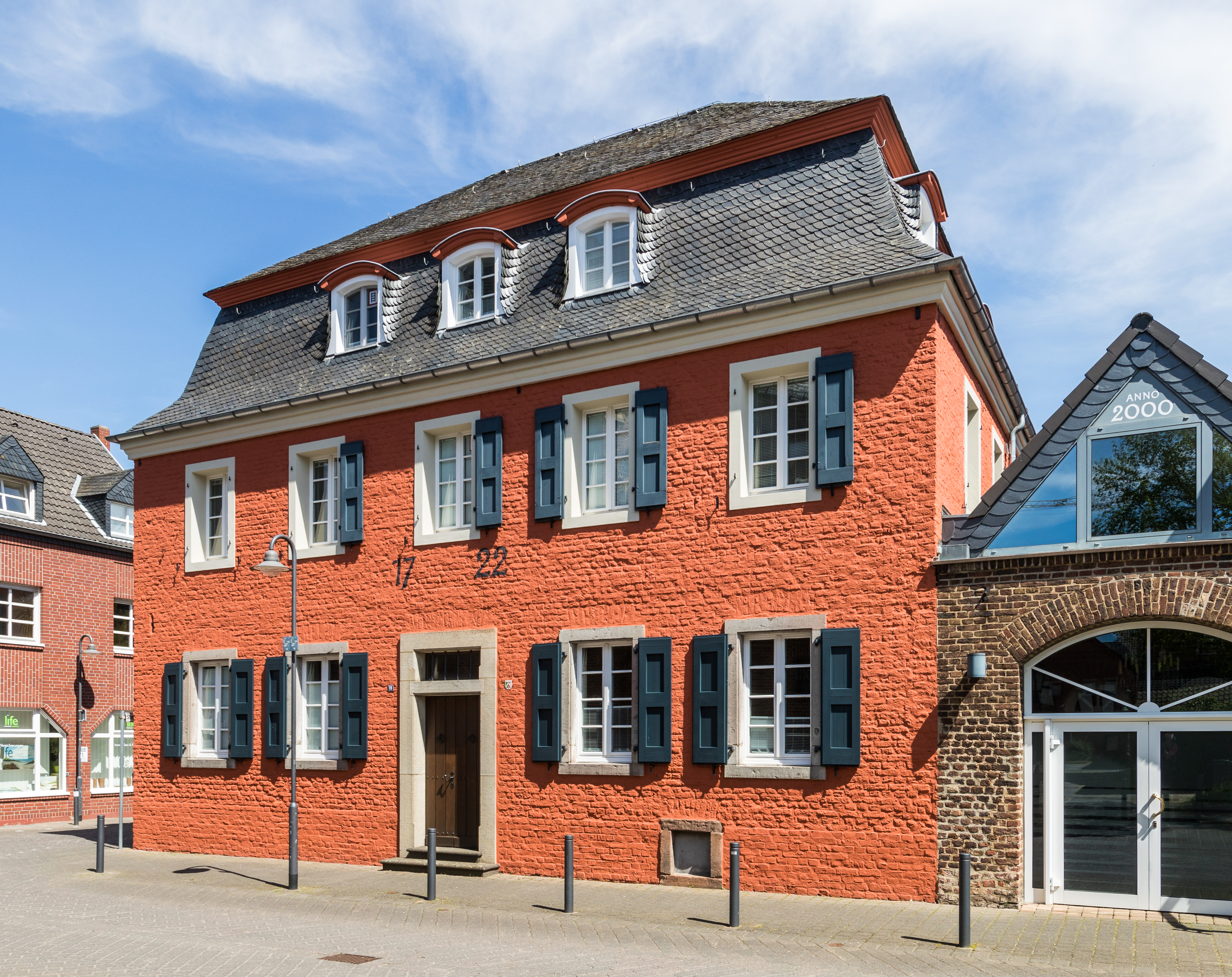
Husarenquartier, Gendarmeriestation, Landratsamt und zeitweise Restaurant

Spätestens seit dem 15. Jahrhundert besaß Lechenich eine Pfarrschule, an der ein 1478 als Schulmeister bezeichneter Küsterlehrer, Offermann genannt, unterrichtete. 1783 wurde die Elementarschule für Jungen und Mädchen, die bisher im Haus des Lehrers, dem Schulhaus oder Offerhaus untergebracht war, in das 1655 erbaute Franziskanerkloster in der Klosterstraße verlegt. Ein Franziskaner unterrichtete die Schüler der Elementarschule, für die Mädchen wurde eine Lehrerin angestellt. Ab 1783 wurde zusätzlich auch eine von einem Pater geleitete Lateinschule im Kloster eingerichtet.

#### Husarenkompanie
Die von Kurfürst Clemens August zur Bekämpfung organisierter Banden 1751 aufgestellte berittene Landgendarmerie, genannt „Husarenkompanie“, wurde 1754 nach Lechenich verlegt. Von 1765 bis 1794 hatte diese erste kurkölnische Polizei ihr Standquartier in dem Husarenquartier genannten Haus.

#### Demeritenhaus der Erzdiözese Köln
Das sogenannte Geistliche Haus des früheren erzbischöflich-kurfürstlichen Schloss wurde 1743 von Churfürst Clemens August als Demeritenhaus eingerichtet. Es wurde bis in die 1780er Jahre von der katholischen Kirche als  Disziplinarstrafanstalt genutzt. Straffällige, verurteilte Geistliche und solche, die wegen eines Verstoßes gegen kirchliche Gesetze zur Haft oder Buße verurteilt worden waren, wurden ins Priestergefängnis gesperrt. Unter anderem Pfarrer Anton Küttingen. Er hatte zwischen 1753 und 1770 in Kalterherberg Frauen nachgestellt und drei seiner Haushälterinnen geschwängert.
Nach einem umfangreichen Prozess wurde er zeitweise zu „Buße- und Besserung“ bei „Wasser und Brot“ in Lechenich eingesperrt.

### Das 19. Jahrhundert

#### Die französische Herrschaft
Drei Jahre nach der Besetzung des Linken Rheinufers durch französische Revolutionstruppen (1794) wurden 1797 zwischen Kaiser Franz II. in seiner Eigenschaft als Erzherzog von Österreich und Frankreich, vertreten durch Napoleon Bonaparte, der Frieden von Campo Formio geschlossen. In diesem gab der Kaiser in Geheimartikeln seine Zustimmung zur Abtretung des linken Rheinufers an Frankreich, die in einem Friedensvertrag zwischen Frankreich und dem Reich vom Reichstag auf dem Rastatter Kongress bestätigt werden sollte.
Bei der von der französischen Regierung durch Kommissar François Joseph Rudler 1798 durchgeführten Verwaltungsreform, in der er das linksrheinische Gebiet in vier Départements und diese in Kantone einteilte, wurde Lechenich Hauptort des Kantons Lechenich. Nach der Napoleonischen Verfassungsreform, die 1800 in Kraft trat, wurde Lechenich, das seine Stadtrechte verlor, zusammen mit den Orten Ahrem, Blessem, Konradsheim, Herrig und Meller eine Mairie (dt. Bürgermeisterei) im Kanton Lechenich, gelegen im Arrondissement de Cologne im Rur-Departement.
Zum Kanton Lechenich gehörten die Mairien Erp, Friesheim, Gymnich, Lechenich, Liblar, Lommersum und Weilerswist.
Bei der Neuordnung des Gerichtswesens erhielt Lechenich als Kantonssitz ein Friedensgericht und einen Friedensrichter für kleine Rechtsfälle. Für größere Zivil- und Kriminalfälle war das Gericht des Arrondissements Köln zuständig.
Die Zugehörigkeit der linksrheinischen Departements zum französischen Staat wurde 1801 im Frieden von Lunéville zwischen Napoléon sowie dem Kaiser und Deutschem Reich bestätigt. Von 1801 bis 1814 war das Gebiet ein Teil des französischen Staates und die Einwohner französische Bürger.
Im Jahr 1801 bestand die Anzahl der Wohngebäude in Lechenich aus 220 Häusern, in denen etwa 1070 Einwohner lebten, darunter befanden sich 260 Kinder unter 12 Jahren. Zu den Honoratioren zählten der Friedensrichter, der Notar und Gerichtssekretär die ihren Wohnsitz ebenfalls in Lechenich hatten, wie auch der Arzt und Apotheker, sowie ein Chirurg und Sanitätsoffizier. Im Gendarmeriehaus, dem ehemaligen Husarenquartier, wohnten drei französische Gendarme und ein Brigadier mit ihren Familien, im Franziskanerkloster lebten 16 Mönche. Die jüdische Gemeinde bestand zu dieser Zeit aus acht Familien. Die Stadttore waren bewohnt, im Bonner Tor lebten der Pförtner, der Feldhüter und vier Tagelöhnerfamilien, insgesamt 37 Personen, im Herriger oder Dürener Tor vier Personen. Lechenich war mit seiner Bebauung noch nicht über die alte mittelalterliche Stadt hinausgewachsen. Vor den Toren lagen lediglich ein Bauernhof, die Stadtmühle eine Ölmühle und das Haus eines Weißgerbers.
Nach dem 1801 abgeschlossenen Konkordat zwischen Napoléon Bonaparte und Papst Pius VII., das die Enteignung kirchlichen Besitzes in Frankreich legalisierte, wurde 1802 die Säkularisation in den linksrheinischen Departements durchgeführt. In Lechenich war das Franziskanerkloster betroffen, dessen Aufhebung am 3. August 1802 stattfand. Die geistlichen und die kurfürstlichen Besitzungen wurden zwischen 1804 und 1809 verkauft, darunter 1805 das Klostergebäude und die Klosterkirche, das kurfürstliche Schloss mit der Schlossruine, weiteren Gebäuden und dem dazugehörenden Areal.

#### Die preußische Zeit

##### Verbesserung der Infrastruktur
Nachdem auf dem Wiener Kongress 1815 das Rheinland an Preußen gefallen war, erfolgte 1816 die Einteilung der Rheinprovinz in Regierungsbezirke und Kreise. Lechenich wurde Kreisstadt des Kreises Lechenich, zu dem die ehemaligen Kantone Lechenich und Zülpich gehörten. Die frühere Gendarmeriestation, das Husarenquartier, war Landratsamt bis zur Verlegung der Kreisverwaltung nach Euskirchen im Jahr 1827.
Die Finanzlage der Gemeinde Lechenich, die teilweise noch alte Kriegslasten zu tilgen hatte, war in den ersten Jahrzehnten des 19. Jahrhunderts so schwach, dass notwendige Reparaturen und Neubauten unterblieben. Erst nach 1850 besserte sich die wirtschaftliche Lage, als die überwiegend von der Landwirtschaft lebende Bevölkerung durch die Anwendung von Kunstdünger die Erträge steigern konnte. Günstige Darlehen vermittelten die „Provinziale Hilfskasse für die Rheinprovinz“ und die landwirtschaftlichen Genossenschaftsbanken wie die in Lechenich ansässige Spar- und Darlehenskasse. Sie trugen dazu bei, dass eine rege Bautätigkeit einsetzte, die das Stadtbild in den folgenden Jahrzehnten veränderte und den Kernbereich Lechenichs prägend gestaltete.

Lechenich um die Jahrhundertwende
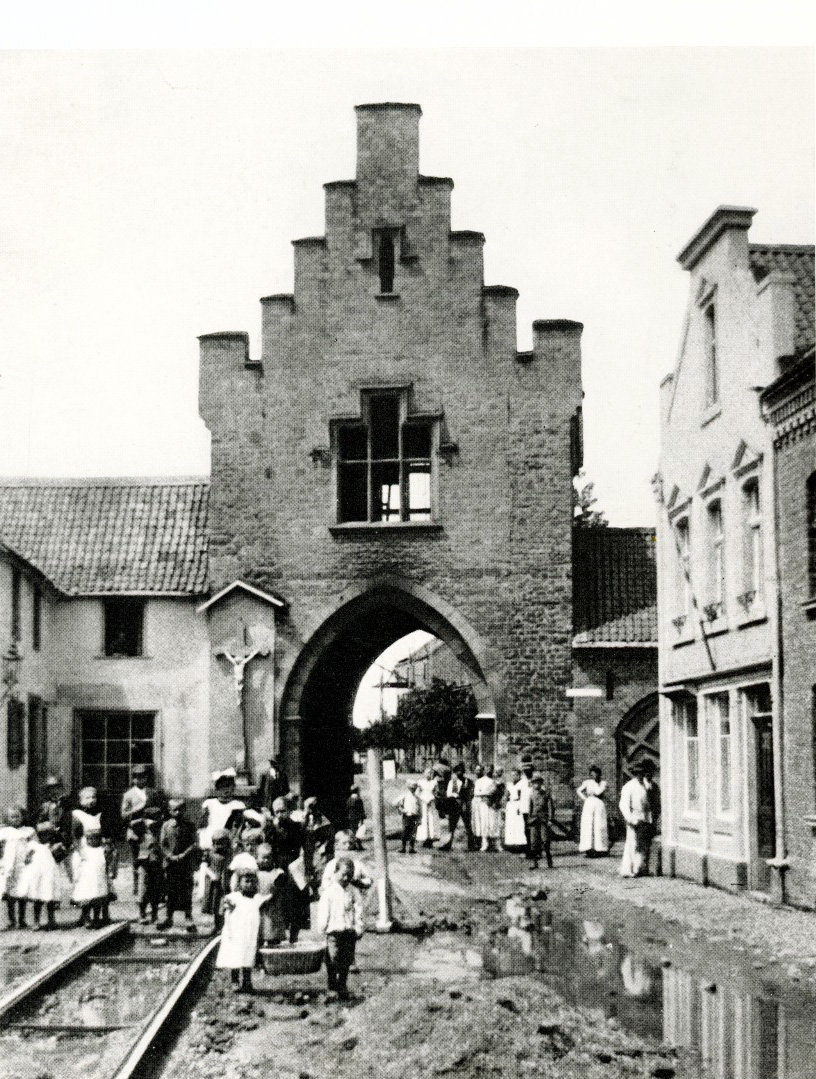
Herriger Straße. (1901) Schienenverlegung zur Vorbereitung der Kanalarbeiten
Rathaus und Marktplatz 1897
Bonner Tor und Rotbachbrücke 1897
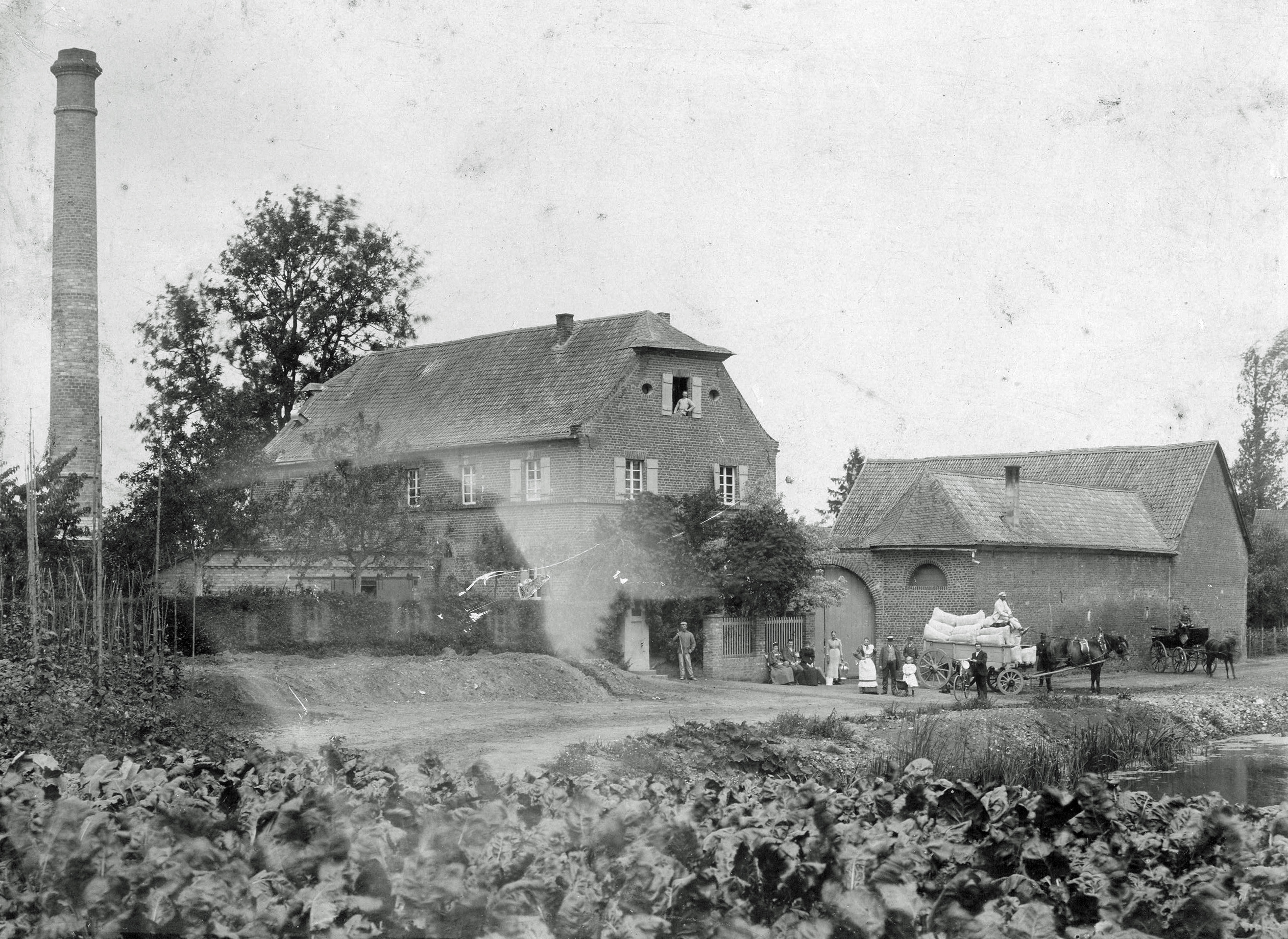
Oebelsmühle vor 1895

Im Gegensatz zu Euskirchen, das durch den aus militärischen Gründen erfolgten Ausbau des Verkehrsnetzes durch die Grenzregion Eifel zu einem Verkehrsknotenpunkt geworden war und sich zu einem Industriestandort entwickelte, war die wirtschaftliche und industrielle Entwicklung Lechenichs zu dieser Zeit stark beeinträchtigt durch das Fehlen überregionaler Straßenverbindungen, sowie einer fehlenden Anbindung an das Streckennetz der damaligen Reichsbahn.
Von 1854 bis 1856 wurde die von Köln über Hürth, Liblar, Lechenich, Erp nach Zülpich führende Luxemburger Straße auf königlichen Befehl aus Mitteln des Regierungsfonds ausgebaut. 1854 gelang dem Lechenicher Gemeinderat, einen weiteren Anschluss an den überörtlichen Verkehr zu erreichen und die Straße Neuss–Kerpen nach Lechenich (durch die Frenzenstraße) zu führen. 1857 folgte der Ausbau der Strecke (über die Klosterstraße) Lechenich Derkum–Euskirchen. Dazu wurden im Norden und Süden zwei Durchbrüche der Stadtmauern nötig. Bis zu dem Zeitpunkt bildeten die beiden Stadttore im Westen und Osten, die noch mit der Stadtmauer verbunden waren, die einzigen Zu- und Ausgänge der Stadt. Im Jahr 1901 wurden zum Zwecke einer besseren Verkehrsführung der Luxemburger Straße die Tore durch Abbruch des Pförtnerhauses am Bonner Tor und des Spritzenhauses am Herriger Tor einseitig freigelegt und die Schienen der Kleinbahn aus der Mitte der Fahrbahn an den Straßenrand verlegt. Gleichzeitig erhielt die Bonner Straße eine Kanalisation, die in den Rotbach mündete, die übrigen Straßen behielten eine Abwasserrinne. Der Antrag des Gemeinderates an die Rheinische Eisenbahn AG, den Bahnhof der geplanten Reichsbahnstrecke Köln – Euskirchen – Eifel, nach Lechenich in die Nähe des Bliesheimer Weges (heute An der Patria) zu verlegen, blieb erfolglos. Deshalb begrüßte man den Bau der Erftstrecke der Euskirchener Kreisbahnen von Euskirchen über Lechenich zum Bahnhof Liblar, einer heutigen Station der Eifelstrecke. Von 1895 bis 1955/1959 stand diese Schmalspurbahn, von den Einheimischen „Flutsch“ genannt, für den Gütertransport und Personenverkehr zur Verfügung.
Weitere Fortschritte brachten 1875 eine Telegrafenstation, 1901 eine Wasserleitung, die die öffentlichen Brunnen ersetzte. 1911 erfolgte der Anschluss an die Elektrizität.

##### Stadtbild und Bewohner zur Jahrhundertwende

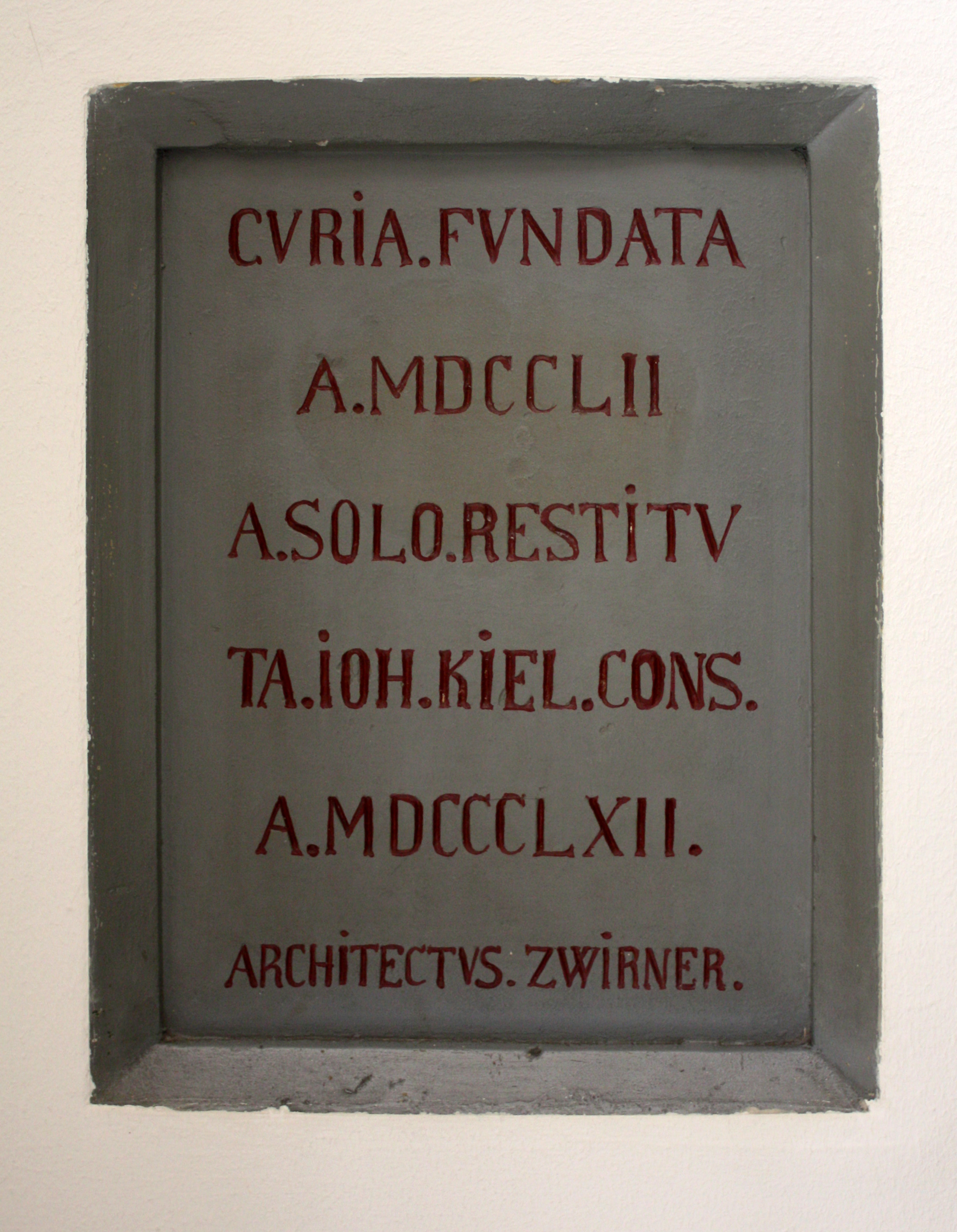
Rathaus Grundstein 1862

Ab der Mitte des 19. Jahrhunderts prägte eine Anzahl neugotischer Bauten das Stadtbild Lechenichs. Der Oberbau des Bonner Tores, der 1642 zerstört worden war, erhielt 1853 bei der Restaurierung des Bauwerks einen Zinnenkranz, wobei die Gestaltung der Zinnen denen der Schlosstürme entsprachen. Mit dem Herriger Tor, dessen Oberbau 1642 ebenfalls stark zerstört worden war, wich man bei seiner Sanierung von einer Restaurierung im alten Stil ab. Das Stadttor wurde 1862 nach Plänen von Dombaumeister Zwirner im neugotischen Stil aufgebaut.
Auch das alte Rathaus auf dem Markt, ein Bau des Jahres 1752, wurde 1862 durch ein neues Gebäude ersetzt. In dem größeren Neubau, der ebenfalls nach Plänen Zwirners im neugotischen Stil errichtet wurde, befand sich auch der Sitz des Friedensgerichtes.
Ein weiterer Bau, der dem Zeitgeist entsprechend im Stil der Neugotik entstand, war das 1862 errichtete Haus Kretz (Gutshof Kretz) am Markt. Die Neugotisierung der Pfarrkirche erfolgte in den Jahren 1864 nach Plänen des inzwischen verstorbenen Architekten Zwirner und wurde von 1887 bis 1888 durch die Architekten Rüdell und Odenthal zum Abschluss gebracht.
Zum Ende des Jahrhunderts, in den Jahren 1896/97 finanzierte die Gemeinde den Bau eines neuen Amtsgerichtes mit anliegendem Gefängnistrakt. Das ebenfalls zur Verfügung gestellte Gemeindegrundstück befand sich an der Südseite des Marktes, in der Höhe des Rathauses. Nachdem die Friedensgerichte 1879 aufgelöst worden waren, übernahmen Amtsgerichte die Zuständigkeiten dieser Institutionen. Der Sitz des Amtsgerichtes wurde Euskirchen. Einem Antrag des Lechenicher Gemeinderates, auch in Lechenich, dem Zentrum von fünf umliegenden Bürgermeistereien, ein Amtsgericht einzurichten, wurde 1896 entsprochen. Das Gebäude passte sich in seinem Stil den übrigen markanten Bauwerken der Innenstadt an. Ein weiterer neugotischer Bau war die an der Ecke Markt/Frenzestraße 1899 errichtete Marienapotheke mit einer auf einer Konsole stehenden Marienfigur. 1902 errichtete man ein neues Postamt an der Herriger Straße (heutiges Stadthaus). Die seit 1869 bestehende städtische Höhere Schule erhielt 1905 ein neues Schulgebäude in der Nähe der Kirche

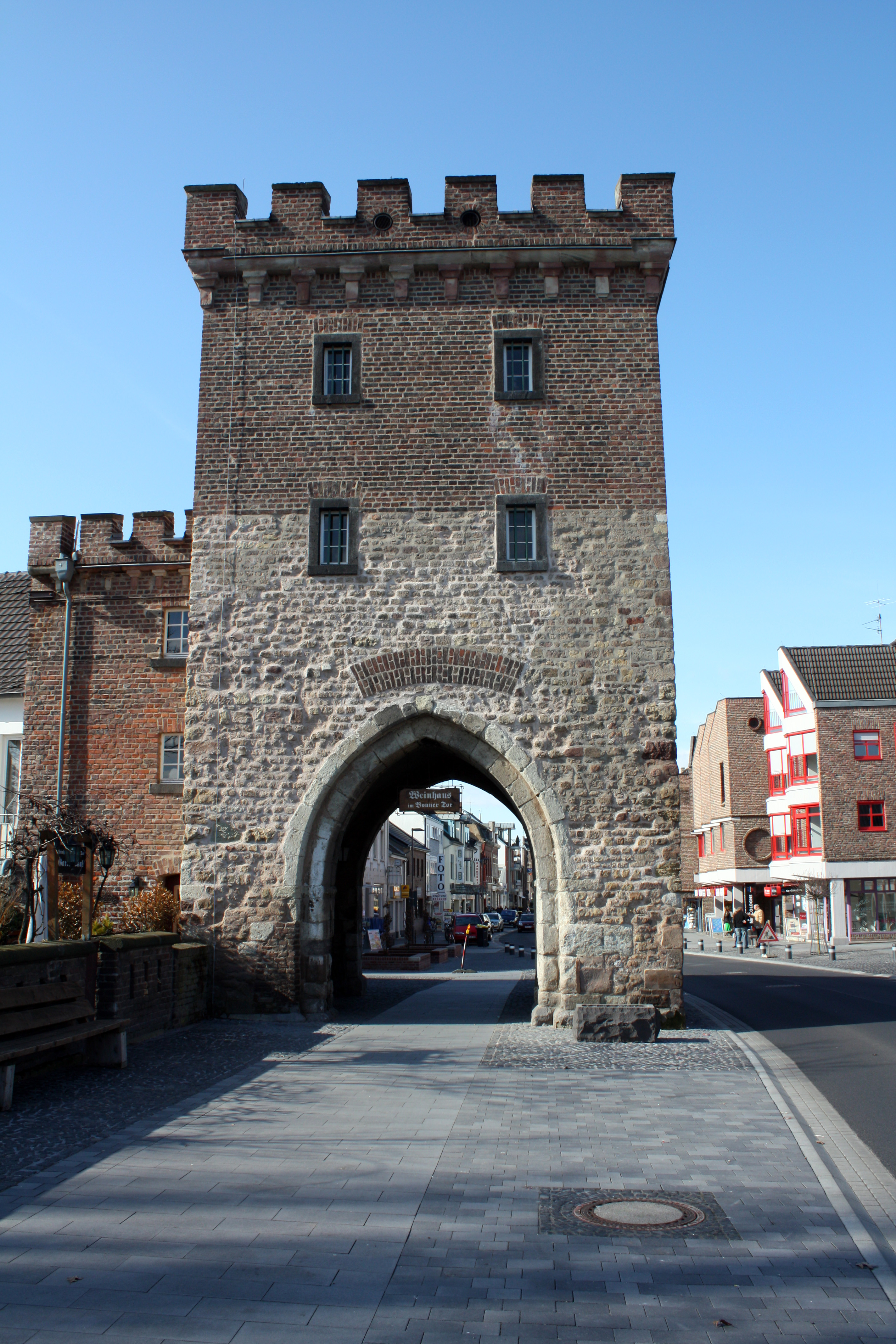
Bonner Tor, 1853 restauriert
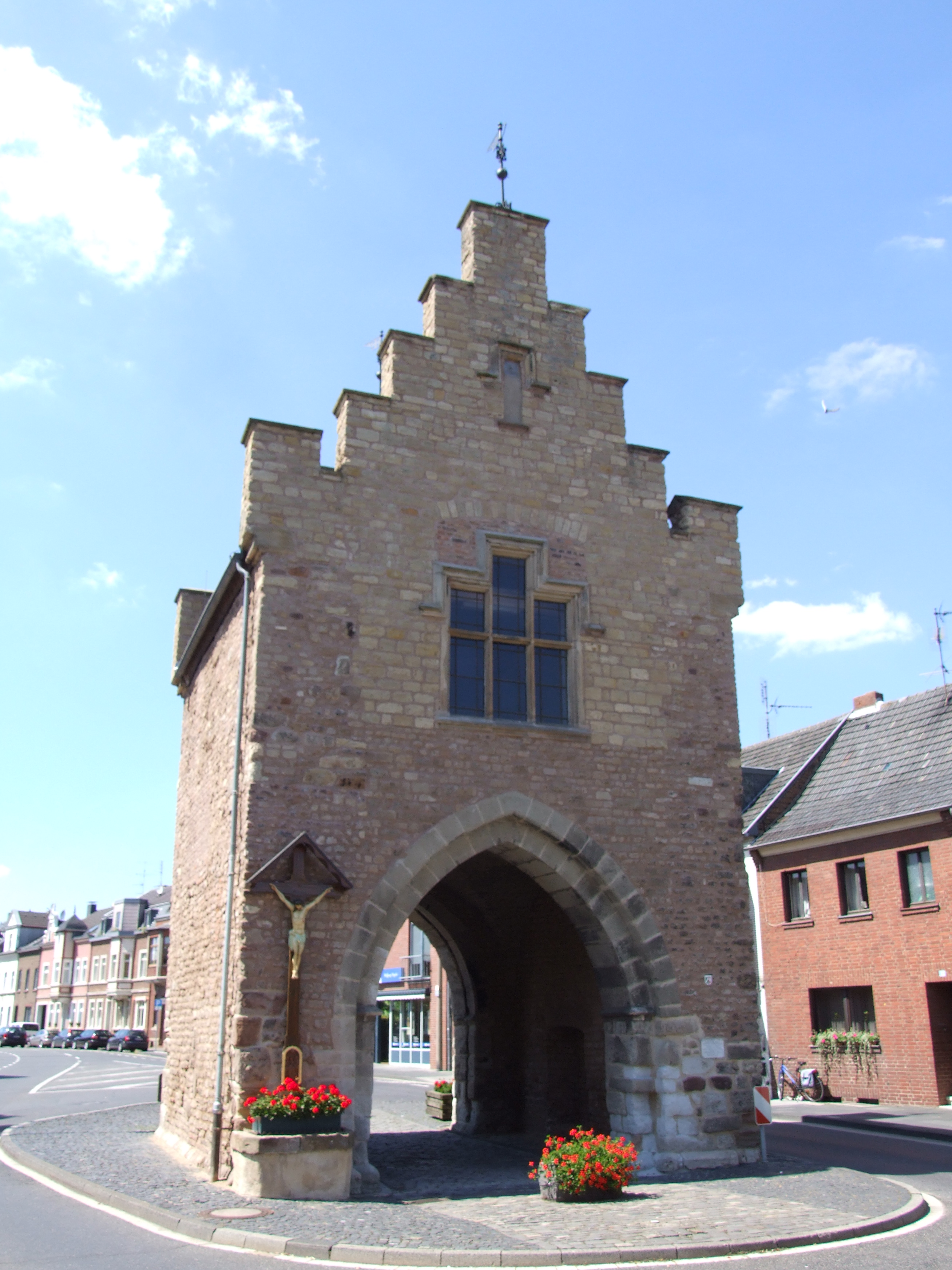
Herriger oder Dürener Tor, 1862 neugotisch wieder aufgebaut
Rathaus, 1862
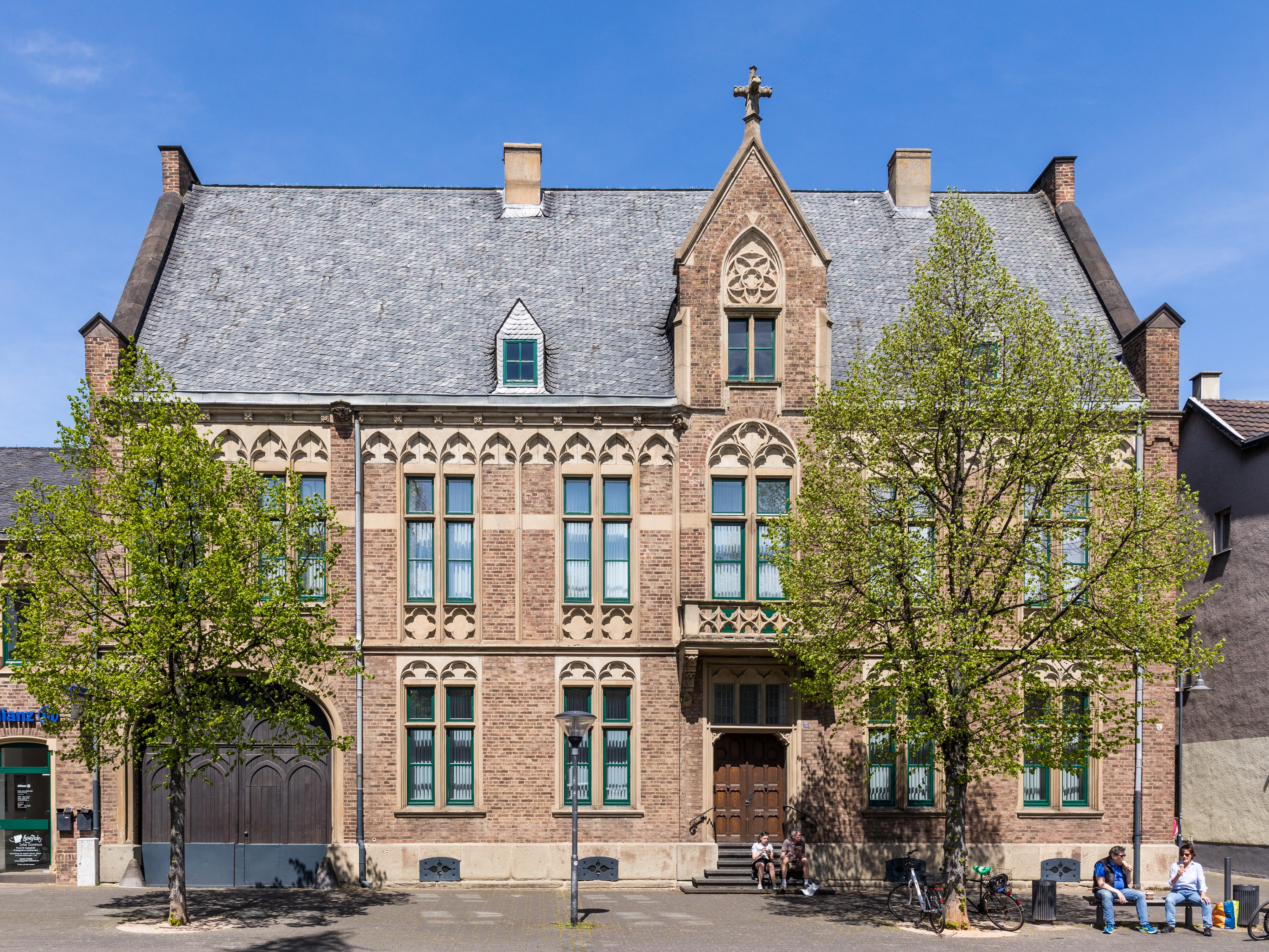
Haus Kretz am Markt (1862)

Von den großen Höfen Lechenichs waren zRathausLechenich.jpgu dieser Zeit noch der Steinshof, der frühere Hof des Abtes von Siegburg vorhanden, und in der südöstlichen Ecke der Stadt der Zehnthof, vormals der Hof des Kölner Stiftes St. Aposteln. Der Frenzenhof, der von den Herren von Frenz an den Deutschen Ritterorden gekommen war, bestand nicht mehr. Sein Areal wurde der Standort einer neuen Volksschule, die 1869 bezogen wurde.
Zum Stadtbild gehörte auch die 1886 erbaute Synagoge in der südlich des Marktes gelegenen Judenstraße. Neben dem mit vier Zwiebeltürmen bestückten Gebäude befand sich die Schule der kleinen jüdischen Gemeinde Lechenichs. Bis Mitte des 19. Jahrhunderts umschlossen die Wallstraßen die Innenstadt. Die kleinen Zinshäuser am Zehnt- und Schlosswall aus dem 17. Jahrhundert, deren Rückwand die Stadtmauer bildete, waren von der Gemeinde veräußert worden. Durch ihre neuen Eigentümer erfuhren sie im Laufe der Zeit zahlreiche Umbauten. Eine Anzahl dieser kleinen Fachwerkhäuser sind, zumindest in ihrer ursprünglichen äußeren Form und Bauweise, noch heute in diesen schmalen Wallstraßen zu erkennen.

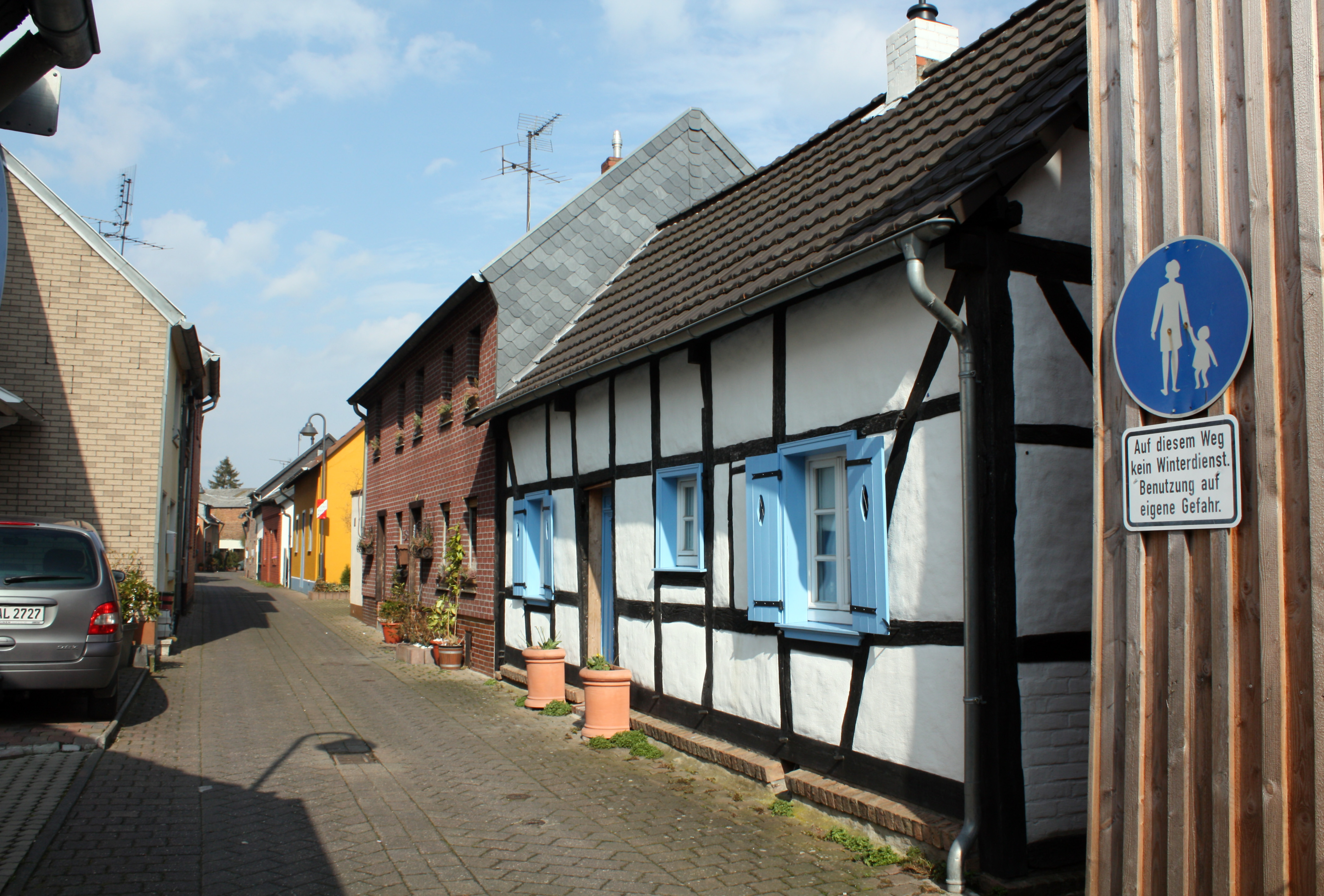
Schlosswall, in der nordwestlichen Altstadt

Zur Verschönerung des Stadtbildes wurde in der zweiten Hälfte des 19. Jahrhunderts zwischen Bonner Straße und Klosterstraße entlang des Stadtgrabens die Promenade angelegt. Die mit Nuss-, jedoch überwiegend mit Kastanienbäumen bepflanzte Allee diente den Bürgern beim Sonntagsspaziergang zum Flanieren.
Um 1900 fanden die Einwohner Lechenichs überwiegend in der Landwirtschaft ihr Einkommen, doch arbeiteten auch viele in den angrenzenden Braunkohlegruben der Orte Liblar und Kierdorf. Lechenich hatte zwei Druckereien, in denen die „Lechenicher Zeitung von 1879“ und das „Lechenicher Volksblatt“ erschienen. Nach Brockhaus’ Konversationslexikon (1902) hatte Lechenich 3465 Einwohner, die überwiegen katholischen Glaubens waren. Lediglich 59 Personen waren evangelisch und 95 Bewohner der Stadt bekannten sich zum jüdischen Glauben. Die Stadt war Sitz eines Amtsgerichtes und Katasteramtes, zudem gab es nach Brockhaus: Post, Telegraph, höhere Knabenschule, Darlehenskasse, Lichterfabrikation (Kerzen), Gerberei, Mühlen und eine Brauerei.

### Weimarer Republik

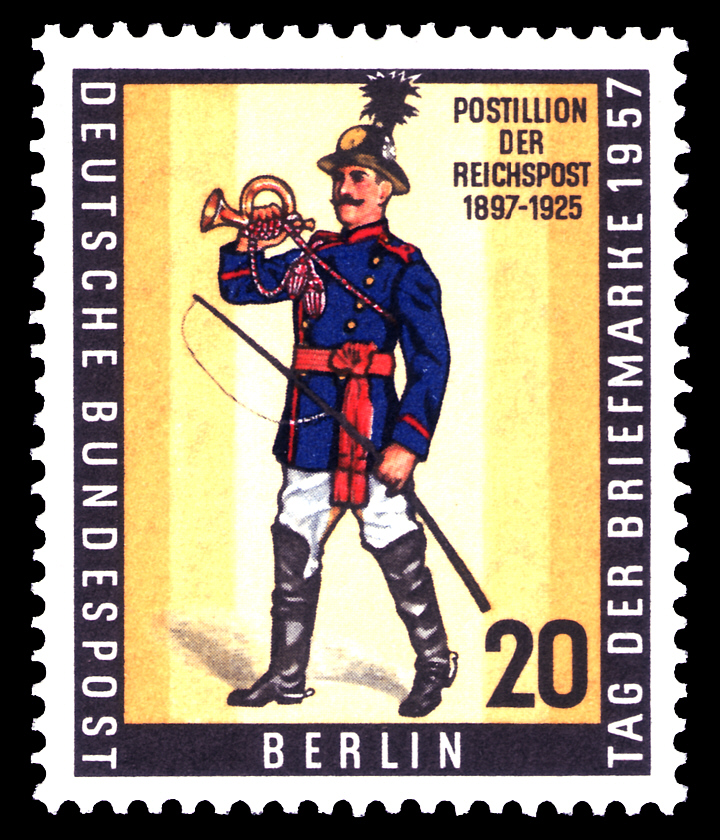
Briefmarke mit einem Postillon der Reichspost

In Lechenich blieben nach der erlittenen militärischen Niederlage im Ersten Weltkrieg und der daraus resultierenden Abdankung des deutschen Kaisers Wilhelm, auch nach der Ausrufung der Republik im November 1918, die befürchteten landesweiten Unruhen aus.
Die durch den Gemeinderat beschlossene und aufgestellte Bürgerwehr hatte keinen Anlass tätig zu werden. Entsprechend den Bestimmungen im Friedensvertrag von Versailles, der die Besetzung des linksrheinischen Gebietes und rechtsrheinischer Brückenköpfe vorschrieb, unterstand Lechenich 1919 der englischen, von 1920 bis 1926 der französischen Besatzung.
Das Ende des Kaiserreiches verursachte allgemein einen gesellschaftlichen Wandel, der in vielen Bereichen den Bruch mit alten Traditionen herbeiführte. Im November 1919 erhielt Lechenich einen neuen Gemeinderat, dessen Mitglieder sich zunächst mit einem auch politisch veränderten Gefüge vertraut machen mussten. Dazu gehörte, dass die Bürgermeisterei Gymnich aus der seit 1875 bestehenden gemeinsamen Verwaltung ausschied. Nur die Bürgermeisterei Erp hielt an der gemeinsamen Verwaltung fest. Zu den Neuerungen gehörte auch die Aufgabe einer alten Tradition, dem Abbau der Nachtwächterstelle Ende 1926.
Mitte der 1920er Jahre nahm der Kraftverkehr einen großen Aufschwung. Die Reichspost begann mit einem Linienverkehr von Köln über Liblar, Lechenich nach Zülpich. Andere Buslinien fuhren über Konradsheim und Dirmerzheim nach Gymnich. Die Kraftwagenbetriebsgesellschaft Köln eröffnete 1926 die Strecke Köln-Lechenich-Friesheim-Euskirchen-Gemünd. Der Markt wurde zur Umsteigestation des Busreiseverkehrs und der dortigen Kleinbahnstation.
Bedingt durch die 1929 beginnende Weltwirtschaftskrise waren bis in die 1930er Jahre zahlreiche Lechenicher Familien von der Arbeitslosigkeit betroffen. Einige dieser Betroffenen waren Deutschnationaler Gesinnung und erhofften sich durch die Partei der NSDAP eine Verbesserung der wirtschaftlichen Lage. Wenn auch die meisten Lechenicher mit ihrer katholischen Zentrumstradition wie auch die Anhänger der SPD der NSDAP distanziert gegenüberstanden, so konnte dennoch die NSDAP ihren Stimmenanteil von 10 % bei der Wahl 1930 auf fast 28,5 % bei der Wahl am 1. März 1933 steigern.

### Zeit des Nationalsozialismus

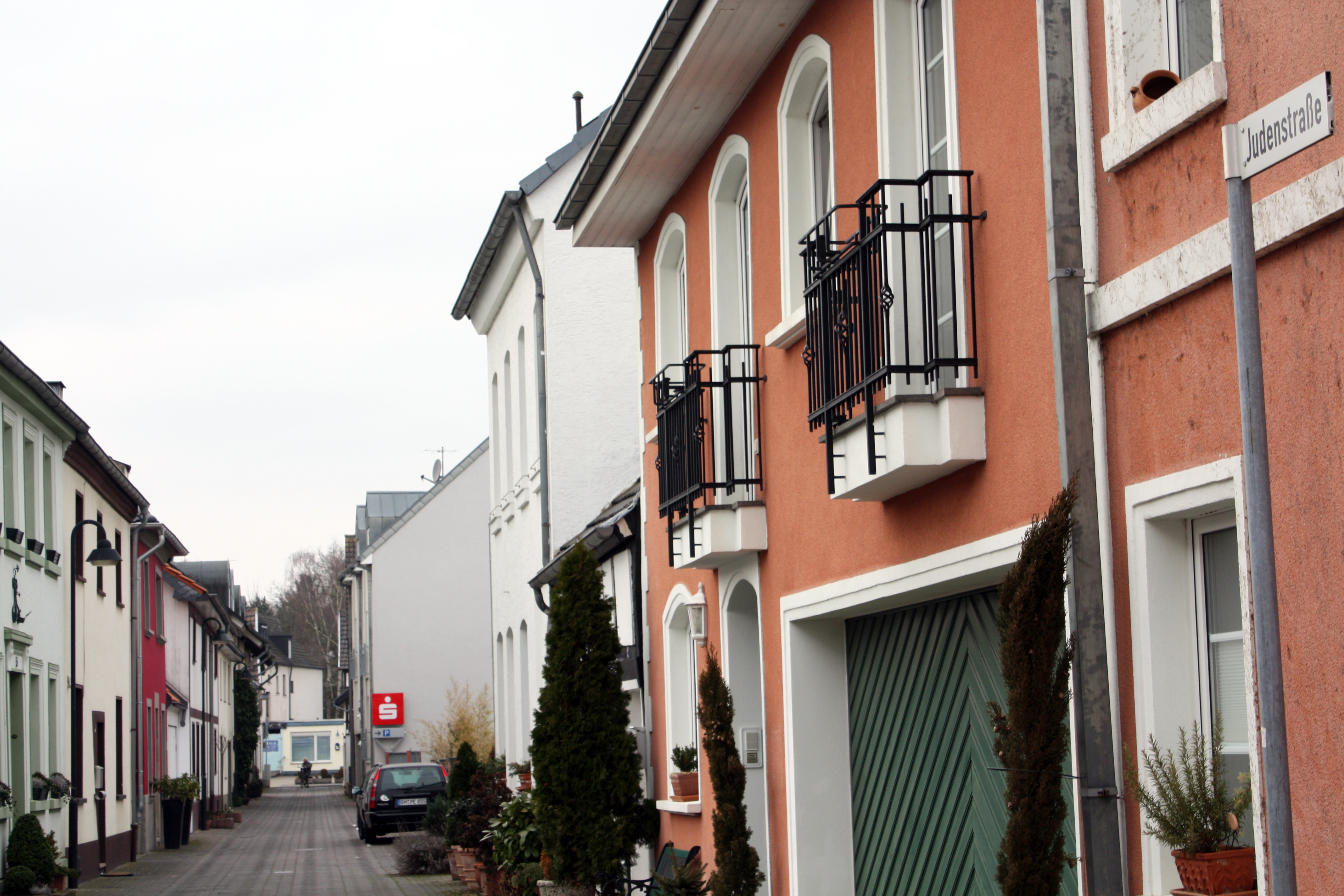
Judenstraße Lechenich

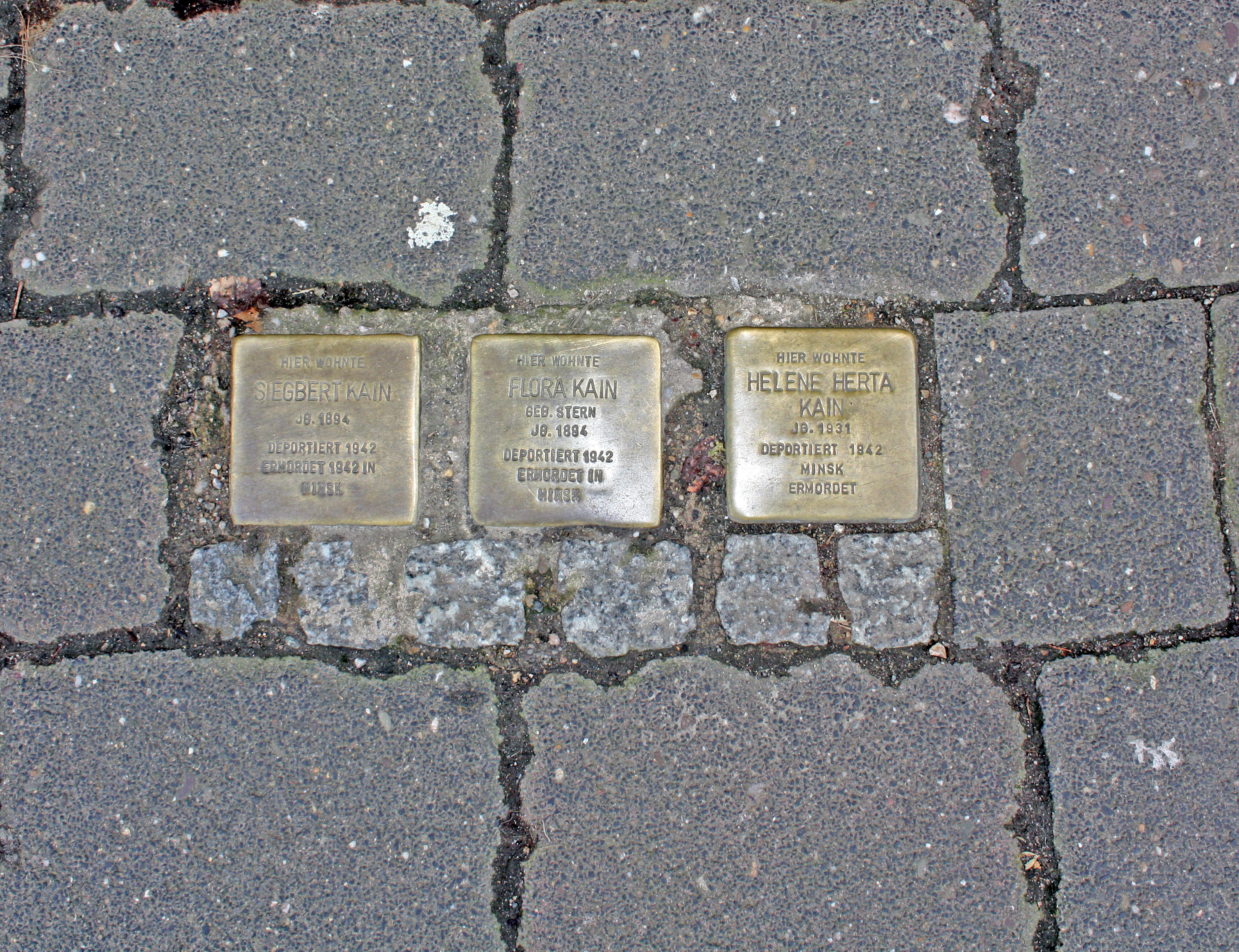
„Stolpersteine“ erinnern heute an deportierte und ermordete Juden der Stadt

Nach der Machtergreifung Hitlers löste ein Parteigenosse den bisherigen Bürgermeister ab. Noch im selben Jahr folgte die Umbenennung einiger Straßenbezeichnungen in Lechenich. Der Markt wurde zum Adolf-Hitler-Platz, die Bonner Straße zur Hindenburgstraße und die Judenstraße zur Horst-Wessel-Straße. In der folgenden Zeit wurden viele Einwohner Mitglieder der NSDAP und ihrer Organisationen. Im Frühjahr 1933 wurden Hitler und Hindenburg zu Ehrenbürgern ernannt.
Zu Beginn der Herrschaft des Nationalsozialismus lebten in Lechenich 74 Juden. Am 1. April 1933 erfolgte auch in Lechenich ein Aufruf zum Boykott jüdischer Geschäfte. Am 10. November 1938 wurde die 1886 erbaute Synagoge in Brand gesteckt und die jüdischen Geschäfte und Wohnungen demoliert. Jüdische Familien, die nicht ausgewandert waren, wurden 1942 deportiert und in den Vernichtungslagern umgebracht.
Im Zweiten Weltkrieg blieb Lechenich von größeren Zerstörungen durch Luftangriffe verschont, doch die Ankündigung eines möglichen Luftangriffes oder Tieffliegerangriffe gehörten in Lechenich fast zum Alltag. An mehreren Stellen des Ortes waren öffentliche Luftschutzkeller eingerichtet. Am 2./3. März 1945 nahmen amerikanische Truppen Lechenich kampflos ein.

### Nach dem Zweiten Weltkrieg

Notgeld aus dem Jahre 1947

Metall in jeder Form war nach Kriegsende ein rarer Rohstoff, sodass sich die Stadt veranlasst sah, wie in vielen anderen Städten praktiziert, 1947 Notgeld zu drucken, das bis zur Währungsreform 1948 in Umlauf war.
Die Lebensmittelknappheit durch die Zwangsbewirtschaftung in der Nachkriegszeit traf die meisten Lechenicher Bewohner weniger hart als die Großstädter. Fast alle Lechenicher Familien hatten einen Garten, mehr als die Hälfte arbeitete in der Landwirtschaft und erhielt einen Teil des Lohns in Form von Naturalien. Auch der Mangel an Heizmaterial war weniger spürbar als in den Großstädten. Die Arbeiter in den Braunkohlewerken erhielten Deputatkohle, und manches Tauschgeschäft kam zustande. Hamsterer, die überwiegend aus Köln kamen, gaben für Lebensmittel ihre letzten Wertgegenstände. Heimatvertriebene Familien ohne Tauschbares, zumeist als Flüchtlinge bezeichnet, darbten auch in ländlichen Gebieten wie Lechenich und litten an Unterernährung und nicht ausreichender Kleidung.
Lechenichs wirtschaftlicher Schwerpunkt blieb bis in den Beginn der 1960er Jahre die Landwirtschaft. Durch die 1901 eröffnete Molkerei (bis 1970) und die 1914 in Betrieb genommene Krautfabrik „Patria“ (Zuckerrübenverarbeitung zu Rübenkraut) (bis 1962) wurde der Ort eine zentrale Verarbeitungsstelle entsprechender bäuerlicher Erzeugnisse des damaligen „Nordkreises“ des Kreises Euskirchen.
Lechenichs Stellung als Zentrum des Nordkreises wurde vor allem betont durch das von 1897 bis 1984 bestehende Amtsgericht und durch die städtische höhere Schule (1869 bis 1920, danach Privatschule bis 1945; städtische Höhere Schule seit 1946).
1943 war Lechenich als «historische Stadt» anerkannt worden und hatte das Recht erhalten, den Titel «Stadt Lechenich» zu führen und wurde bis 1969 angewandt.
Hatte Lechenich vor dem Zweiten Weltkrieg 3900 Einwohner, so waren es im Jahre 1960 etwa 5500. Zahlreiche dieser Heimatvertriebenen, denen in der Zeit des städtischen Aufbaus nach der Währungsreform Bauland am Stadtrand zur Verfügung gestellt worden war, wurden in Lechenich ansässig.

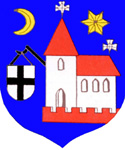
Wappen von 1950

Nach der Währungsreform bemühte sich die Stadtverwaltung um ein neues Wappen nach dem Vorbild des aus dem 14. Jahrhundert stammenden Schöffensiegels. Der Innenminister des Landes genehmigte der Stadt im Juni 1950, das vorgeschlagene modifizierte Wappen zu führen. Diese Form ist die, die heute von Vereinen und auf den Fahnen Lechenichs verwandt wird. Das alte historische Wappen aus dem 17. Jahrhundert zeigt die Kilianskirche mit dem darunter befindlichen Schild Kurkölns, es ist noch heute am Nordgiebel des Rathauses zu sehen.
Bei der neuen Verkehrsführung mit Umgestaltung des Marktplatzes 1967 wurde das Herriger Tor durch Abbruch des angrenzenden Hauses völlig freigelegt. Eine Nutzung ist wegen eines fehlenden ebenerdigen Zugangs nicht möglich. Gegenüber dem Bonner Tor wurde der Bürgersteig durch Abriss eines in diesen hineinragenden Wohnhauses (ursprünglich Haus des Hieronymus Simon, eine der ältesten jüdischen Familien) verbreitert. Die kleinen Straßen der Innenstadt, auch Zehntwall und Schloßwall erhielten Anschluss an die Kanalisation und wurden gepflastert.
Lechenich blieb als Gemeinde und Amt auch nach der Gründung des Landes Nordrhein-Westfalen im Jahre 1946 weiter bestehen und bestand in dieser Form bis zur Kommunalreform 1969. Nach dem Beschluss der Landesregierung sollten bei der kommunalen Verwaltungsreform die Stadt und das Amt Lechenich, das Amt Liblar, das Amt Friesheim und das Amt Gymnich zu einer größeren Verwaltungseinheit zusammengefasst werden. Lechenichs Ausbau zu einem solchen zentralen Ort der Verwaltung wurde jedoch nicht realisiert. Die von einigen Politikern angeführte These einer Zweipoligkeit besagte, dass Lechenich in Liblar ein Gegenpol erwachsen war. Die Orte der neu zu bildenden Verwaltungseinheit sollten mit einem neuen Namen zusammengefasst werden. Die Verfechter dieser These konnten sich im Landtag durchsetzen und die neue Großkommune erhielt den Kunstnamen Erftstadt. Das Gesetz zur Neugestaltung des Kreises Euskirchen trat am 1. Juli 1969 in Kraft. Lechenich wurde ein Stadtteil der neugebildeten Stadt Erftstadt und verlor seine Selbstständigkeit. Seit der Neueinteilung der Kreise 1975 gehört die Stadt Erftstadt zum Erftkreis, heute Rhein-Erft-Kreis.

### Einwohnerentwicklung
| Jahr      | 1816  | 1825  | 1828  | 1843  | 1858  | 1864  | 1867  | 1871  | 1885  | 1890  | 1895  | 1900  | 1905  | 1910  | 1919  | 1925  | 1933  | 1939  | 1946  | 1950  | 1956  | 1961  | 1967  |
| --------- | ----- | ----- | ----- | ----- | ----- | ----- | ----- | ----- | ----- | ----- | ----- | ----- | ----- | ----- | ----- | ----- | ----- | ----- | ----- | ----- | ----- | ----- | ----- |
| Einwohner | 2.123 | 2.386 | 2.494 | 2.819 | 3.173 | 3.281 | 3.187 | 3.128 | 3.097 | 3.132 | 3.203 | 3.465 | 3.557 | 3.739 | 3.735 | 3.934 | 4.006 | 3.922 | 4.734 | 5.161 | 5.243 | 5.589 | 7.012 |

### Die Bürgermeister von Lechenich
| von            | bis           | Name                                | Lebensdaten | Anmerkung                                                                          |
| -------------- | ------------- | ----------------------------------- | ----------- | ---------------------------------------------------------------------------------- |
| 1812           | April 1815    | Joseph Lievenbruck                  | 1766–1843   | war von Ende April 1815 bis Januar 1822 vom Dienst suspendiert                     |
| April 1815     | August 1817   | Theodor Scheper                     | † 1821      |                                                                                    |
| September 1817 | Oktober 1817  | Bernard Kiel                        | 1749–1827   |                                                                                    |
| November 1817  | Januar 1822   | Johann Wilhelm Bendermacher         | 1780–1855   |                                                                                    |
| Januar 1822    | 1836          | Joseph Lievenbruck                  | 1766–1843   |                                                                                    |
| 1836           | 1839          | Johann Joseph Curt                  |             | kommissarisch, auch Bürgermeister von Friesheim (1819–1837) und Liblar (1827–1840) |
| Juli 1839      | Juli 1849     | Hilger Pütz                         |             | auch Bürgermeister in Erp (1838–1849)                                              |
| 1849           | 1855          | Franz Wilhelm Wierz                 | 1798–1874   | kommissarisch (auch Wirtz geschrieben)                                             |
| 1855           | 1875          | Johann Kiel                         | 1815–1875   | auch Bürgermeister von Liblar (1859–1875)                                          |
| Mai 1875       | November 1908 | Johann Franz Busbach                | 1839–1909   | kommissarischer Bürgermeister von Liblar und Gymnich                               |
| November 1909  | Februar 1909  | Klein                               |             | kommissarisch, Regierungskommissar                                                 |
| 1909           | 1919          | Karl Joseph Reith                   | 1863–1920   |                                                                                    |
| 1919           | 1920          | Josef Steinbüchel                   | 1884–1957   | auch Bürgermeister von Erp und Gymnich                                             |
| 1920           | 1934          | August Färvers                      | 1885–1953   |                                                                                    |
| 1934           | 1945          | Paul Geile                          | 1882–1960   |                                                                                    |
| 1945           | 1945          | (Dechant Heinrich Wilhelm Lennartz) | 1893–1977   |                                                                                    |
| 1945           | 1945          | Heinrich Kerp                       | 1881-1964   |                                                                                    |
| 1945           | 1946          | Heinrich Oepen                      |             |                                                                                    |
| 1946           | 1952          | Richard Fellmann                    | 1908–1994   | ehrenamtlich                                                                       |
| 1952           | 1956          | Friedrich Cremer                    |             |                                                                                    |
| 1956           | 1961          | Bernhard Kerp                       |             |                                                                                    |
| 1961           | 1969          | Robert Jüssen                       | 1914–1969   |                                                                                    |

## Lechenich als Stadtteil von Erftstadt seit 1969

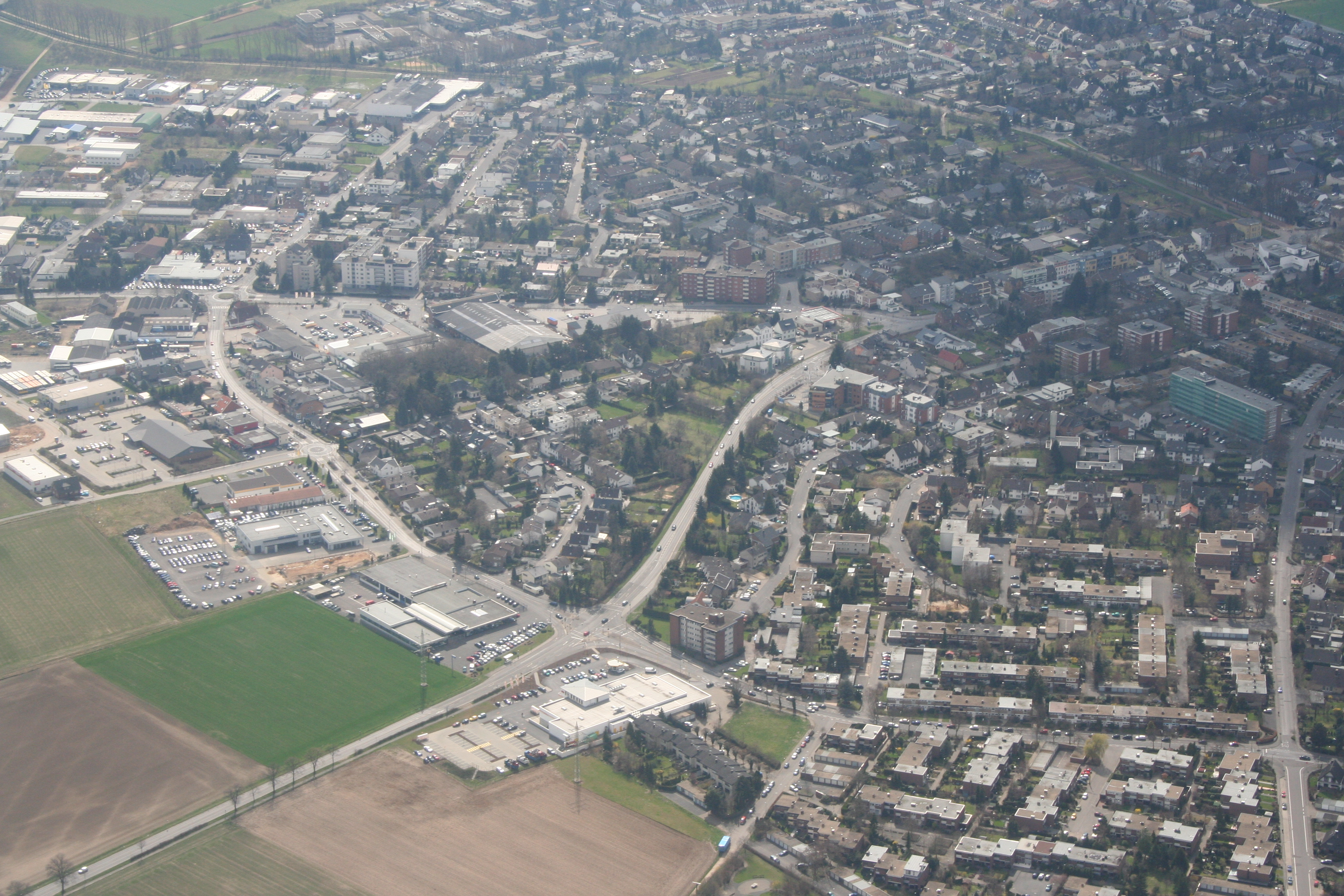
Luftbild der östlichen Stadtteile

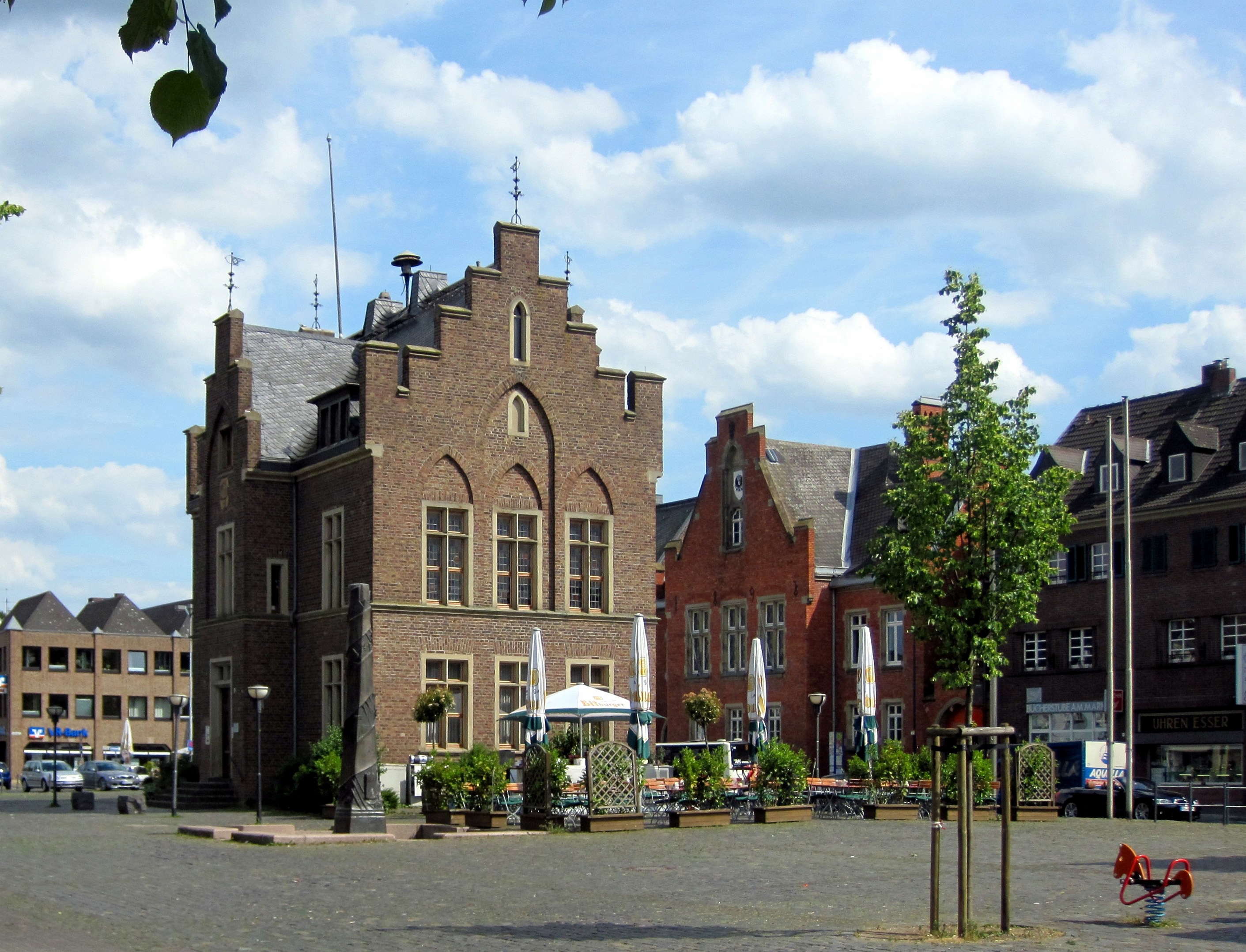
Markt und Rathaus

Lechenich büßte durch die kommunale Verwaltungsreform von 1969 (Gesetz zur Neugliederung des Landkreises Euskirchen) seine Selbstständigkeit ein, seitdem ist es der bedeutendste Stadtteil des dann Erftstadt genannten Zusammenschlusses bedingt durch seine Lage, die Höhe seiner Einwohnerzahl und seine Fläche, letztendlich auch wegen seiner Historie.

### Politische Verwaltung des Stadtteiles
Die vielfältigen Belange der einzelnen Stadtteile, so auch die des Stadtteiles Lechenich, werden im Stadtrat durch die aus allen Parteien gewählten Vertreter der gesamten Bürgerschaft wahrgenommen. Der Stadtrat Erftstadts setzt sich derzeit aus 45 Mitgliedern zusammen. Ortsbürgermeister für Lechenich und Konradsheim ist in der Ratsperiode 2020–2025 Hans Koch.

### Ortskern
Der alte historische Ortskern innerhalb der Stadtbäche- und Gräben ist noch immer der Marktplatz, zugleich auch der geografische Mittelpunkt der Ortschaft. Dieser ist in seiner Mitte von dem alten, zum Denkmal erhobenen Rathaus bestanden und an seiner Nordseite durch die Verlegung des Verkehrs an die Südseite zu einem verkehrsberuhigten Bereich umgewandelt worden. Die mit einer ganzen Anzahl alter historischer ebenfalls denkmalgeschützter Gebäude umstandene Platzfläche passt sich stilistisch durch seine gepflasterte Fußgängerzone ohne Gehsteige diesem Ambiente an. Auf den mit einer Reihe Bäumen bestandenen Platz sind Ruhebänke und eine Stele mit Darstellungen zur Geschichte Lechenichs sowie die Nachbildung einer historischen Pumpe aufgestellt worden, im Sommer laden zusätzlich Straßencafés mit Tischen und Stühlen zum Verweilen ein. Rund um den Platz und an den von ihm abzweigenden Straßen, hauptsächlich jedoch an der Bonner Straße, finden sich neben verschiedenen Geldinstituten zahlreiche kleine und größere Geschäftslokale diverser Branchen, renommierte Restaurants in historischen Gebäuden (Fachwerk, Barock, Neugotik) mit heimischer oder internationaler Küche sowie eine Auswahl weiterer Gaststätten.
In der Bonner Straße befindet sich die Polizeiwache Erftstadts, die nach der Einrichtung einer zentralen Polizeistation in Kerpen noch in Lechenich blieb.
Im Stadtkern entstanden Neubauten, Altbauten wurden restauriert oder umgebaut und den heutigen Bedürfnissen entsprechend eingerichtet, so dass sich die Wohnqualität sehr positiv entwickelt hat. Der Zehnthof, früher eine Getreidehandlung mit einem weithin sichtbaren Silo, wurde in den 1990er Jahren restauriert und zu einer Wohnanlage umgebaut. Eher negativ beurteilen die Lechenicher Bürger, dass wie in vielen Städten festzustellen, auch in der Lechenicher Altstadt große Traditionsgeschäfte des Fachhandels verschwunden sind. Die Postfiliale am Markt wurde geschlossen, eine Postagentur hat die postalischen Aufgaben übernommen. Auch das alte Amtsgericht besteht in seiner Funktion nicht mehr. Auf Beschluss es Landtages wurde es Ende 1983 dem Amtsgericht Brühl zugewiesen. Es diente noch einige Jahre als Zweigstelle, doch 1992 wurde es endgültig geschlossen. Geblieben sind dem ehemaligen Standort des Gerichtes das denkmalgeschützte Haus, ein Notariat und einige Anwaltskanzleien.

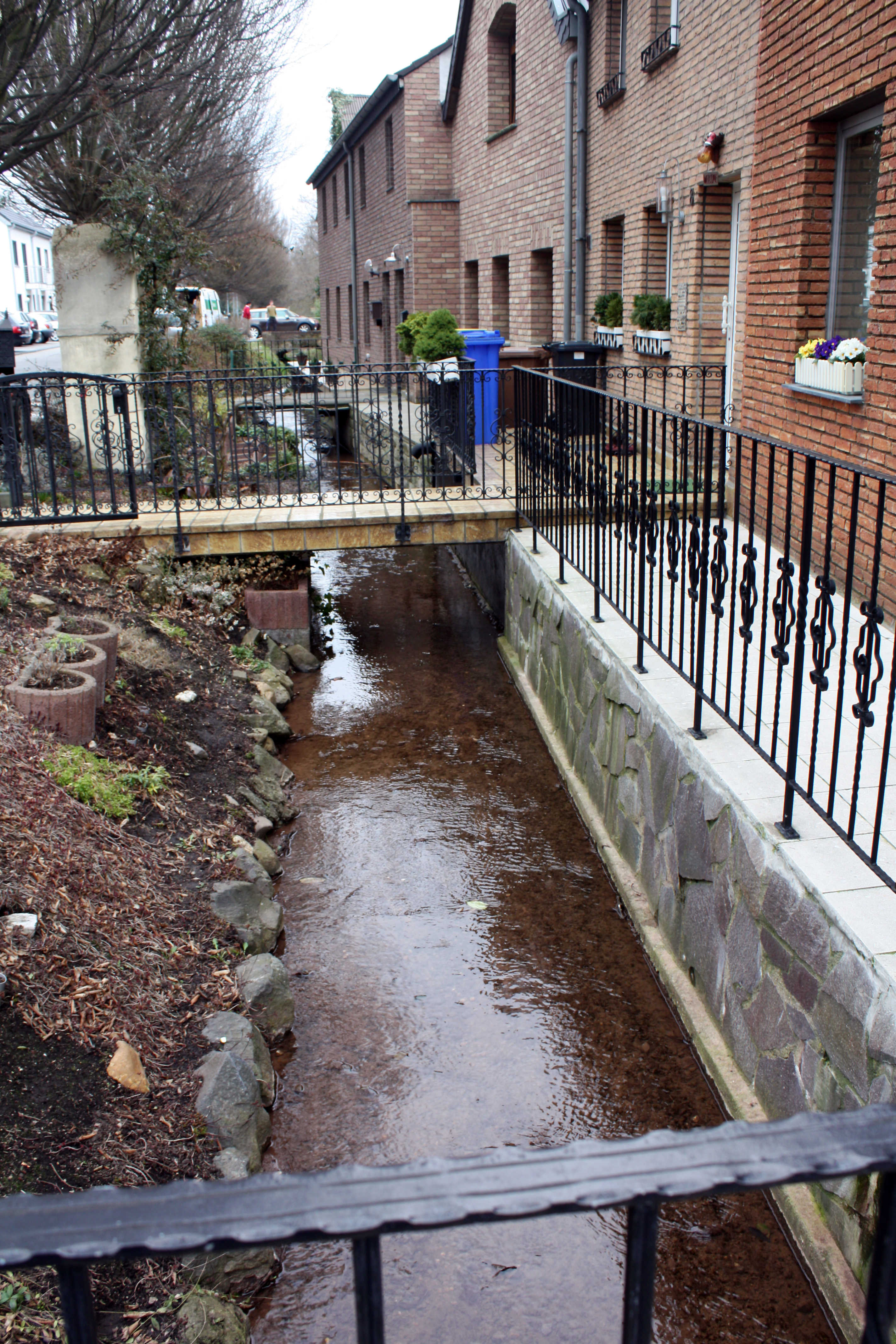
Der Mühlenbach, westlicher Stadtrand
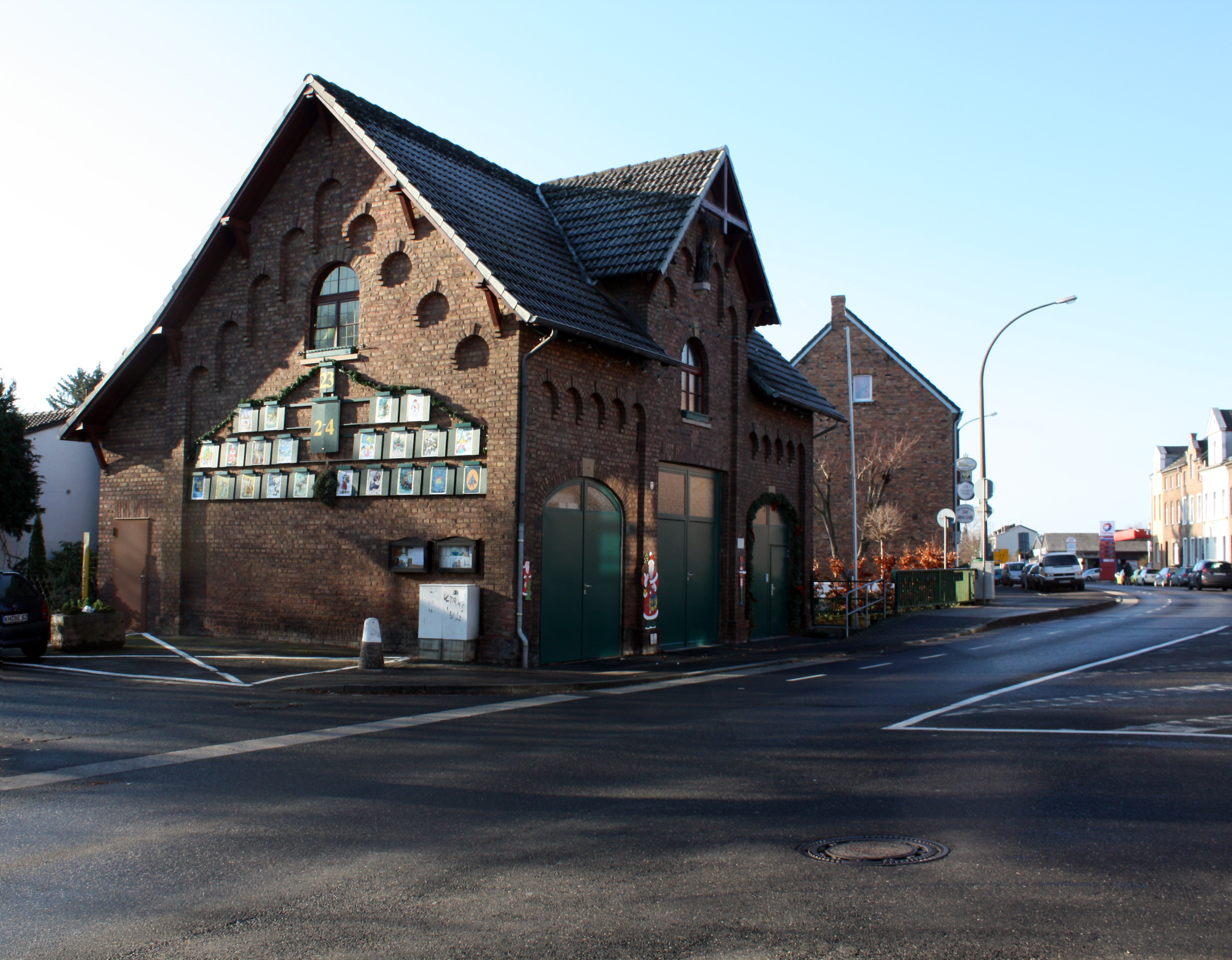
Altes „Spritzenhaus“
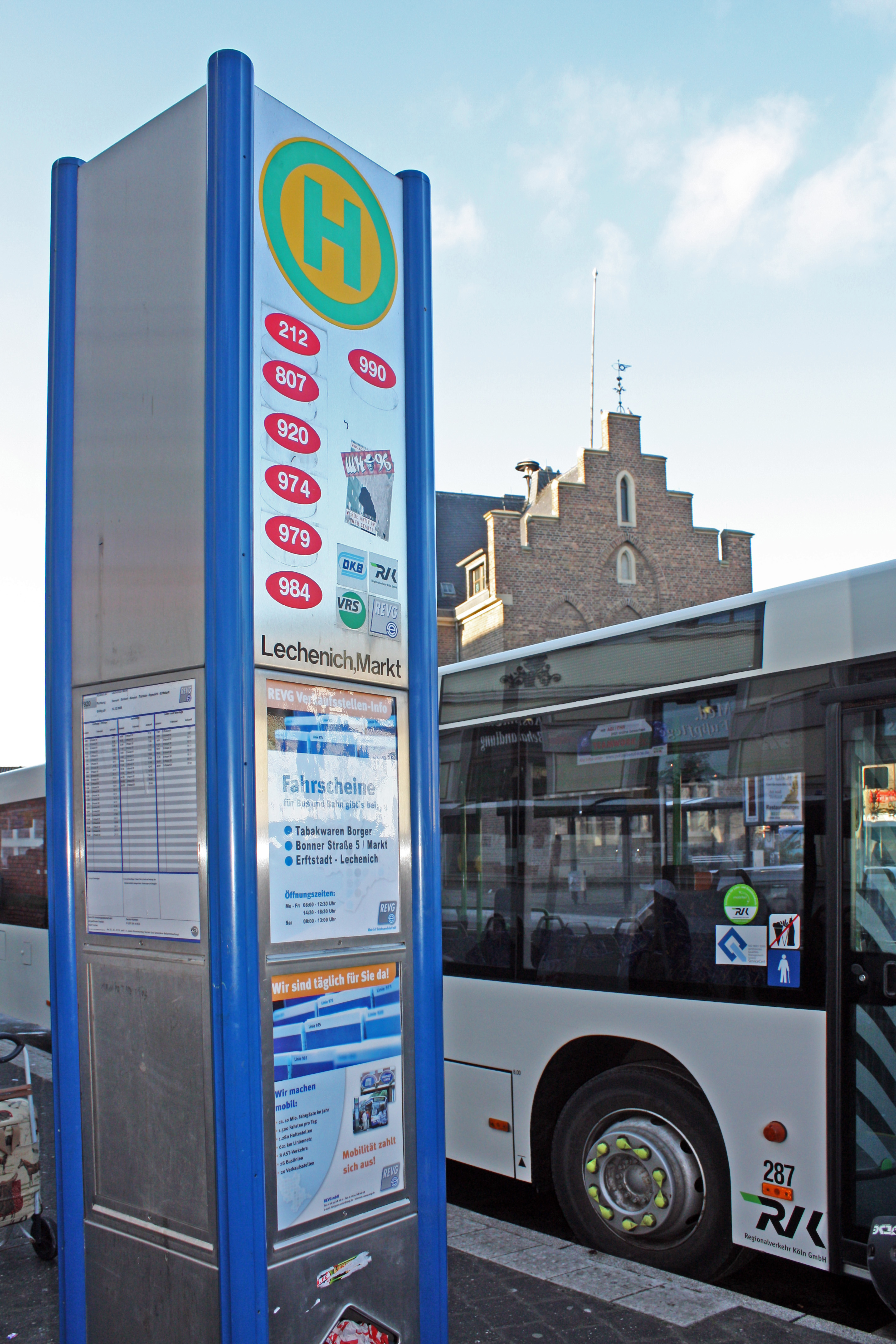
Haltestellen des Regionalverkehrs am Markt
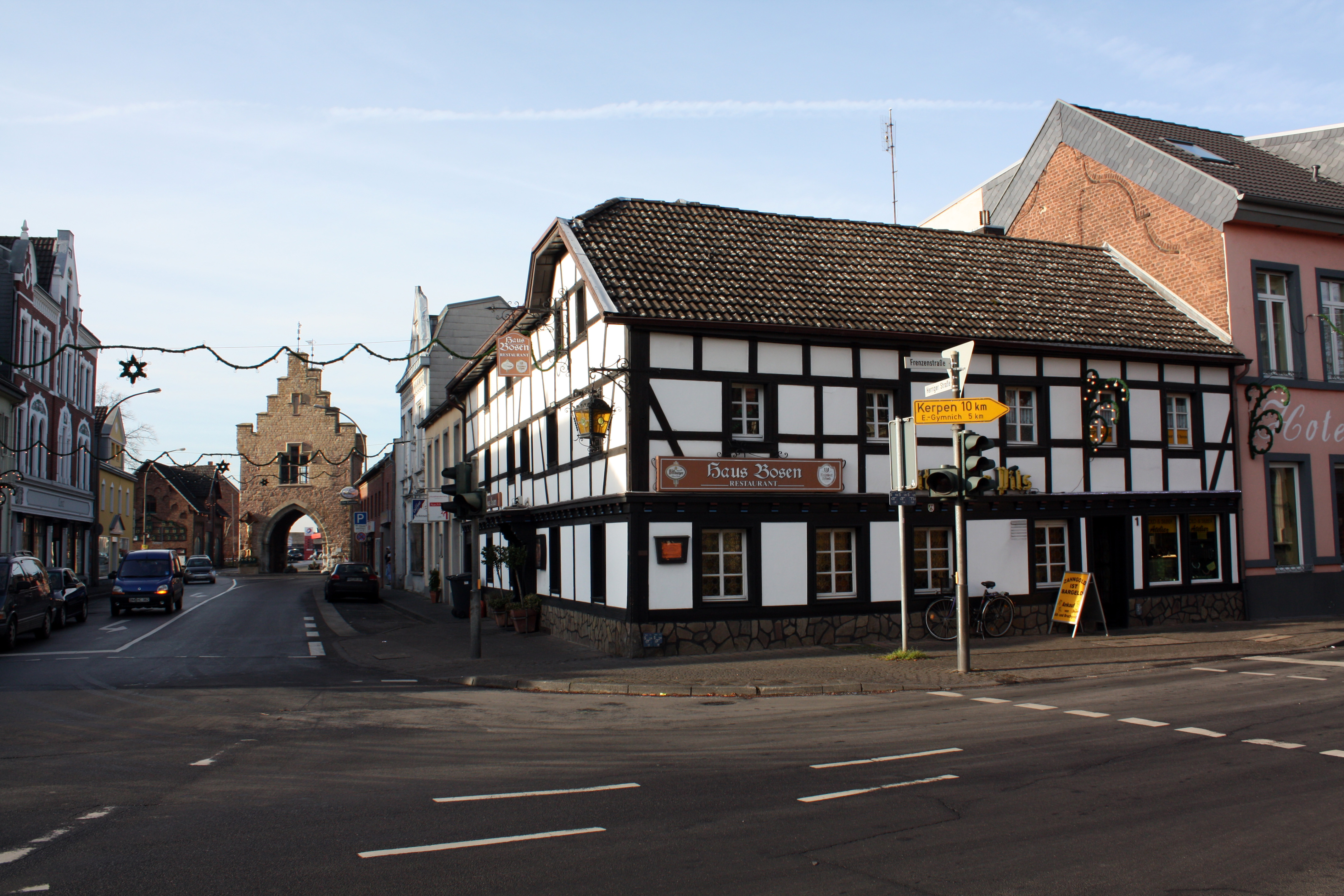
Altes Fachwerk (Haus Bosen)

Der mehrmals umgestaltete Marktplatz nimmt seine alte Funktion eines regelmäßig stattfindenden Wochenmarktes weiterhin wahr. Auch das Bürgerfest der Bürgergesellschaft, oder die Veranstaltung eines Weihnachtsmarktes der seit 1979 bestehenden AHAG (Aktionsgemeinschaft Handel und Gewerbe) und weitere Veranstaltungen finden auf dem Marktplatz statt. Die turnusmäßigen Markttage finden in reduzierter Form am Mittwoch, am Samstag dann mit einem größeren Angebot statt. Zudem ist der Marktplatz an seiner Südostseite Haltestation des regionalen, öffentlichen Personenverkehrs, die VRS-Linien 807, 920, 955, 974, 979 und 990 sorgen für Verbindungen in Richtung Euskirchen, Kerpen, Zülpich und Brühl. Die AVV-Linien 212 und 232 bieten Anschluss in Richtung Nörvenich im Kreis Düren.
| Linie | Betreiber | Verlauf |
| ----- | --------- | --- |
| 212   | Rurtalbus | Nörvenich Alter Bf – Nörvenich Schlosspark – Oberbolheim – Rath – Wissersheim – Pingsheim – Herrig – Lechenich |
| 232   | Rurtalbus | Sievernich – Disternich – Müddersheim – Gladbach – Poll – Dorweiler – Pingsheim – Herrig – Lechenich |
| 807   | RVK       | Euskirchen Bf – Frauenberg – Oberwichterich / (← Oberelvenich ← Rövenich ← Niederelvenich) – Wichterich – Mülheim – Niederberg – Borr – (Scheuren ← Weiler in der Ebene ← Erp ←) Friesheim – Ahrem – Lechenich – Frauenthal – Liblar – Erftstadt Bf |
| 920   | REVG      | Erftstadt Bf – Liblar – Lechenich – Konradsheim – Dirmerzheim – Gymnich – Kerpen – Sindorf – Horrem Bf |
| 955   | REVG      | Horrem Bf – Türnich – Balkhausen – Brüggen – Kierdorf – Köttingen – Liblar – Erftstadt Bf – Bliesheim – Lechenich |
| 974   | REVG      | Stadtverkehr Erftstadt |
| 979   | REVG      | Hürth-Hermülheim (Stadtbahn) – Liblar – Erftstadt Bf – Frauenthal – Lechenich – (Ahrem → Friesheim →) Erp (– Weiler in der Ebene – Zülpich) |
| 990   | REVG      | Herrig – Lechenich – Blessem (/ Bliesheim –) Erftstadt Bf – Liblar – Brühl Mitte (Stadtbahn) |

Bahnstation für Lechenich ist der an der Eifelstrecke gelegene Bahnhof Erftstadt der DB AG im Ortsteil Liblar.
Durch die Freigabe der Ortsumgehungsstraße im Dezember 2002 erreichte man eine wesentliche Entlastung der bis dahin durch den Durchgangsverkehr stark beeinträchtigten Altstadt. Das sich dem Markt an seiner Ostseite in Richtung Bonner Tor anschließende Teilstück der Bonner Straße wurde 2008/2009 neu gestaltet. Die auch mit Einkaufspassagen versehene Geschäftsstraße erhielt eine neue Bepflasterung, eine neue Straßenbeleuchtung, Ruhebänke, Fahrradständer sowie beidseitig der Straße eingerichtete Parkplätze. Auf den verbreiterten Bürgersteigen sind Jungbäume eingepflanzt worden. Hier aus dem Zentrum erreicht man ohne große Mühe in wenigen Minuten die Grünanlagen an den Stadtgräben, den weitläufigen Park des Schlosses, und weitere der vielfältigen Sehenswürdigkeiten Lechenichs.
Der Gartenbauverein (von 1881) übernimmt durch Bereitstellung eigener Mittel mit seiner Aktivgruppe die gärtnerische Ausschmückung in mehreren Bereichen der Stadt.

### Sehenswürdigkeiten

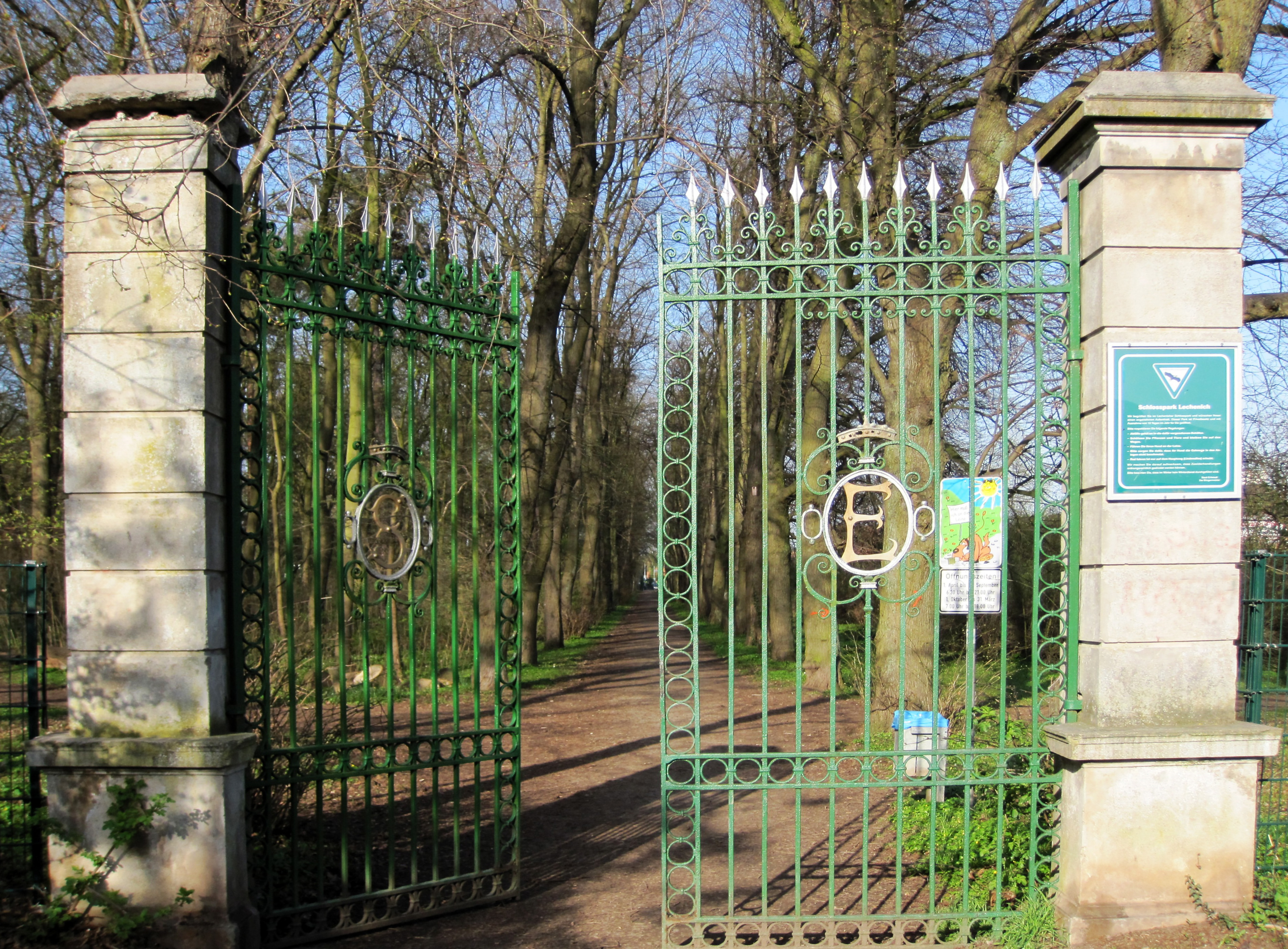
Haupteingang des historischen Parks

Aufgrund seiner früh einsetzenden Geschichte, verfügt der Stadtteil Erftstadt-Lechenich trotz seiner Verluste durch Brände und Kriege, in hohem Maße über historische Substanz vielfältiger Art. Hierzu zählen Bau- und Bodendenkmäler unterschiedlicher Epochen. Zu den sehr frühen Denkmälern seiner Geschichte gehören einige Matronensteine des 2. Jahrhunderts, die Motte der ersten Burganlage des Hochmittelalters und das folgende, in der frühen Neuzeit weiter ausgebaute und in großen Teilen erhaltene Grabensystem mit Teilen seiner Befestigungsmauern auf dem noch heute erkennbaren Grundriss der ehemaligen kurkölnischen Stadt. Der alte Schlosspark verdeutlicht in seiner Anlage den englischen Einfluss der Gartenkunst dieser Zeit. Weiterhin sind als Bodendenkmäler die Reste alter jüdischer Kultur durch Grabsteine des alten jüdischen Friedhofs an der Schleifmühle und des nachfolgenden Neuer jüdischer Friedhof am Römerhofweg, zu nennen.
Lechenichs Baudenkmäler zeigen in stilistischer Vielfalt Bauwerke, deren Architektur der jeweiligen Zeit (Romanik, Barock, Neugotik, Jugendstil), in vielen denkmalgeschützten Objekten erhalten blieb. Anzuführen sind die Sakralbauten wie die Kapelle Heddinghoven aus dem 12. Jahrhundert, die Pfarrkirche St. Kilian, aber auch sehr alte Wegekreuze und Fußfallstationen. Die Stadttorbauten Herriger und Bonner Tor, der Kreuzgang des ehemaligen Franziskanerklosters an der Klosterstraße, die ehemalige kurfürstliche Landesburg, eine ehemalige „obere Getreidemühle“, die Oebelsmühle „Auf dem Graben“, das alte Husarenquartier in der Schloßstraße, das ehemalige Stadthaus an der Herriger Straße, sowie das vormalige Amtsgericht am Marktplatz und das diesen dominierende, neben vielen anderen Bauwerken von Zwirner im 19. Jahrhundert gestaltete historische Rathaus.

### Bevölkerungszuwachs und neue Wohngebiete

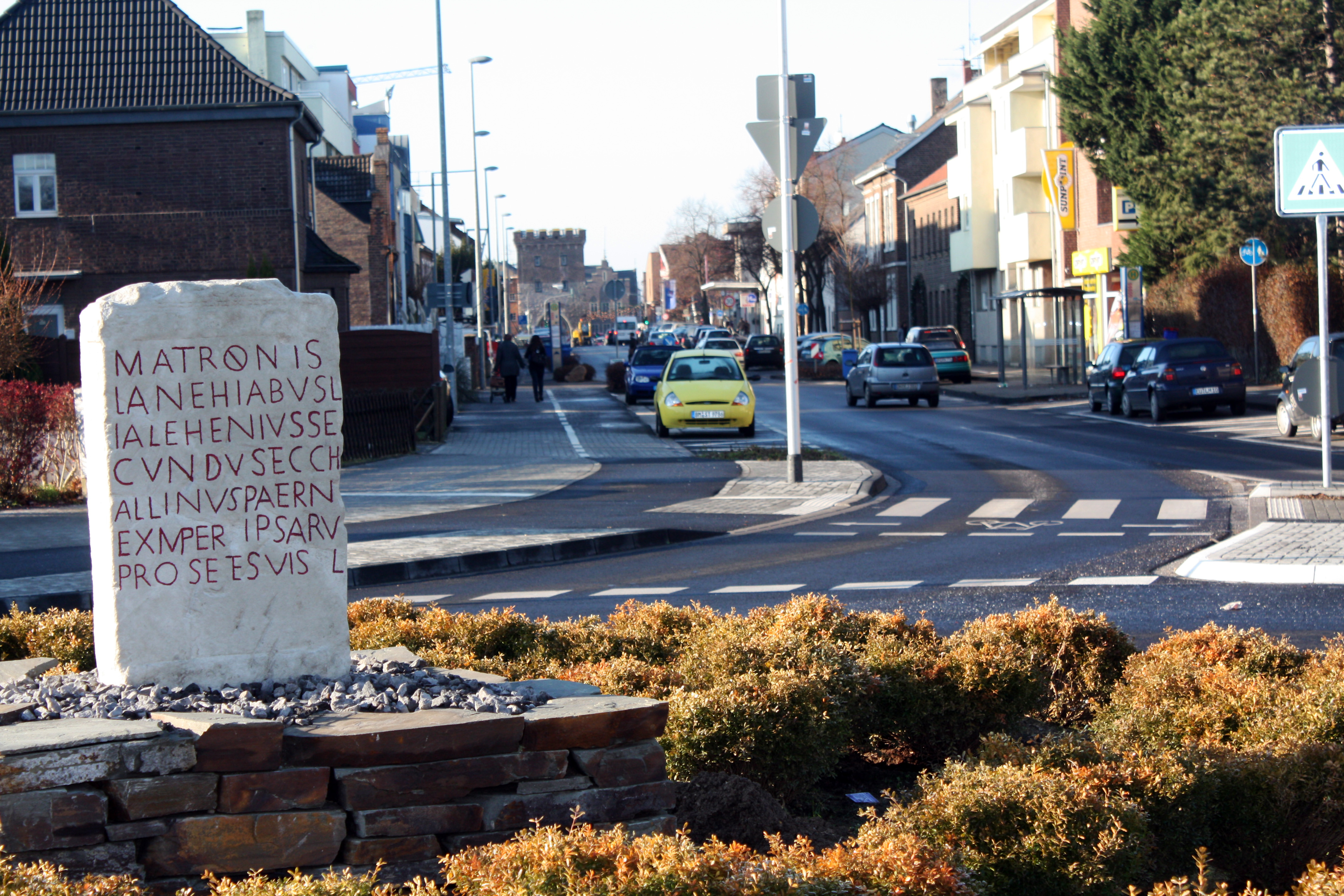
Verkehrskreisel mit dem Wahrzeichen

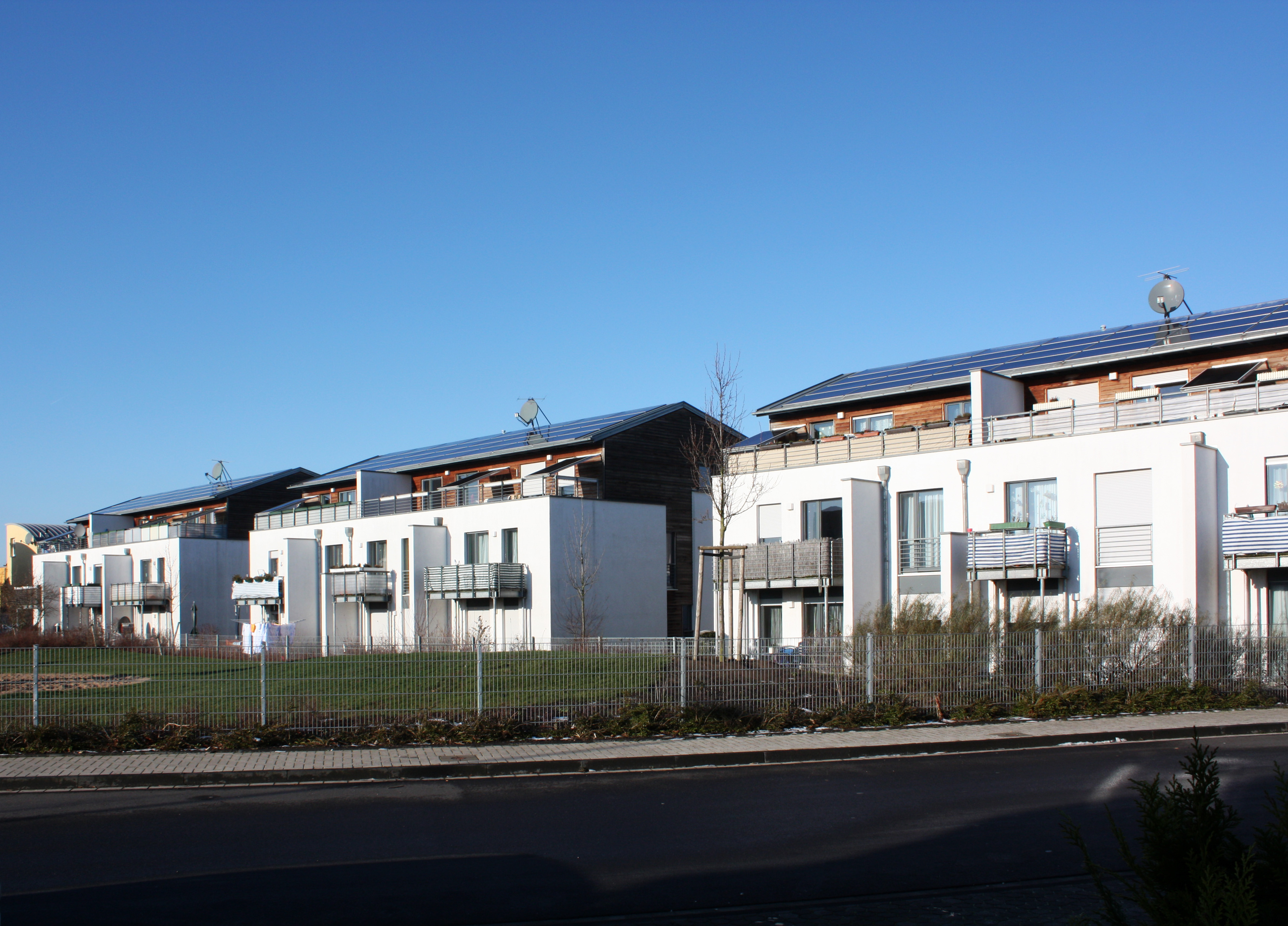
Projekt „Solarsiedlung“

Hervorgerufen durch einen starken Bevölkerungszuwachs hat sich das Ortsbild in den letzten Jahrzehnten sehr verändert, wobei der größte Zuwachs in den Jahren nach der kommunalen Verwaltungsreform erfolgte. Die Einwohnerzahl von etwa 4000 Bewohnern vor dem Zweiten Weltkrieg verdreifachte sich auf fast 12.000 Personen im Jahre 2009, von denen mehr als die Hälfte in den letzten 40 Jahren nach Lechenich gezogen ist. Die „Zuwanderer“ kamen und kommen überwiegend aus allen Gegenden Deutschlands, doch gehören zu ihnen auch Personen aus EU- und außereuropäischen Staaten, die inzwischen in Lechenich heimisch wurden.
Dieser Zuwachs bedingte zeitgleich das Entstehen neuer Wohngebiete, die mit der entsprechenden Infrastruktur versehen wurden. Sie erstrecken sich heute in einer geplanten Mischbauweise von mehrgeschossigen Bauten und Einfamilienhäusern, um den gesamten alten Ortskern.
Im Nordwesten, am äußersten Rand Lechenichs, entstand am Anfang des neuen Jahrtausends an den Straßen „Zur alten Burg“ und „im Lehmtal“ eine der jüngsten Ansiedlungen, die sogenannte Solarsiedlung. Mittelpunkt der Ansiedlung war ein unter Bauauflagen gefördertes Projekt des Landes Nordrhein-Westfalen, dessen Hightech Konzeption es ermöglicht, überschüssige, durch Photovoltaik gewonnene Stromkapazitäten, in das allgemeine Verbundnetz einzuspeisen. Auch bei den übrigen Neubauten der Siedlung, zumeist sind es Ein- oder Zweifamilienhäuser privater Bauherren, installierten auf freiwilliger Basis in vielen Fällen individuelle gewählte Techniken zur Erzeugung solarer Energie.
Von allen dieser neuen Vierteln haben Pendler günstige Verkehrsanbindungen zu ihren Arbeitsplätzen, die zumeist in den nahen Ballungszentren liegen.

### Wandel der Wirtschaftsstruktur
Der über Jahrhunderte in seinem Äußeren, aber auch im Erwerbsleben, landwirtschaftlich geprägte Charakter Lechenichs ist fast vollständig verschwunden. Vorwiegend sind es nun Dienstleistungsbetriebe, die sich im Zentrum und den neuen Gewerbegebieten Lechenichs ansiedelten. So ist an dem heute mit Anschlussstellen an die Autobahnen A 1 und A 61 sowie mit der Bundesstraße B 265 verbundenen Ortsrand Lechenichs ein Gewerbegebiet entstanden. Dies Areal konnte offenbar durch weitere günstige Konditionen das Interesse neuer mittelständischer Firmen wecken, sodass das Gebiet mit einem sich anschließenden Wirtschaftspark erweitert werden konnte. Von großflächigen Baumöglichkeiten außerhalb des Stadtkerns angezogen, haben sich Handelsketten der Discounter, größere Handwerksbetriebe und andere Gewerbebetriebe in den Vorbezirken angesiedelt. Auch die Löschgruppe Lechenich (Freiwillige Feuerwehr von 1891) hat ihren Standort 2001 ins Gewerbegebiet verlegt.
Seit Dezember 2009 beheizt ein Holzheizkraftwerk die öffentlichen Gebäude im Nordosten Lechenichs. Über ein von dieser Anlage gespeistem Fernwärmenetz werden das Lechenicher Schulzentrum, die zugehörigen Sporthallen, die integrierte Bücherei, die Tennishalle, die Grundschule (Nordschule), der städtische Kindergarten, das örtliche Freibad und das von einem gemeinnützigen Verein betriebene „Haus Rotbach/Lebenshilfe“ umweltschonend und um zwei Drittel preisgünstiger als mit Erdgas und Öl beheizt.

### Bildungseinrichtungen

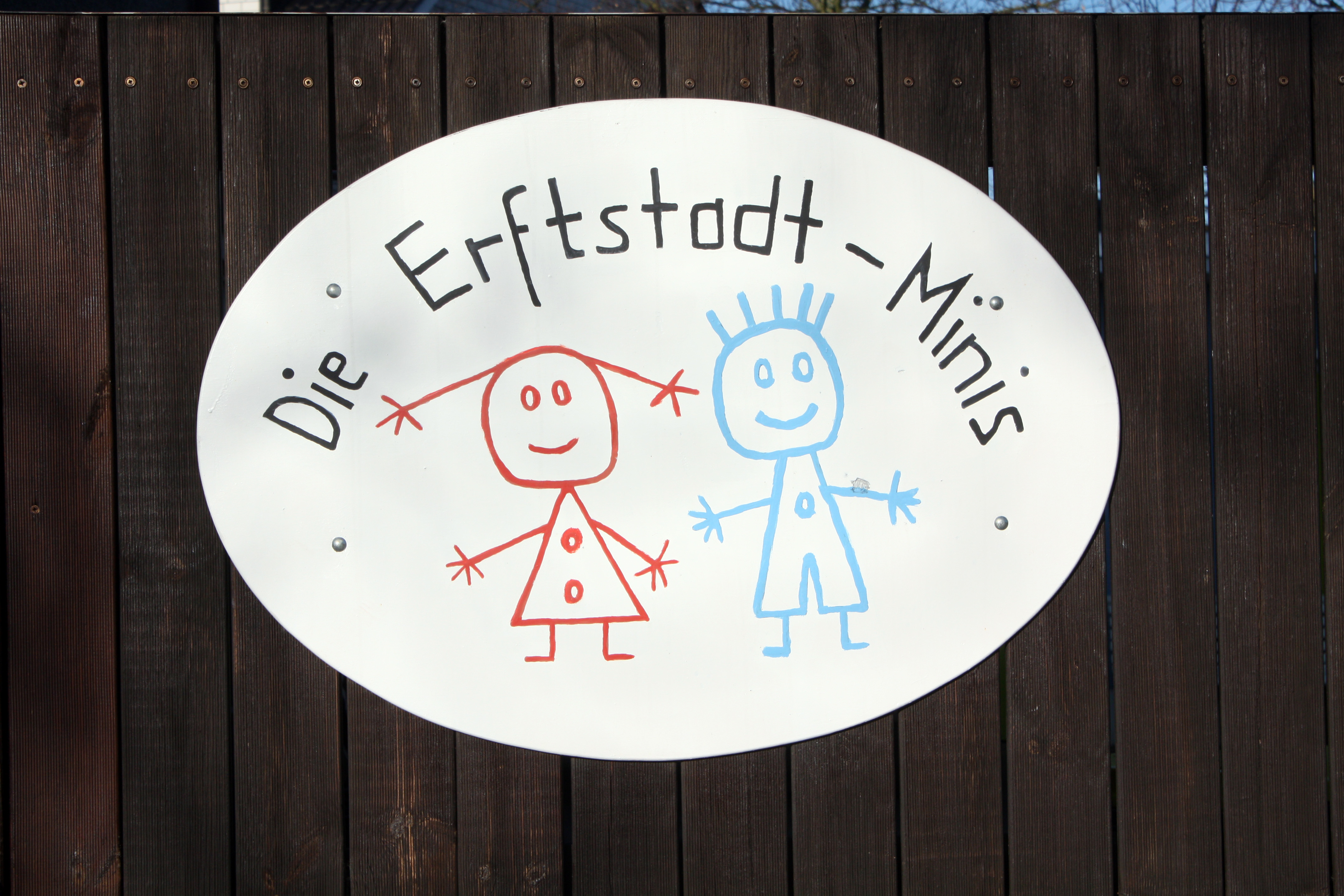
Eingang eines privaten Kinderhortes

Zur Entlastung berufstätiger Eltern mit Kindern entstanden neue städtische Kindergärten und Kindertagesstätten, die noch durch kirchliche und private Einrichtungen Ergänzung fanden. Ein Auswahlkriterium vieler der sich in Lechenich ansiedelnden Familien mit Kindern war die vielfältige Form der angebotenen Schulauswahl, die der Wohnort Lechenich bietet. Der Stadtteil besitzt eine Grundschule in der Südstadt, die Südschule, und eine Grundschule am Kölner Ring, die Nordschule sowie eine weitere komplexe Einrichtung, das Schulzentrum.
Die in Lechenich seit 1946 bestehende kaufmännische Privatschule ist 2002 geschlossen worden.

#### Weiterführende Schulen

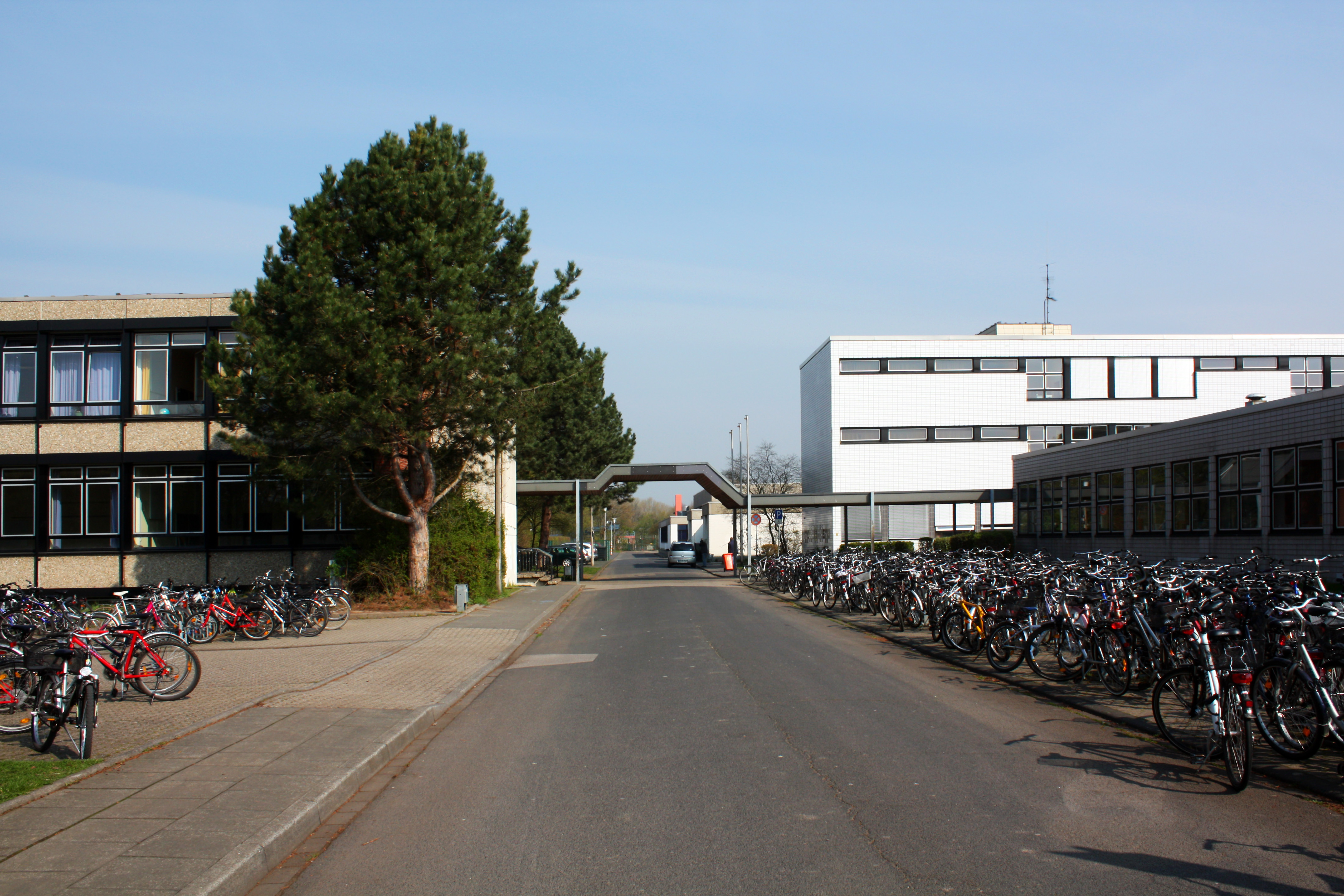
Zufahrt städtisches Gymnasium und Realschule
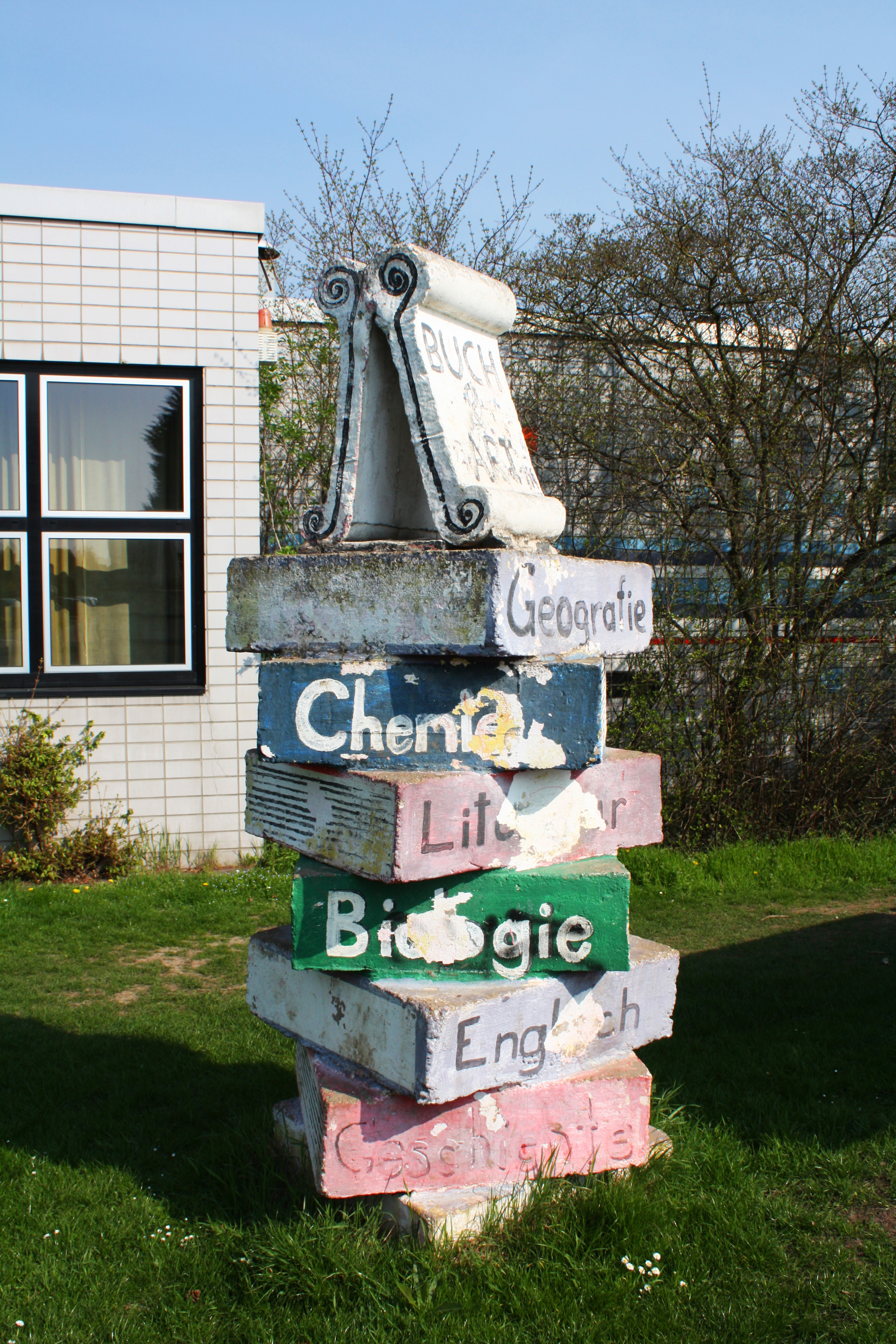
Lehrfächer als Kunst
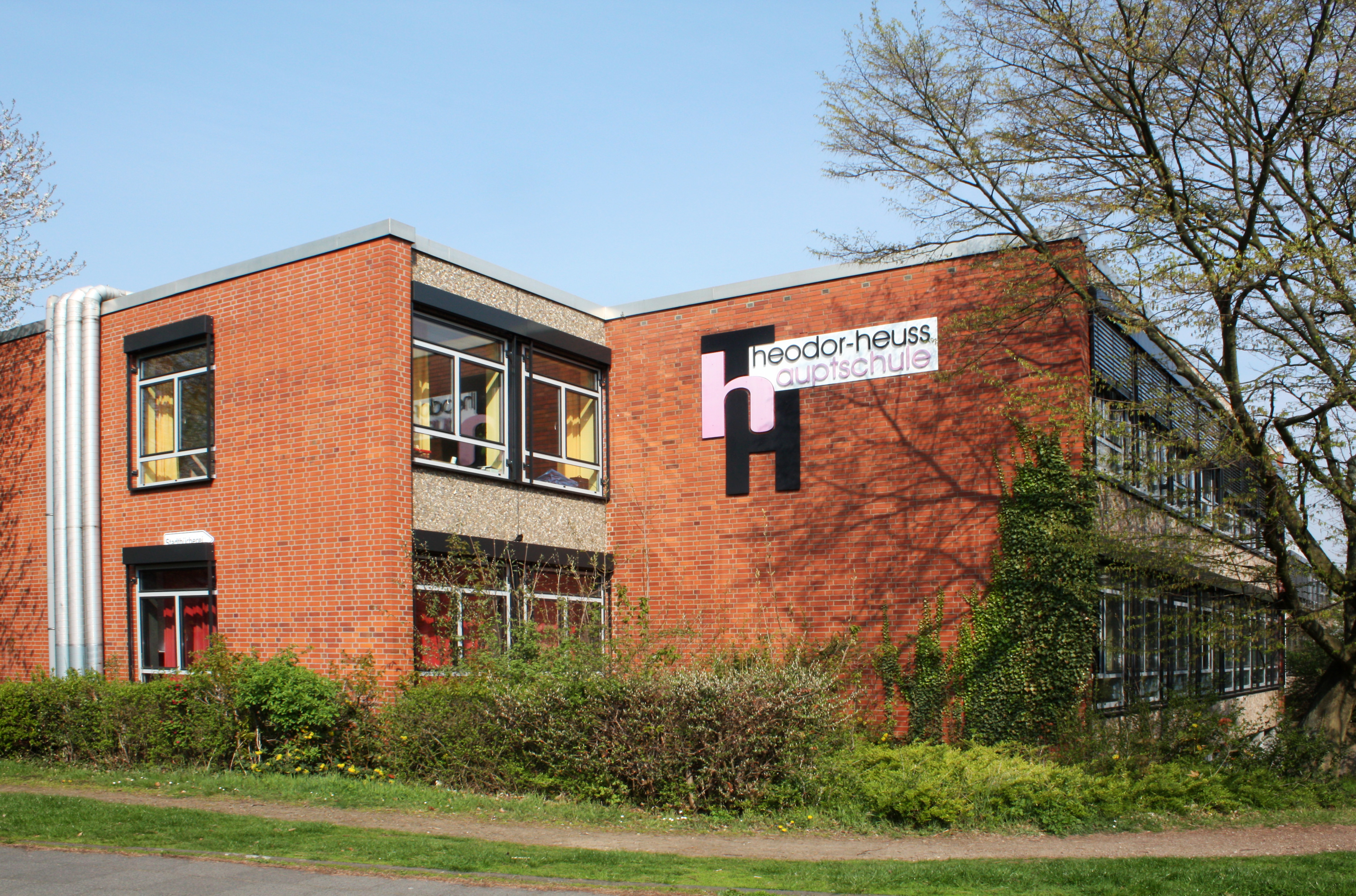
Hauptschule

Das schon Anfang der 1960er Jahre außerhalb des alten Stadtkerns entstandene Schulzentrum mit einer katholischen Volksschule, der Adolph Kolpingschule, und einer evangelischen Volksschule am Amselweg/Dr.-Fieger-Straße, wurde 1968 nach der Schulreform Hauptschule, die als Gemeinschaftsschule Theodor-Heuss-Schule genannt wurde. Das heutige Gymnasium entstand in mehreren Bauabschnitten und wandelte sich im Jahr 1968 zu einem Gymnasium mit erreichbarem Abitur. 1974 wurde das Schulzentrum durch eine Realschule vervollständigt. Diverse Einrichtungen dieses Zentrums, wie die Aula oder die Schwimmhalle, werden auch für nichtschulische Veranstaltungen genutzt. In dem Gebäudekomplex des Gymnasiums befand sich bis zu ihrem Umzug im Jahr 2021 auch die von Schülern und Bürgern häufig genutzte Stadtbücherei mit Mediothek und Artothek.
Mit Rücksicht auf die veränderte Berufssituation der Eltern werden die Grundschulen als offene Ganztagsschulen geführt, Hauptschule und Realschule als gebundene Ganztagsschulen. Das Gymnasium plant die Umwandlung in eine Ganztagsschule.

### Konfessionen und Soziales

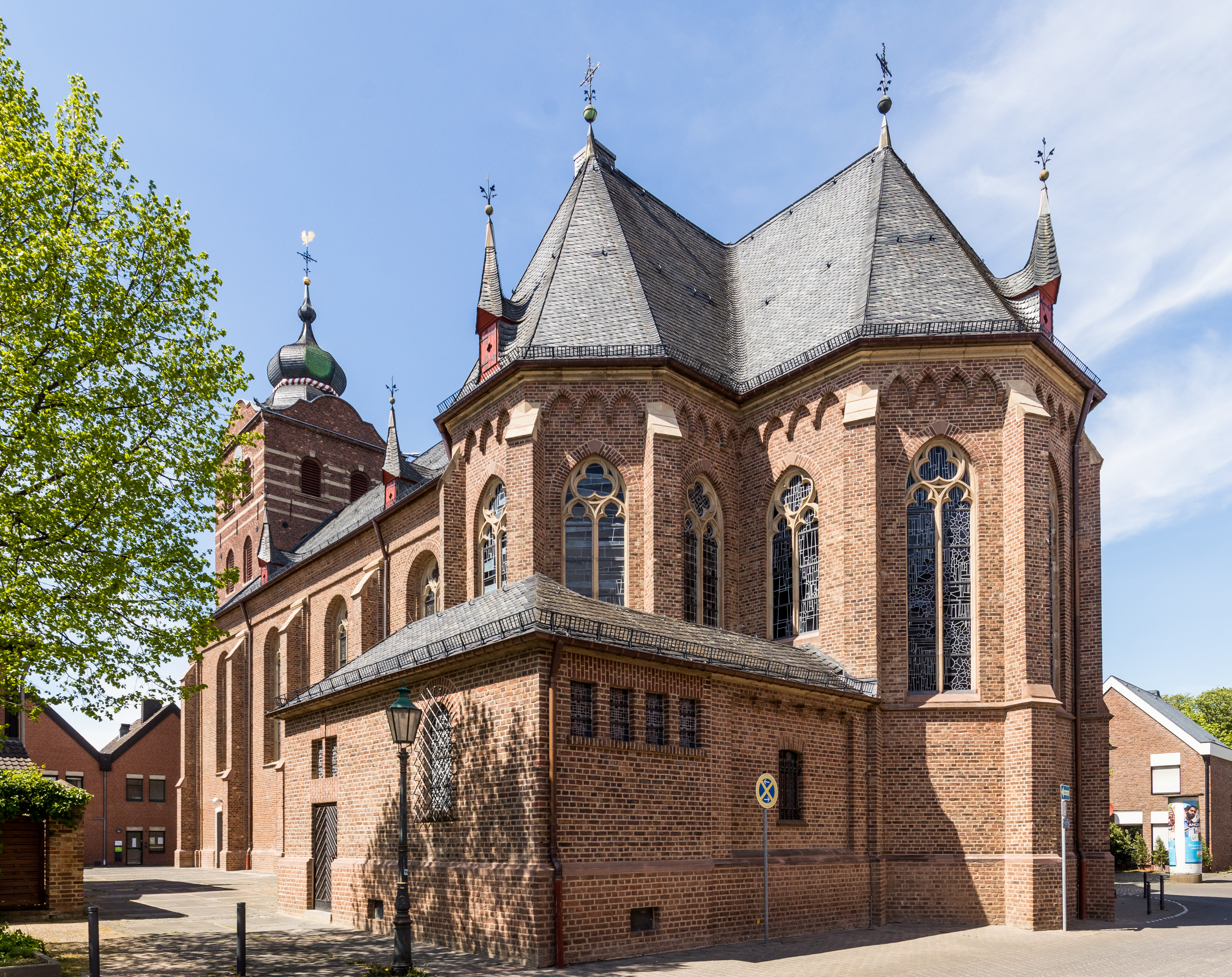
Katholische Pfarrkirche St. Kilian
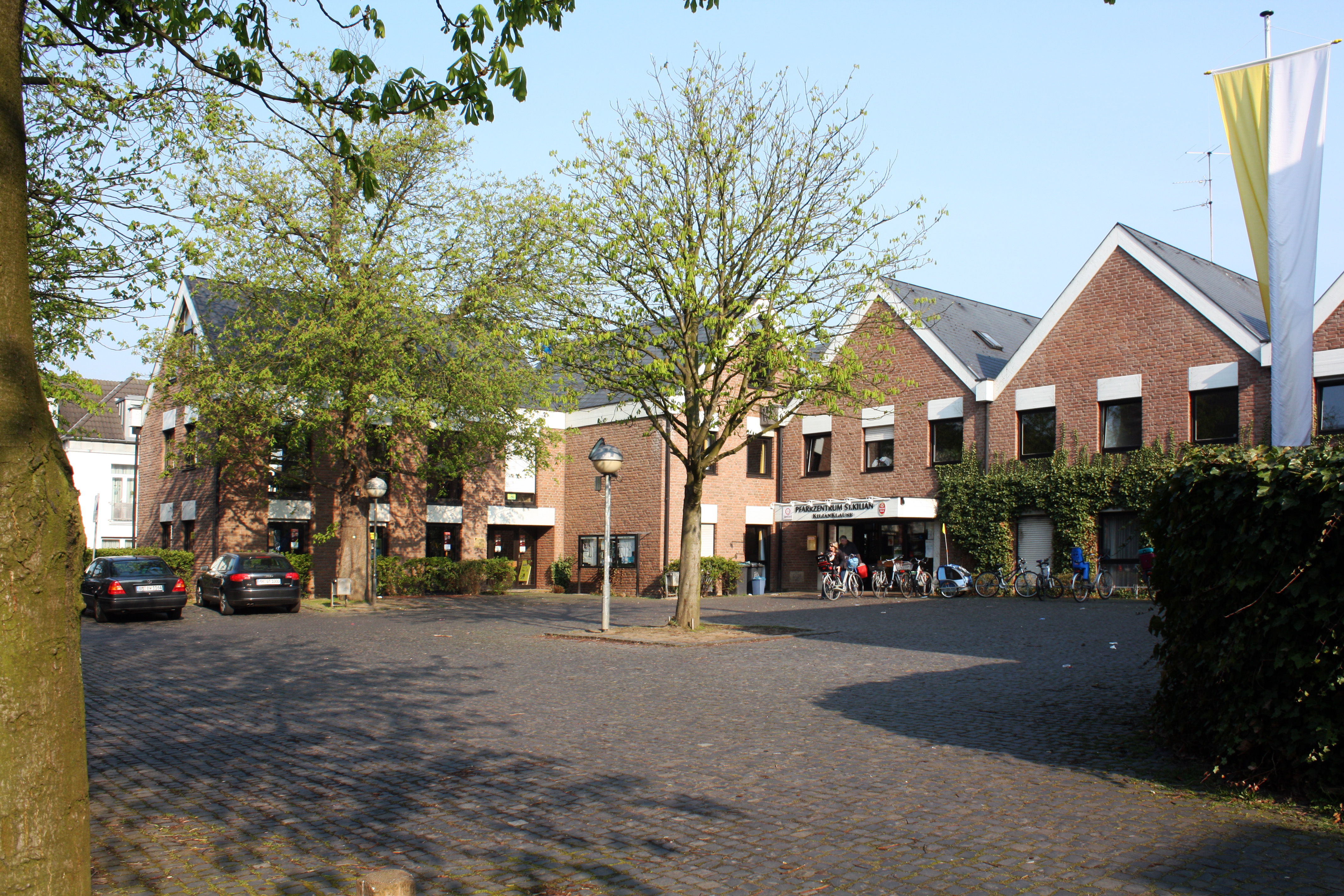
Pfarrzentrum an St. Kilian
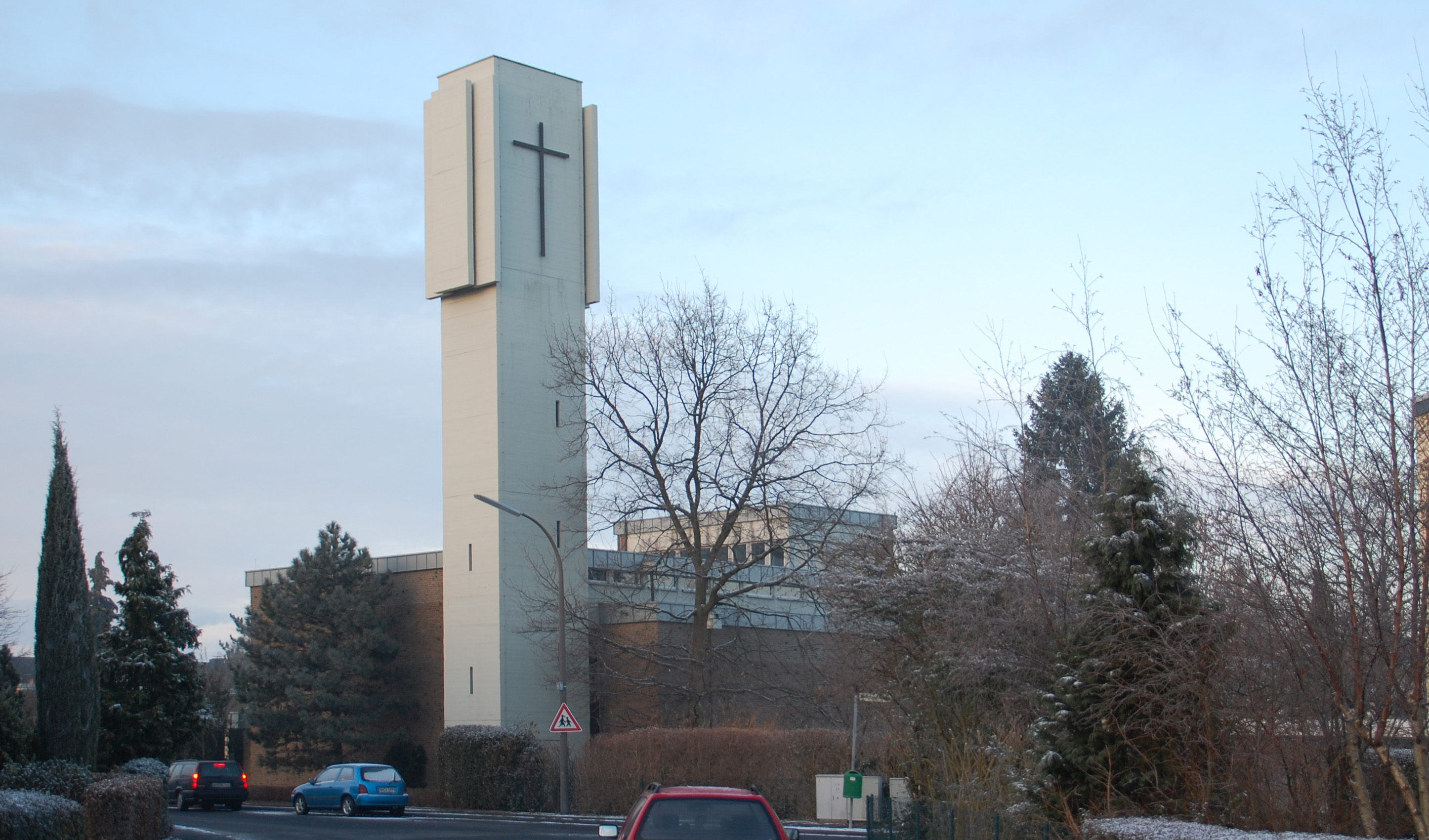
Evangelische Kirche der Versöhnung
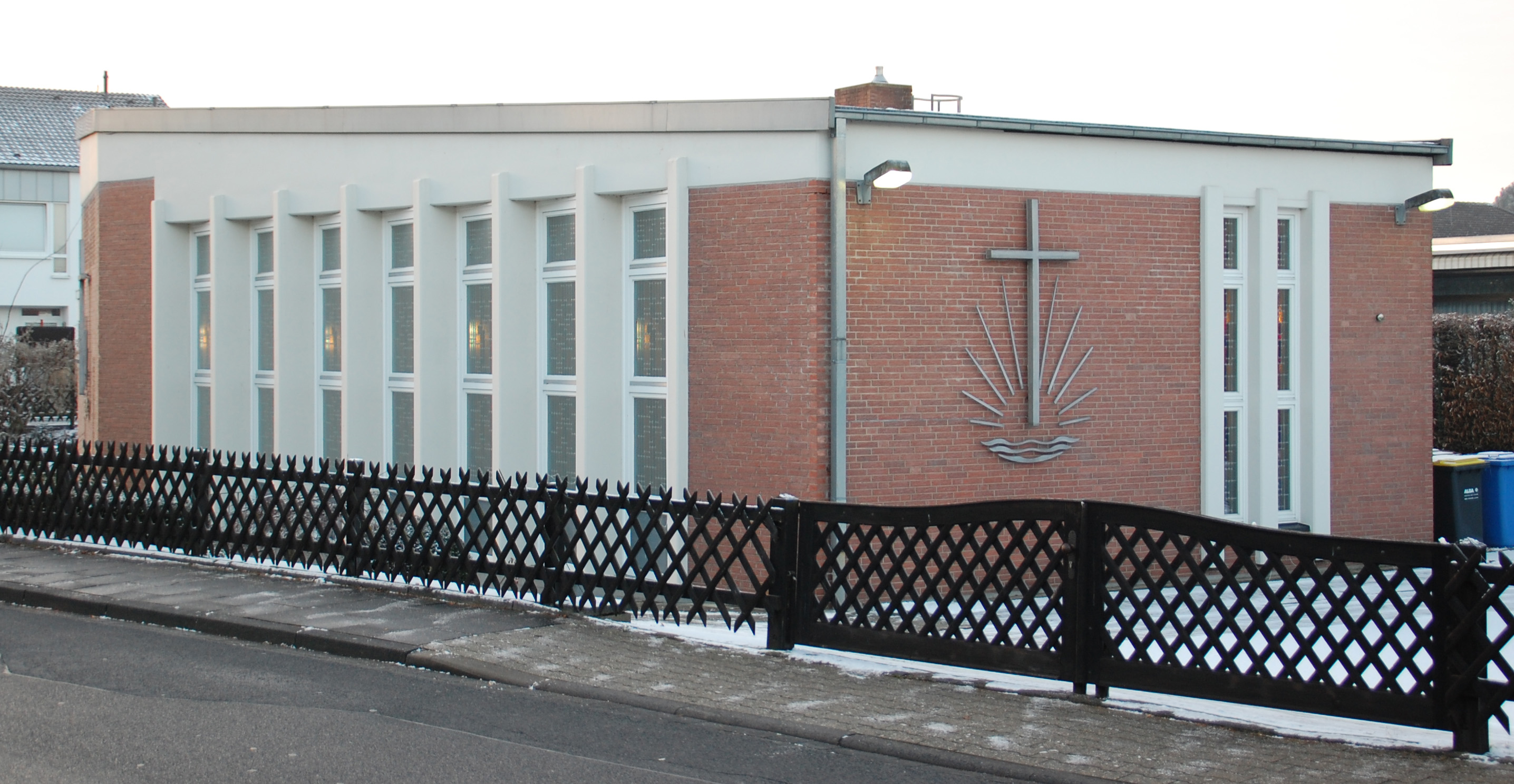
Ehemalige neuapostolische Kirche

Durch die veränderte Bevölkerungsstruktur hat sich die konfessionelle Zugehörigkeit verändert. Im Jahr 1966 wurde eine evangelische Kirche mit Gemeindezentrum gebaut. Für die katholischen Christen entstand 1978/1979 das Pfarrzentrum St. Kilian, ein Gebäudekomplex mit Wohnungen für den Pfarrer und seine Mitarbeiter. Der Pfarrsaal für kirchliche Veranstaltungen wird auch vermietet für Vorträge, Kurse, Seminare, Geselligkeiten nicht kirchlicher Veranstalter. Kirchliche Beratungsstellen, Caritas im Pfarrzentrum St. Kilian, Diakonie im evangelischen Gemeindezentrum, sind in Lechenich tätig. Von der katholischen Kirchengemeinde und der evangelischen Kirchengemeinde, die im Jahre 2002 einen Partnerschaftsvertrag geschlossen haben, gehen viele ökumenische Aktivitäten aus.
Weiterhin gibt es in Lechenich einen Königreichssaal der Zeugen Jehovas. Das Gebäude der neuapostolischen Kirche, deren Gemeinde jetzt mit der Gemeinde Brühl zusammengeschlossen ist, wurde verkauft.

### Ärztliche Versorgung
Die ärztliche Versorgung des Stadtteiles ist umfassend. Neben Praxen der Allgemeinmedizin gibt es niedergelassene Fachärzte zahlreicher ärztlicher Disziplinen vor Ort, im benachbarten Stadtteil Frauenthal befindet sich mit dem „Marienhospital“, das sich aus der Stiftung Münch entwickelt hat, ein Krankenhaus der Grundversorgung. Für spezialisiertere Untersuchungen und Behandlungen suchen die Patienten üblicherweise die Krankenhäuser in Köln, Frechen oder Düren auf. Am Ort haben mehrere Optiker und Hörgeräteakustiker ihre Geschäftslokale, es gibt mehrere Apotheken, ein Sanitätshaus und physiotherapeutische Praxen. Die Möglichkeit ambulanter Krankenpflege ergänzt die medizinische Betreuung der Bürger. Ebenfalls vor Ort finden sich Praxen von Zahnärzten sowie Tierärzten für Klein- und Großtiere.

### Kulturelles Lechenich, Sport und Freizeitgestaltung

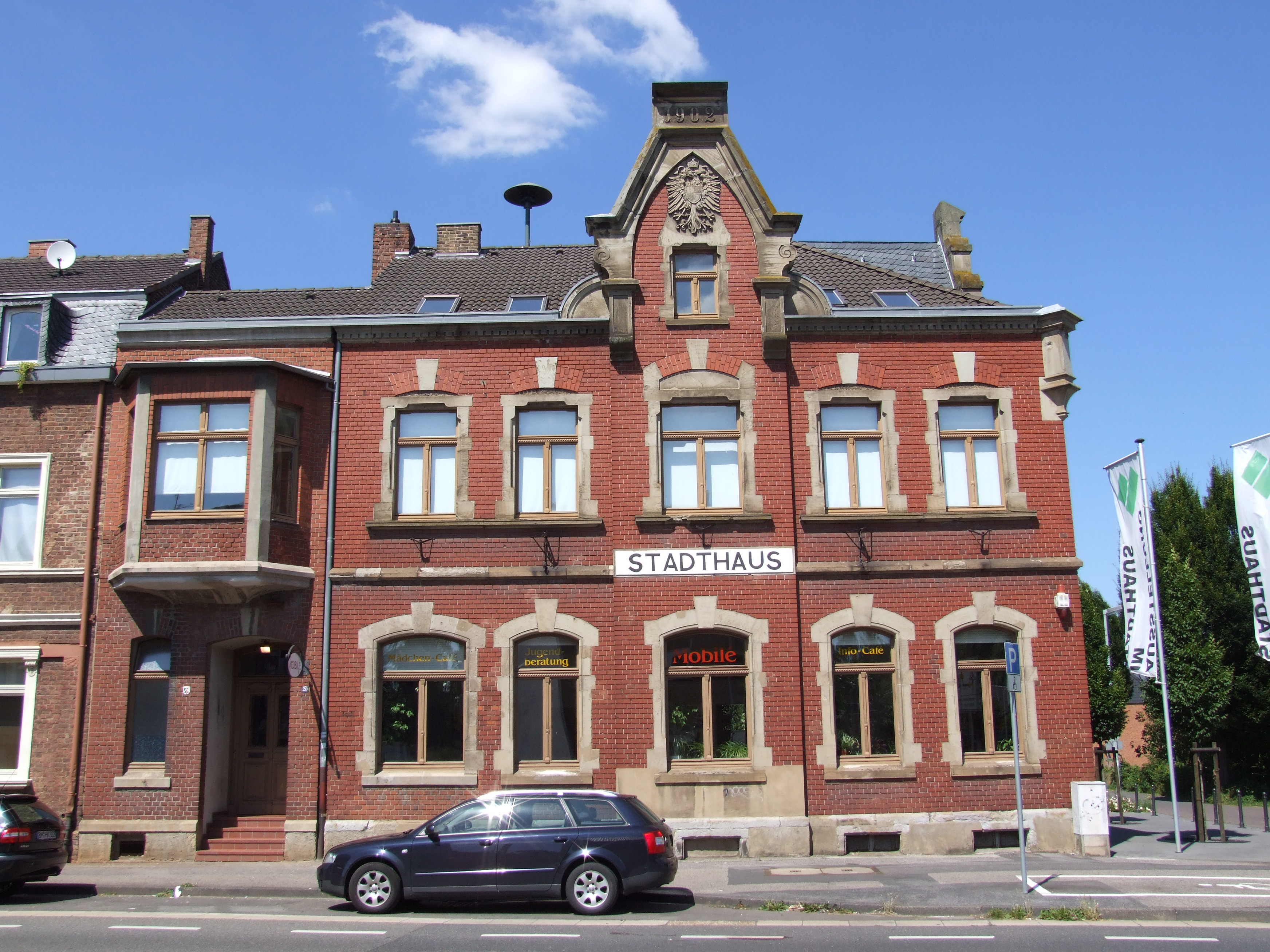
Stadthaus, Anno 1902 mit dem preußischen Adler im Giebel

Räumlichkeiten für Veranstaltungen Lechenicher/Erftstädter, aber auch auswärtiger Künstler, bietet das 1902 erbaute, am Beginn der Herriger Straße stehende Stadthaus. Des Weiteren finden kulturelle Veranstaltungen (Lesungen, Vorträge, Ausstellungen etc.) auch in geeigneten Räumen des Pfarr- oder Schulzentrums statt.

#### Kunst und Theater
Erftstädter Künstler inszenierten einen „Kunstparcours“ am Stadtgraben und die Lechenicher „Kunstmeile“ von Tor zu Tor mit Ausstellungen in den Schaufenstern des Einzelhandels. Ausgewählte Ereignisse zur Geschichte Lechenichs stellt die auf dem Markt errichtete bronzene Stele der chilenischen Künstlerin Maria Fernandez dar. Auf dem Gartenhof des alten Husarenquartiers erinnert die auf einer Säule befindliche Skulptur eines Pferdes an die ehemalige Zucht von Kaltblutpferden im Ort. Neben alter sakraler Kunst (Wegekreuze, Heiligenhäuschen) finden sich im Stadtbild moderne Metallplastiken, diese schmücken die neu entstandenen Kreisverkehrseinrichtungen.

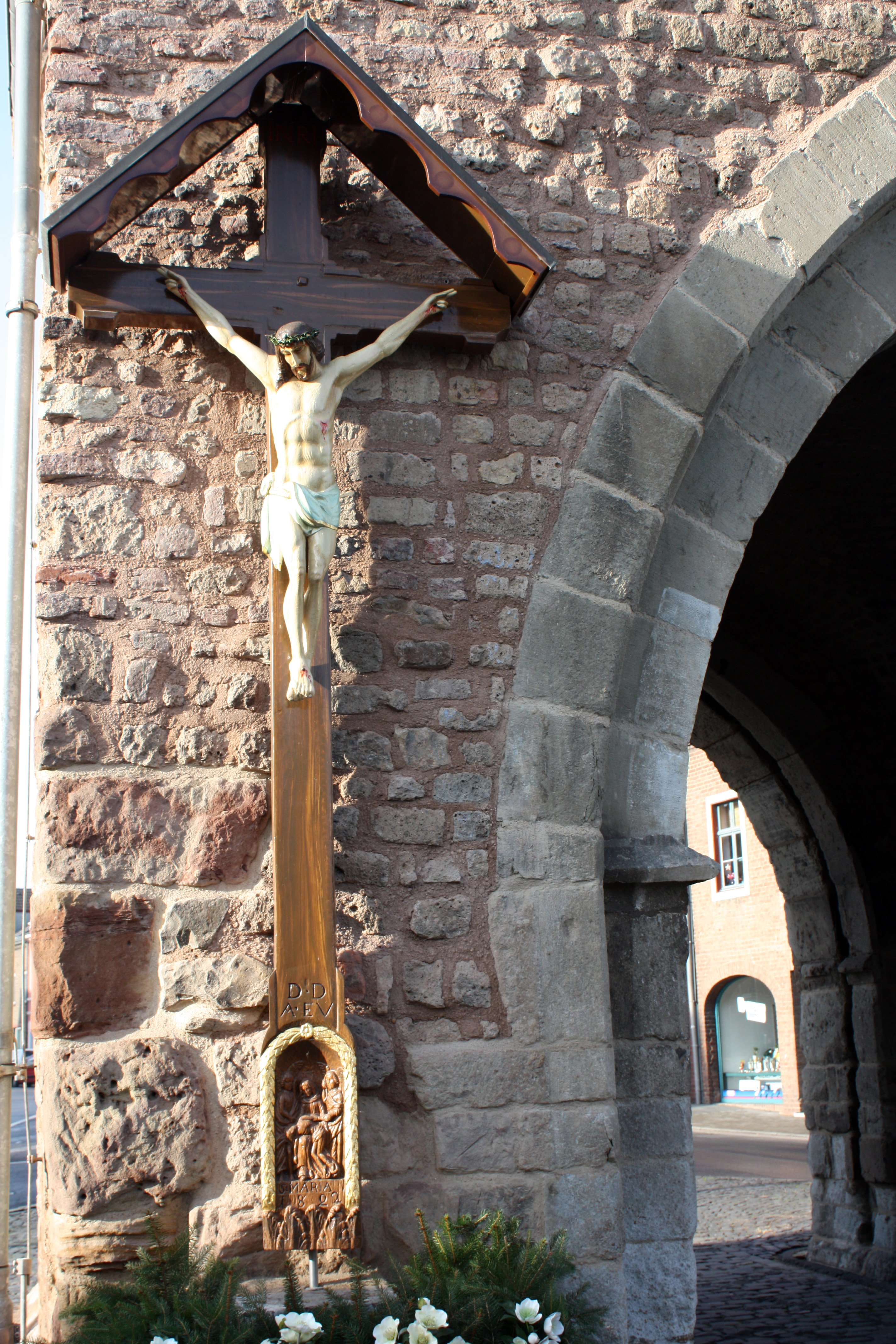
Sakrale Kunst am Herriger Tor von 1822
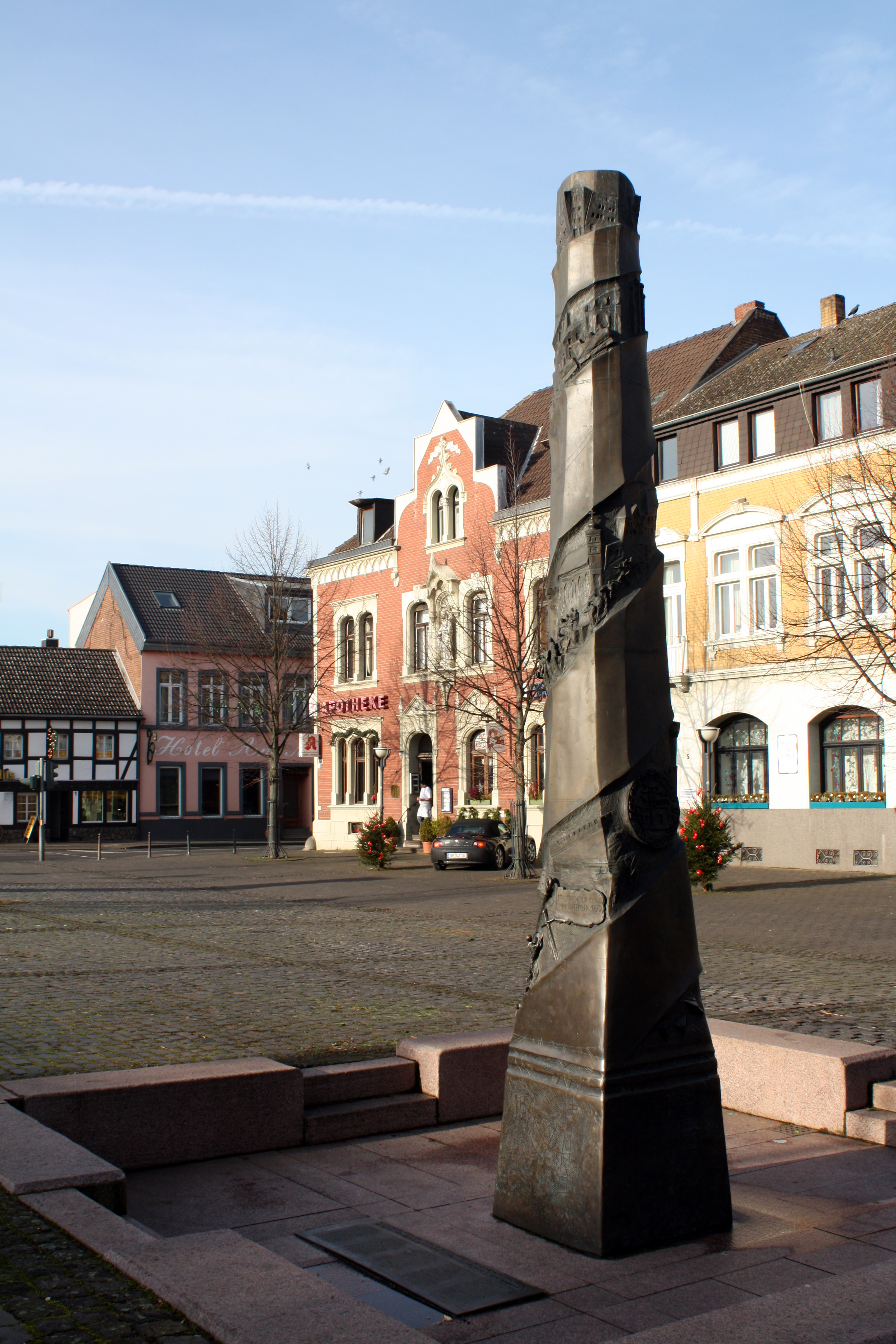
Steele mit Miniaturen der Stadtgeschichte
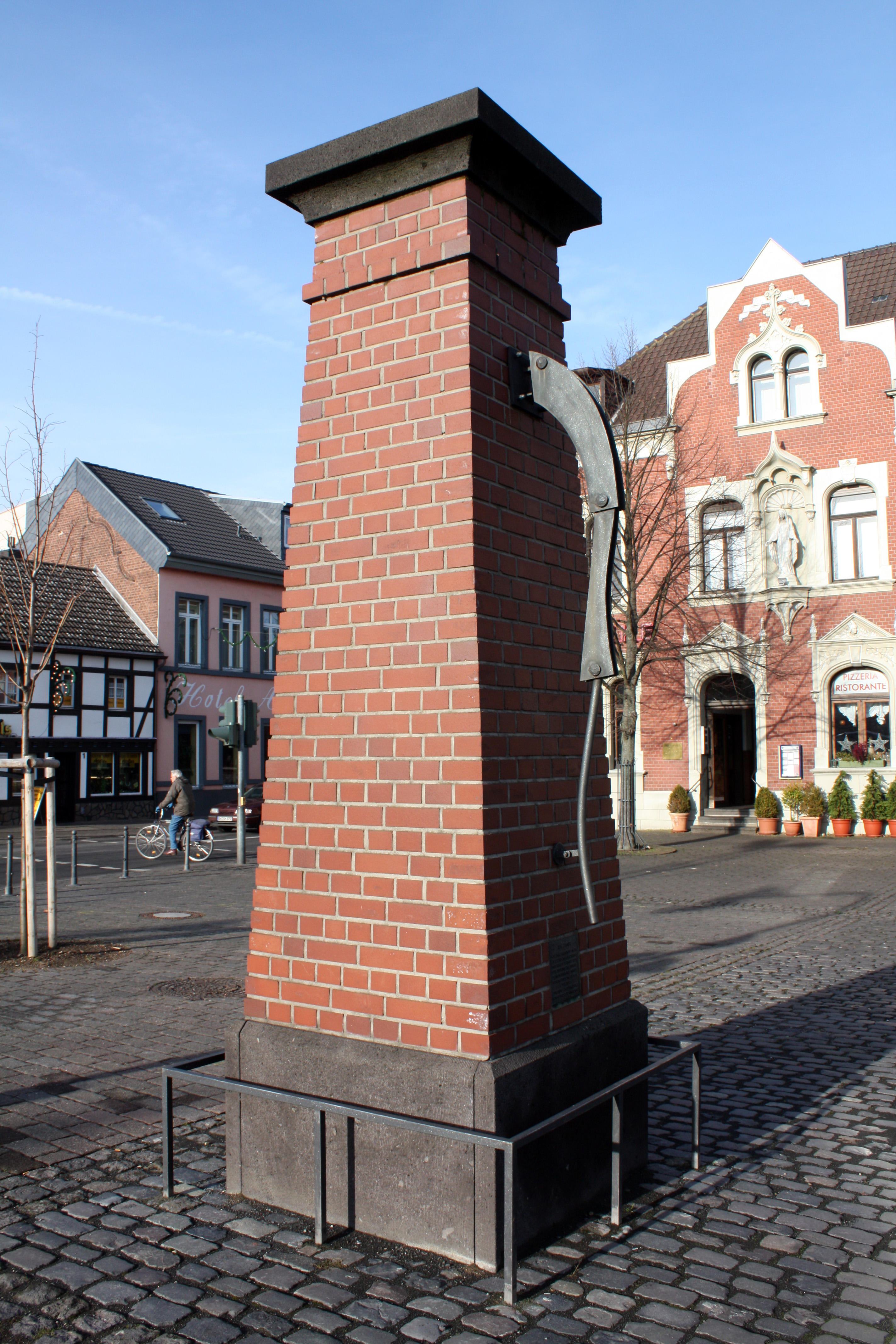
Kopie einer alten Marktpumpe
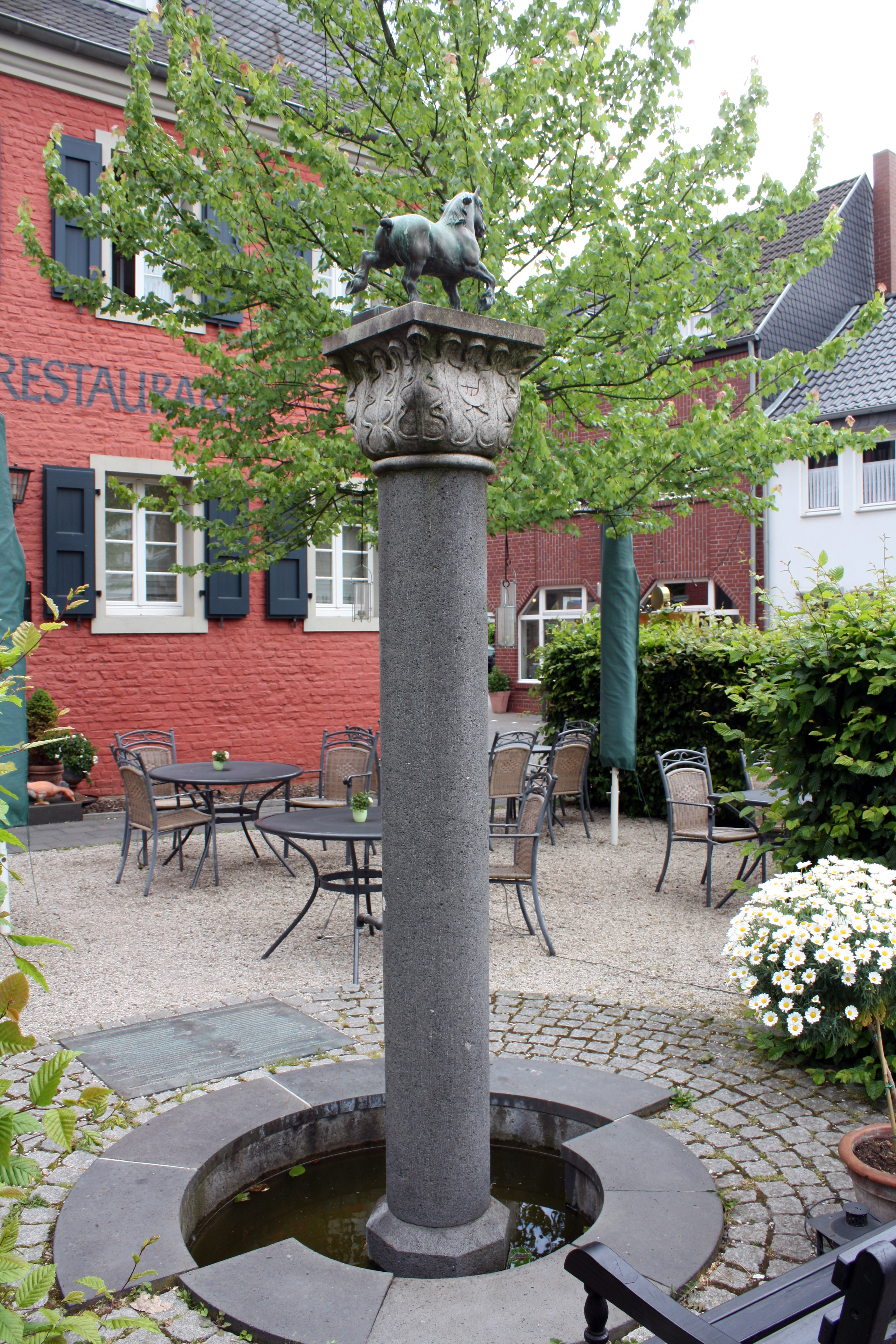
Erinnerung an die örtliche Pferdezucht

Ein Angebot an die kulturell interessierten Bürger erarbeiten der Kunstverein, ein Kulturkreis und die Volkshochschule, wobei sich deren Vorschläge nicht nur auf Veranstaltungen vor Ort beziehen. Mehrtägige Reisen oder Fahrten zu Aufführungen in den Konzert-, Opern- und Schauspielhäusern der Lechenich umgebenden größeren Städte werden von den Bürgern genutzt.
Die Bürgergesellschaft ist bemüht, den Bekanntheitsgrad Lechenichs zu fördern. In den letzten Jahren finanzierte sie Hinweistafeln an den wichtigsten historischen Gebäuden Lechenichs, die mit Kurzinformationen zu ihrer Geschichte versehen wurden.
Für historisch und kulturell Interessierte werden regelmäßig Stadtführungen angeboten.

#### Vereine und Gesellschaften
Viele der heutigen Vereine und Gesellschaften, auch jüngerer Entstehungszeit, knüpfen an altes, überkommenes Brauchtum an. So ist das Schützenfest der St. Sebastianus Schützenbruderschaft (von 1508) verbunden mit der St. Kilians Kirmes ein alljährlich stattfindendes großes Ereignis, zu dessen Abschluss unter Teilnahme vieler Besucher ein Feuerwerk veranstaltet wird.
Weitere Mitgestalter des gesellschaftlichen und kulturellen Lebens sind:
- Der Mundartkreis St. Kilian. Er bietet allen denen, die Kölsch verstehen, unterhaltsame Aufführungen.
- Die von Gesangvereinen gegebenen Konzerte des Männergesangvereins von 1850, des Frauenchors und anderen Chorgemeinschaften werden ergänzt durch Konzerte auswärtiger Künstler. Die Lechenicher Musiknacht im Herbst 2008 der Kirchengemeinden mit acht Konzerten wurde allgemein als ein großer Erfolg gewertet. In Lechenich auftretenden Bands ziehen vor allem junge Leute an.
- Sehr beliebt sind die Veranstaltungen der Lechenicher Narrenzunft (LNZ) und ihrer Abteilungen, ihre Sitzungen, die traditionelle „Erstürmung“ des Rathauses am Tag der Weiberfastnacht und der von dieser Gesellschaft organisierte Karnevalsumzug.

#### Sport und Freizeit

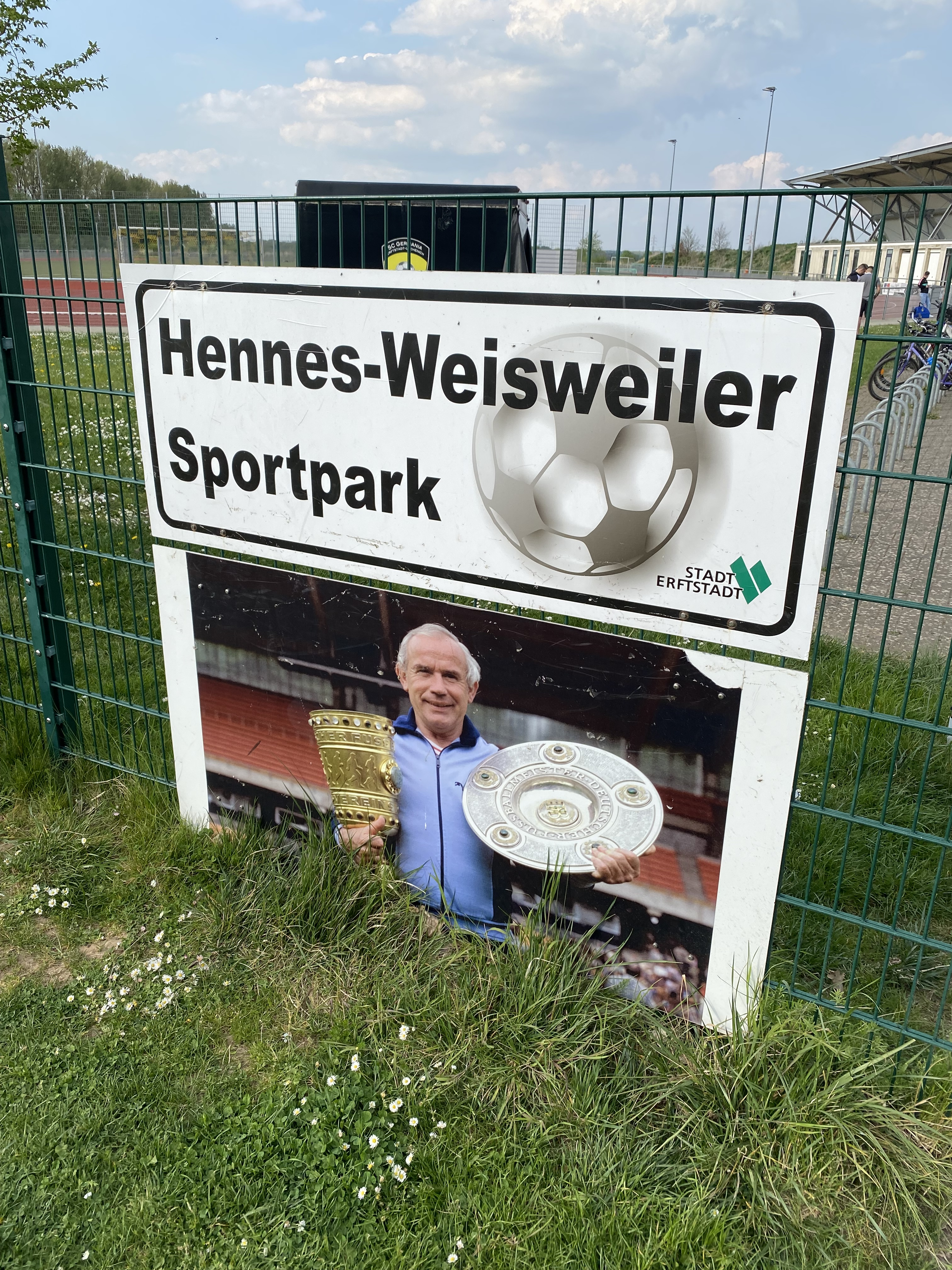
Tafel am Eingang zum Hennes-Weisweiler-Sportpark in Lechenich

Viele Einwohner Lechenichs sind Mitglieder in örtlichen Sportvereinen wie dem SC Germania Erftstadt-Lechenich, die fast alle nach dem Zweiten Weltkrieg oder nach der kommunalen Verwaltungsreform entstanden sind. Für Sportveranstaltungen unterhält Lechenich einige Sportplätze und -anlagen. So werden Tennisplätze, eine Schwimmhalle, ein Freibad und Turnhallen, darunter zwei Mehrfachturnhallen, zur Verfügung gestellt.
- Ein Sportverein mit einer alten Tradition ist der Verein für Bewegungsspiele von 1919 (VfB), in dem Hennes Weisweiler in seiner Jugend spielte, und so seine spätere Laufbahn als Fußballspieler- und Trainer begann.
- Die 2011[79] in Lechenich erbaute Sportanlage mit Kunstrasenplatz wurde im Gedenken an Weisweiler im Jahr 2015 in Hennes-Weisweiler-Sportpark umbenannt.[80]
- Profis und Anfänger finden einen um die Burg Konradsheim angelegten 18-Loch-Golfplatz.
- In der Promenade gibt es einen Minigolfplatz, einen Bouleplatz sowie öffentliche Fitnessgeräte.

Lechenich umgeben zahlreiche Rad- und Wanderwege, die entlang von Bächen und Kanälen durch die Felder zu vielen erhaltenen Schlössern und Burgen führen. Auch die durch den Abbau der Braunkohle entstandenen Badeseen der Umgebung (Liblarer See) sind nicht weit entfernt.

## Persönlichkeiten
- Sophia Agnes von Langenberg (1597 oder 1598–1627), Nonne in Köln
- Joseph von Weichs (1770–1826), Landrat des Kreises Lechenich
- Andreas Borlatti (1776–1859), französischer und preußischer Kommunalpolitiker
- Adolf Münch (1804–1877) und Ehefrau Helene Münch geborene Offermann (1802–1877), Stifter des Marienhospitals in Frauenthal (1867), heute Krankenhaus der Stadt Erftstadt, siehe Stiftung Marien-Hospital Erftstadt-Frauenthal
- Matthias Konstantin Bendermacher (1814–1880), Notar, Verfasser der ersten Geschichte Lechenichs (um 1865), Maler seiner Heimatstadt Lechenich und des dortigen Schlosses.
- Georg von Bleichröder (1857–1902), Sohn des Berliner Bankiers Gerson von Bleichröder, Besitzer des Lechenicher Schlosses (seit 1894) und Gründer des Gestüts Römerhof
- Jean Bungartz (1854–1934), „Ritter pp. Thiermaler und Schriftsteller“ (Briefkopf). Autor illustrierter Fachbücher über Nutztierhaltung, Hundezucht und Ausbildung von Sanitätshunden. Gründer und Vorsitzender des Deutschen Vereins für Sanitätshunde
- Paul Kerp (1867–1964), Organist und Wachslichtefabrikant, Mitbegründer und späterer Besitzer der Rübenkrautfabrik „Patria“, erster Ehrenbürger von Lechenich
- Peter Kerp (1872–1931), Politiker (Zentrum), geboren in Lechenich
- Peter Hamecher (1879–1938), Autor und Schwulenaktivist
- Josef Fieger (1887–1961), Arzt und Mäzen
- Hennes Weisweiler (1919–1983), Fußballspieler und -trainer
- Franz Josef Fieger (1921–2022), Kaufmann, Großkreuzritter des Ritterordens vom Heiligen Grab zu Jerusalem
- Kurt-Alphons Jochheim (1921–2013), Rehabilitationsmediziner, Nestor der Rehabilitation in Deutschland und Professor für Neurologie und Psychiatrie, wohnte und starb in Lechenich
- Karl Stommel (1922–1989), Lehrer und Historiker
- Werner Tiemann (1933–2002), Handballspieler, Lehrer und Kommunalpolitiker
- Hans Hermann Pohl (1935–2019), Wirtschaftshistoriker und Hochschullehrer in Köln und Bonn, wohnte in Erftstadt-Lechenich
- Ulla Norden (1940–2018), Schlagersängerin und Moderatorin wohnte in Lechenich
- Norbert Pies (* 1956), Biologe, Sachbuchautor, Regionalhistoriker und Genealoge, lebt in Lechenich